# Opel
Az Opel (teljes nevén Opel Automobile GmbH) Németország egyik legfontosabb autóipari cége. Legnagyobb üzeme Rüsselsheimben található.
2018-ban az Opel 20 év után újra nyereséges lett, 502 000 000 eurós hasznot termelt, köszönhetően az új modelleknek (Crossland X, Grandland X, új Insignia család), a régi modellek csekély árcsökkentésének, és a korszerű, takarékos motoroknak. Számokban annyit tesz ki, hogy az Opel több mint 572 000 autót adott el. (Az adatok 2018 első félévre vonatkoznak.)
2018-ban „történelmi esemény” zajlott le: 19 év után 2018 volt az első teljes év, amelyben az Opel márka nyereséget könyvelhetett el. A General Motors (GM) vezetése alatt 1998 volt az utolsó év, amikor a leányvállalat nyereséggel számolhatott volna. Egyes források szerint a GM azért nem tudott profitálni, mert túl sokat költött egy modell fejlesztésére, meg a motorok korszerűsítésére. Akkortájt az Opel 9 platformra építette modelljeit, és 10 motorcsaládot fejlesztett. Ezek fejlesztése és tervezése óriási összegeket emésztett fel (volt olyan év, amikor 400 000 000 € veszteség érte a márkát). Ez a múlté, a PSA vezetésének sikerült 1.5 év alatt nyereségessé tennie az Opelt. Ez köszönhető, hogy új modelljeik már a PSA fejlesztéseket kapnak: PSA padlólemezek (2 db) és motorcsalád (4 db). A még General Motors által fejlesztett modellek fokozatosan, a modellváltáskor kerülnek át az új anyavállalat által fejlesztett platformokra.
Viszont 2016-ban az Opel működési vesztesége elérte a 257 millió amerikai dollárt annak ellenére, hogy az előző év során az Opel cég 22 európai piacon növelni tudta eladásait, főleg az új Astra modellnek köszönhetően.
A Reuters 2017. márciusi közlése szerint megszületett a megállapodás, amely szerint a General Motors eladja európai cégeit, az Opelt és a Vauxhallt a francia PSA-csoportnak 2,2 milliárd euróért. A PSA megkezdte a cégek reorganizációját. A tranzakció érinti az Opel magyarországi, szentgotthárdi gyárát is, ahol az átszervezés tömeges elbocsátásokkal kezdetét vette.

## Előtörténete
Az Adam Opel által Rüsselsheimben, 1862. január 21-én alapított családi vállalkozás eleinte varrógépeket, később kerékpárokat gyártott. Autógyártással a családi cég Adam Opel 1895-ben bekövetkezett haláláig semmilyen vonatkozásban nem foglalkozott.

## Története
Adam Opel halála után cégét özvegye és két fia vette át. Folytatták a kerékpárgyártást, majd 1899-ben bekapcsolódtak az autógyártásba. Az első sikeres modelljük a négy(!) lóerős Opel Patent Motorwagen System Lutzmann volt.
Rövid időn belül az Opel az egyik legnagyobb német autógyártóvá fejlődött. Ebben szerepet játszott az is, hogy a rüsselheimi telephelyen 1924-ben bevezetett futószalagnak köszönhetően a cég olcsó modelleket állított elő, amelyek iránt a kereslet is rohamosan megnőtt. Az 1928-ban kibontakozó gazdasági válság az Opel cég életét is megváltoztatta 1929. március 17-én Wilhelm von Opel és testvére, Fritz von Opel a cég részvényeinek 80 százalékát eladta a piacvezető amerikai General Motors autókonszernnek, 140 millió birodalmi márkáért. A cég a korábbi nevét és az Opel márkanevet megtarthatta.
Amikor már igazán kezdtek fellendülni az autóeladások; kitört a második világháború, és a szövetségesek lebombázták az Opel-gyárat. A szovjet katonák elvittek rengeteg tervrajzot és gyártósort, és kifosztva hagyták ott a gyár romjait. Ezután néhány évvel Moszkvics 400/420 néven Opel Kadetteket gyártott a Szovjetunió. A háború után sírjából támadt fel az Opel, és újult erővel nőtte ki magát Európa egyik legnagyobb autógyárává.
A régebbi modellek gyártását ennél a cégnél is Ázsiába helyezték át; a Daewoo-hoz, az Opel Agila a Magyar Suzuki Zrt. esztergomi üzemébe került.[forrás?]
2009 őszén a General Motors igazgatótanácsa arra a döntésre jutott, hogy – hosszas huzavona után – a kanadai Magna és az orosz Sberbank konzorcium kaparinthatja meg az Opelt. A bejelentést követő sajtótájékoztatón Siegfried Wolf, a Magna egyik vezetője óriási leépítéseket helyezett kilátásba, aminek hallatán az Opel szakszervezete máris közölte, hogy „eddig nem erről volt szó”. Ráadásul a hoppon maradt másik tulajdonosaspiráns, a belga RHJ International pénzügyi befektető is megpróbált jogi lépéseket tenni. Végül a káoszt a GM november 3-ai döntése zárta le, miszerint a szerződés semmis, az Opel a GM-nél marad.
2014. december 5-én–52 év autógyártás és több ezer összeszerelt autó után–legurult a gyártósorról az utolsó Zafira Tourer, ezzel bezárták az Opel bochumi gyárát.
Az évek folyamán az Opel számos koncepcióautót mutatott be. A két világháború között a Rak 1, a Rak 2 és a Rak 3 jelű modellek egyszemélyes, rakétával hajtott járművek voltak. 2013-ban mutatták be az Opel Monza Concept koncepcióautót.
"7in17"-ezzel a jelmondattal indított modelloffenzívával állt elő az Opel, ami azt jelenti, hogy 2017-ben 7 új modell kerül bemutatásra. Nagy reményeket fűz a PSA, ezen belül az Opel is a programhoz, hiszen az évek óta veszteségesen működő autógyártó így szeretne minél előbb nyereséget termelő gyártó lenni. Több modell is bemutatásra került már, mint pl. a Crossland X, a Grandland X vagy a teljesen új megjelenésű Insignia család.
Az Opel gyártja a "Karl"-családot, de ezt az "Adam"-család iránti alacsony kereslet miatt Magyarországon nem forgalmazzák.[forrás?]
2017-ben a 87. Genfi Autószalonon még képviseltette magát az Opel, azonban 2018-ban már távol marad.
2018-ban a PSA bejelentette, hogy az Opel fejleszti ki a konszern négyhengeres benzincsaládját. A fejlesztőközpont Rüsselsheim marad.
2018-ban nyilvánosságra hozta az Opel a legújabb információját, miszerint a Párizsi Autószalonon sem vesz részt, arra hivatkozva, hogy nincs olyan új modelljük, amellyel meg tudnának jelenni. Az anyacég többi márkája, azaz a Peugeot, Citroën és a DS viszont képviselteti magát.
Ugyan nyereséges az Opel, fogyatkozó kereslet miatt 2018 októberében viszont egy hétre leáll az összes motor – és karosszéria-összeszerelő üzeme (beleértve a rüsselsheimi főközpontot is). Korábban már az Opel bevezette a költséghatékonyság és a redukálódó kereslet miatt a gyártósor-kapacitás csökkentését (ami azt jelenti, óránként 55 autó helyett 42 autó készül el). Néhány hónapja viszont ez a szám is zsugorodott, 42 autó helyett 35 készül mindössze.
Hasonlóan a Volkswagen-csoportnál kirobbant dízelbotrány látott napvilágot az Opelnél is, 2018 októberében. A német KBA közleményt adott ki, melyben az áll, hogy összesen 96 000 Opel Cascada, Opel Zafira Tourer és Opel Insignia típust hívnak vissza azért, mert az Opel is manipulálta a fedélzeti szoftvert, amivel hamis kibocsátási értéket jelentettek meg. Míg a Cascadánál és az Insigniánál a 2.0 literes (125 kW) dízelmotor, a Zafiránál az 1.6 literes (88 kW és 100 kW) és a 2.0 literes (96 kW és a 125 kW) dízelmotorok érintettek. Ebből a 96 000 modellből kb. 64 000 modellt Németországban állítottak forgalomba.
2019 februárjában megjelent egy cikk, amelyben a PSA-csoport újra megpróbálkozna az Egyesült Államok-beli értékesítéssel. Elsősorban a Peugeot márkát küldenének ki, de felmerült, hogy az Opel is bővítené a vásárlópiacot az USA felé. Utóbbi ötlet picit érdekesebb, hiszen jelenleg a Buick nevű autógyártó jelen van az amerikai piacon, Opel-alapokkal és csak logóban eltérő kinézettel (a Buick a GM tulajdona). Ha megállapodás születik, leghamarabb 2024-2025-ben kezdődhetnek meg az első lépések.
Az Opel felvásárlásának köszönhetően nőtt a PSA bevétele, és az Opel is egyre több nyereséget termel.

## Képgaléria

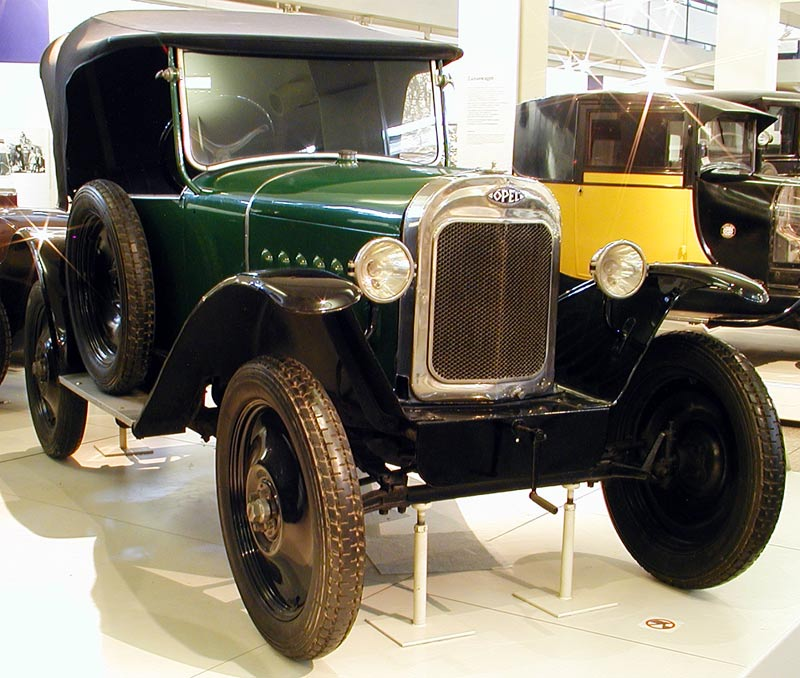
Opel Laubfrosch („leveli béka”, 1920-as évek)
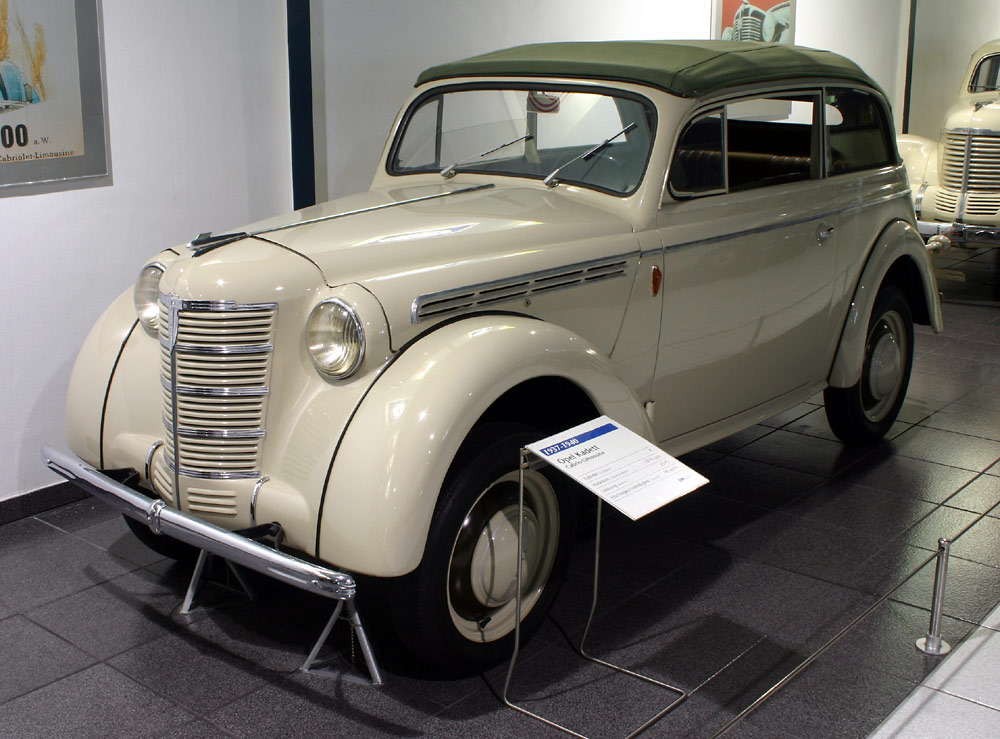
Opel Kadett (1936)
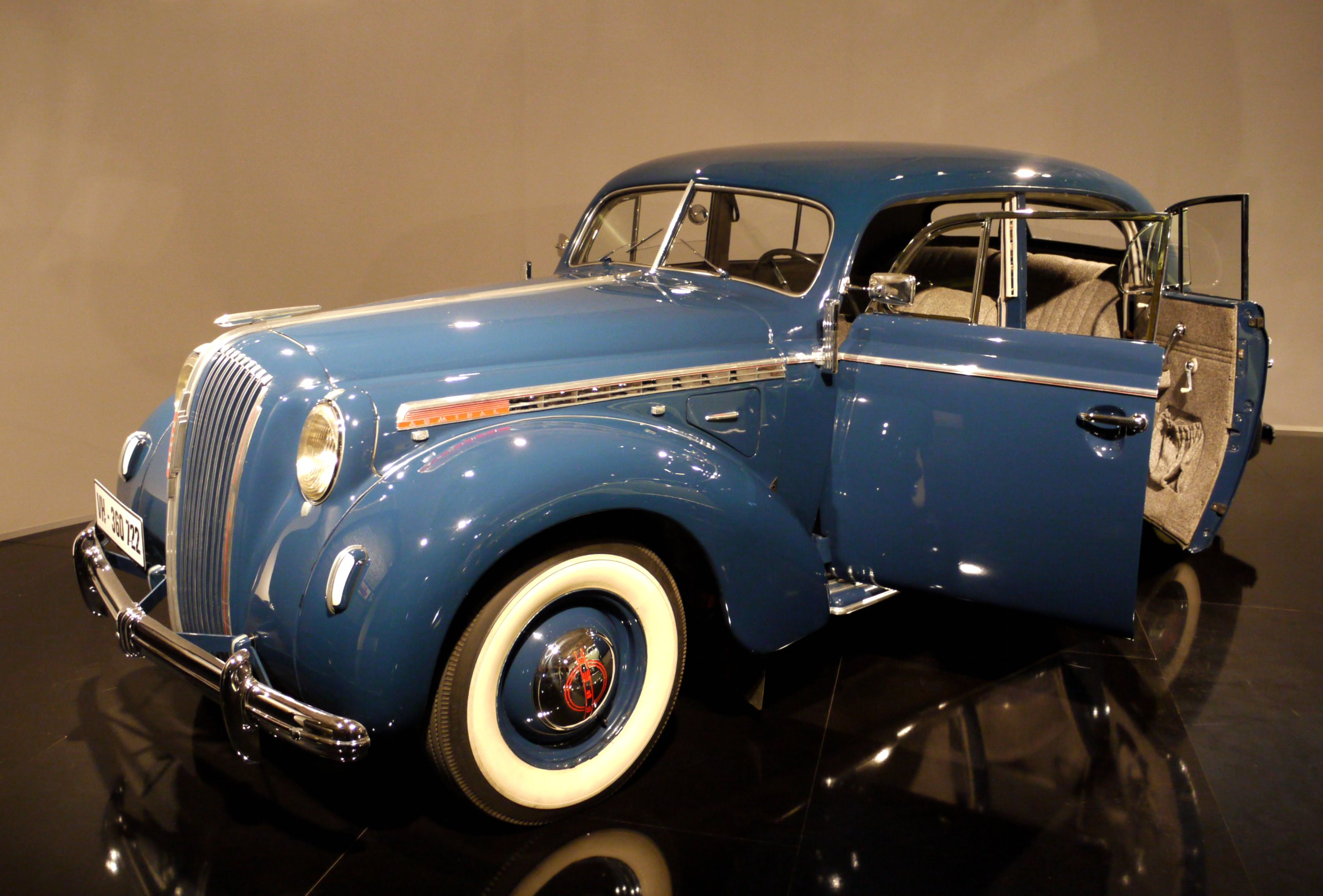
Opel Admiral (1938)
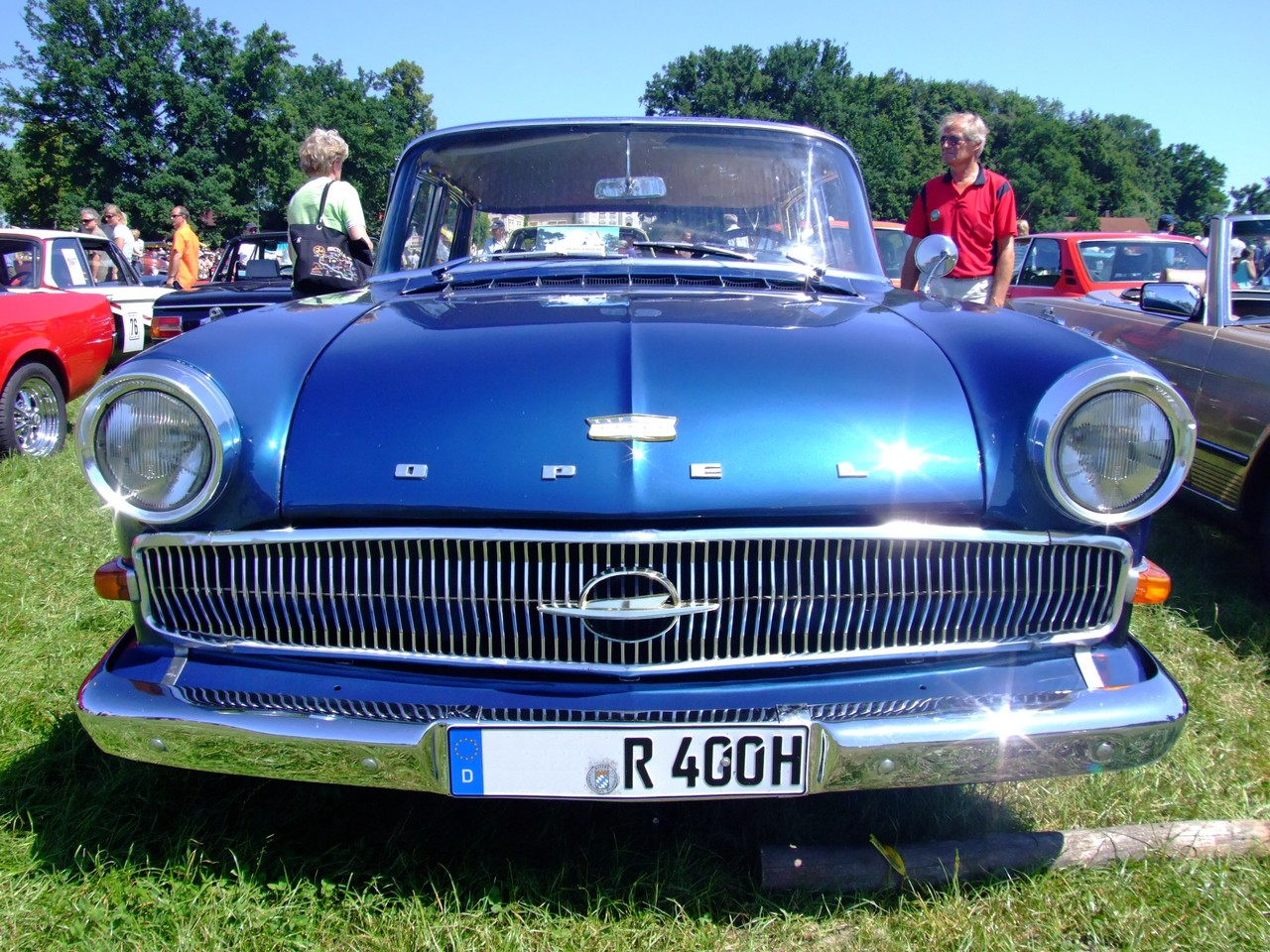
Opel Kapitän (1959)
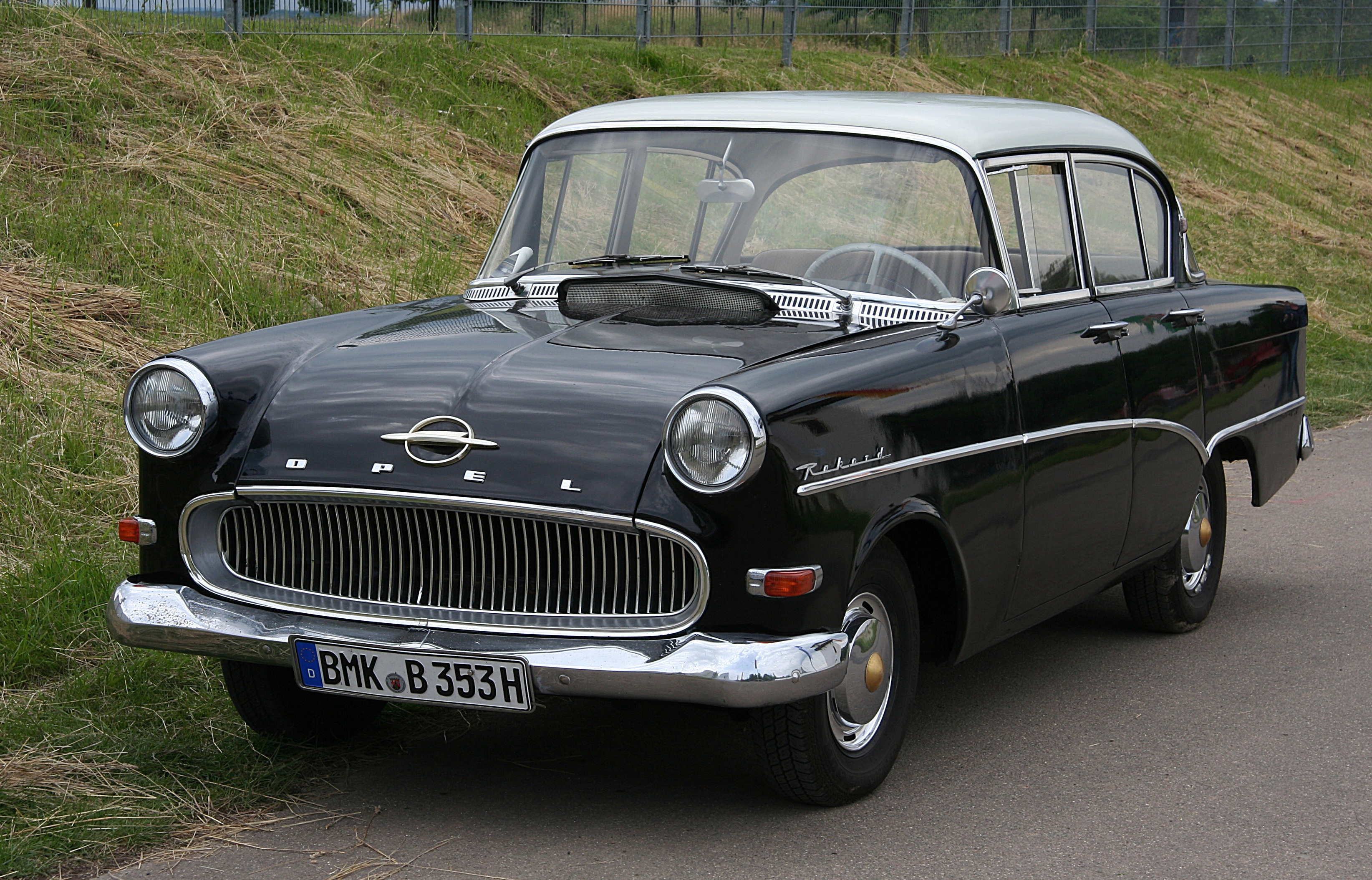
Opel Rekord P1 (1957–1960)
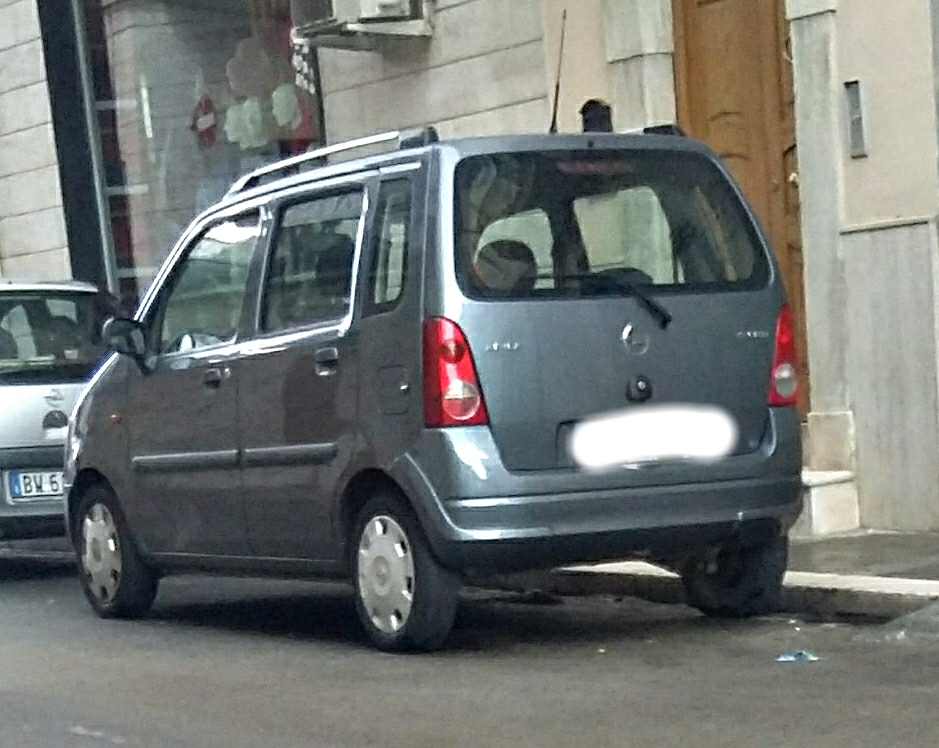
Opel Agila (2000–2007)
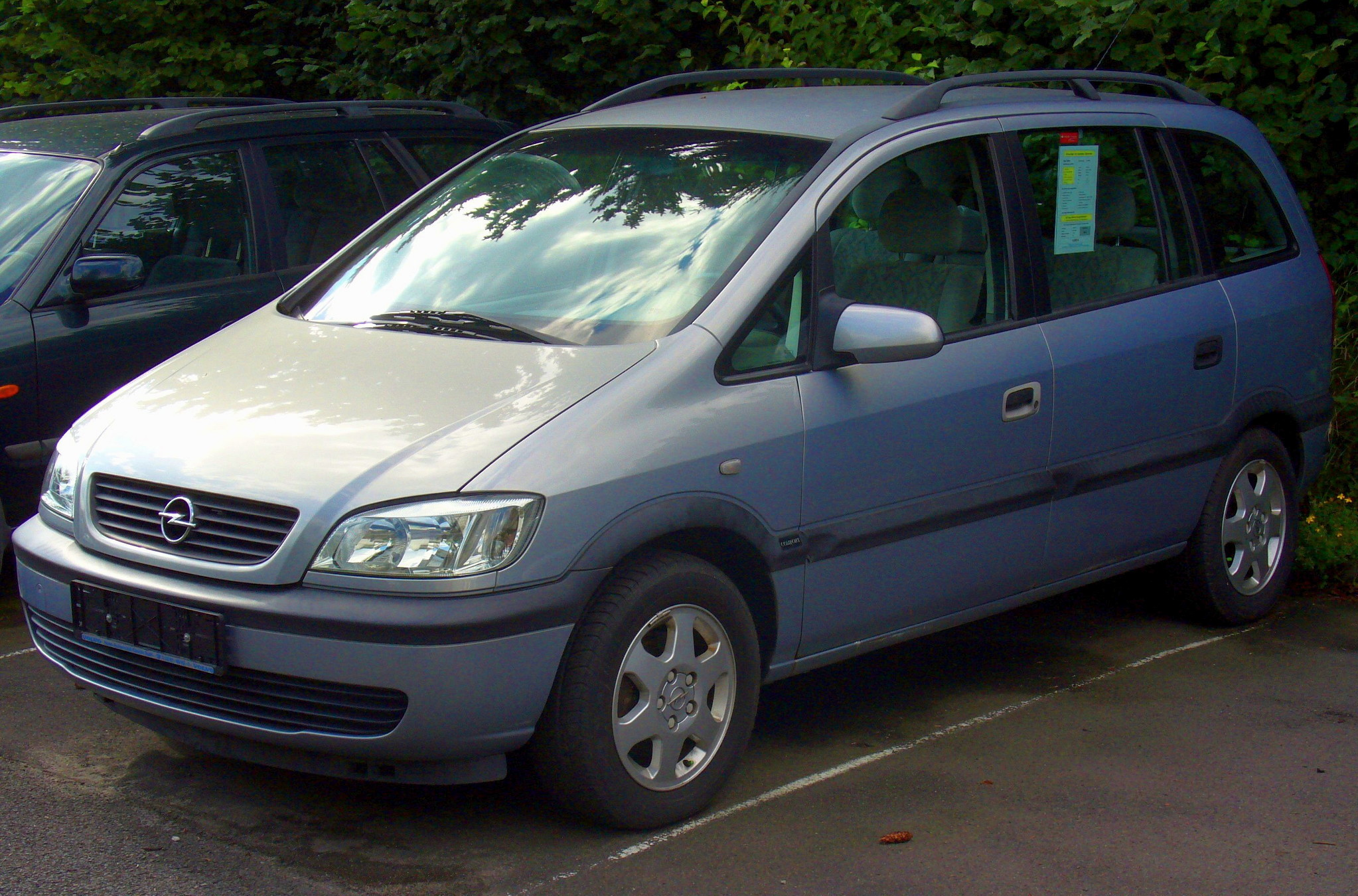
Opel Zafira 2007-ben
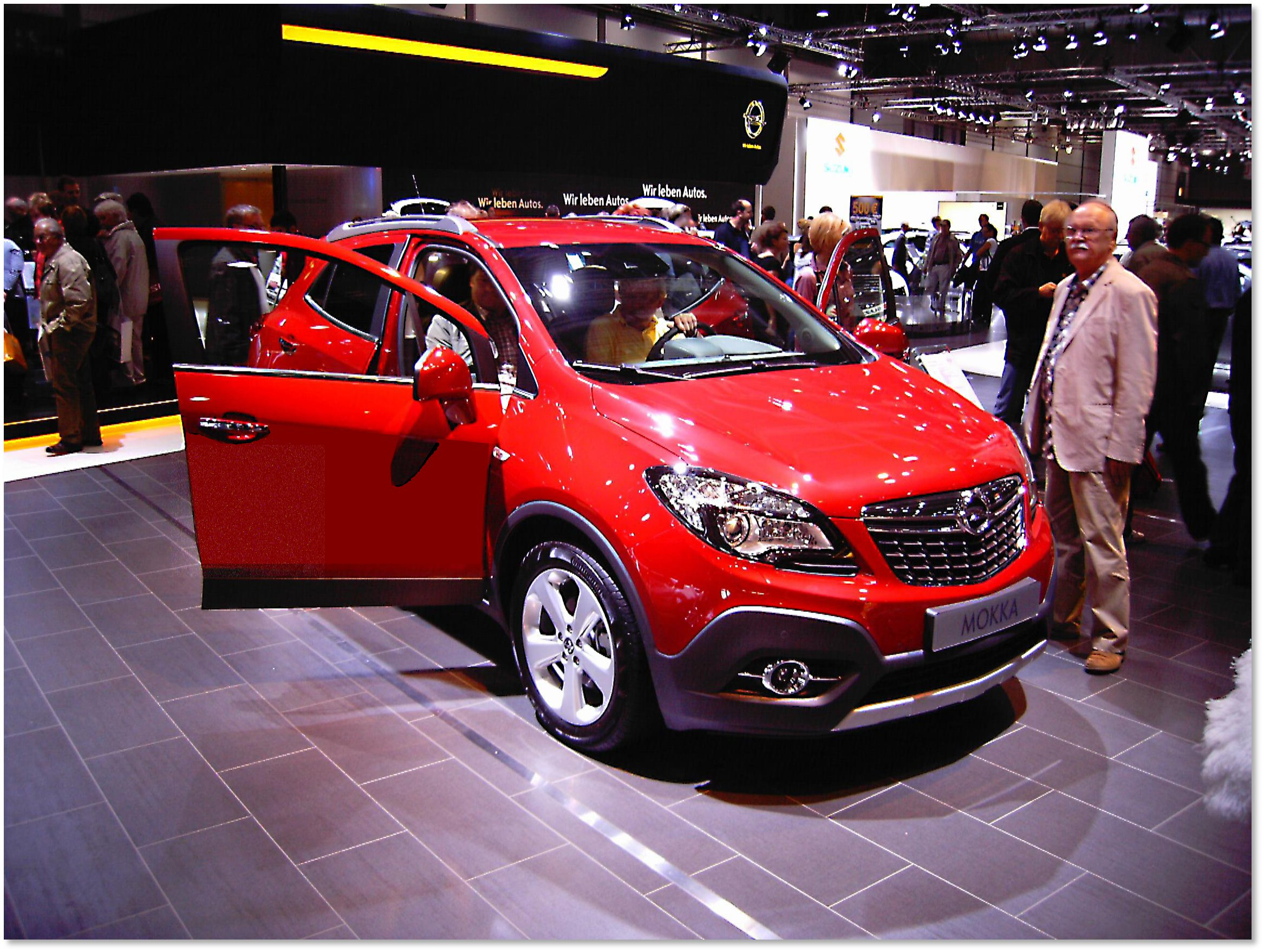
Opel Mokka (2012)

## OPC – GSi modellek

### OPC
Az OPC (Opel Performance Center) az Opel gyári tuning csapata. Feladatuk, hogy az utcai kocsikból egy sportosabb megjelenésű autó készüljön. A fejlesztéseket az 1990-es évek végén kezdték el, amikor is az OPC lassan felváltotta a GSi-t. De nemcsak a külső változott meg, hanem erősebb motorok is kerültek a kocsikba, pl. az Insigniában bemutatkozott a 2.8 V6-os motor 325 LE-vel. Több autón megjelent az OPC Line-jelzés, mely azt jelzi, hogy az gépkocsi nem egy alap utcai jármű, hanem – annak érdekében hogy sportosabbnak tűnjön – több változás is észrevehető rajta, pl. sportosabb első lökhárító, sportos küszöb, hátsó spoiler, sportkormány, fémpedálok…
OPC modellek:
- Astra G (2001–2003)
- Astra H (2006–2009)
- Astra J (2012–2018)
- Corsa D (2008–2011)
- Corsa E (2014–2018)
- Insignia (2009–2016)
- Meriva A (2005–2007)
- Vectra B (1997–2001)
- Vectra C (2004–2006)
- Zafira A (2001–2004)
- Zafira B (2007–2011)

OPC Line-opció rendelhető:
- Astra K (2017–2018)
- Insignia Grand Sport (2017–2021)
- Insignia Sports Tourer (2017–2021)
- Mokka X (2018–2020)

### GSi
A GSi (Grand Sport injection) egy legendás tuning változat, melyet az Opel használt az 1980-as évek elejétől az 1990-es évek végéig, és használ 2018-tól. Mint az OPC-nál, itt is az volt a fejlesztés célja, hogy az utcai autó sportos megjelenést kapjon. A '80-as és a '90-es években máshogy gondolták a „sportos” szó fogalmát, és nem sokat változott a megjelenése.
Korábbi GSi modellek:
- Astra F (1991–1997)
- Corsa A (1991–1993)
- Corsa B (1994–1998)
- Corsa C (2000–2006)
- Kadett E (1984–1991)
- Manta (1983–1989)

Újabb GSi modellek:
- Insignia Grand Sport (2018–2023)
- Insignia Sports Tourer (2018–2023)

## Opel-modellek
Az Opel több fajta kivitelben gyártja modelljeit: 4 ajtós szedán, 5 ajtós ferde hátú, 5 ajtós kombi, 5 ajtós kupé

### Magyarországra érkező és egyben új modellek
Az Opel nagy hangsúlyt fektet a hatékonyságra, a korszerűségre és a minőségre is. Az új vezetés alatt megjelent autók mindegyike a legmodernebb technológiával készül.
- Astra L – 2023 – ban megjelent ( 5 ajtós és kombi – Sports Tourer – kivitelben ). Elérhető benzines, dízel, valamint hibrid verzióban is. Az év folyamán a teljesen elektromos modell is bemutatásra kerül.
- Astra L generáció – GSe verzió ( 5 ajtós és ST ) – 2023 – ban megjelent – Sport Hibrid modell, 225 LE összteljesítménnyel
- Combo – e Life – 2021 – ben megjelent – A Combo tisztán elektromos változata
- Opel Corsa Electric – 2021 – ben megjelent – A legújabb Corsa generáció tisztán elektromos változata
- Grandland PiH – 2021 – ben megjelent – Plug – in – Hybrid verzió, 2023 – ban átesett egy modellfrissítésen. Összteljesítménye akár 305 LE.
- Grandland GSe – 2023 – ban megjelent – Szintén PiH verzió. Sportos külső megjelenés. Összteljesítménye megegyezik a normál Grandland  - el.
- Rocks-e – 2023 – ban megjelent – Apró 2 személyes autó, leginkább a Smart EQ fortwo vetélytársa

### Jelenleg gyártott modellek
- Astra L ( 2023 – ) [17]
- Combo Cargo ( 2018 – )
- Corsa F ( 2019 – ) – Elektromos modell 2020 – tól
- Crossland X ( 2017- ) – 2021 – ben modellfrissítés, neve azóta Crossland.
- Grandland X ( 2017- ) – 2022 – ben modelfrissítés, neve azóta Grandland
- Insignia Grand Sport ( 2017 – )
- Insignia Grand Sport GSi ( 2018 – )
- Insignia Sports Tourer ( 2017 – )
- Insignia Sports Tourer GSi ( 2018 – )
- Mokka ( 2020 – )
- Vivaro ( 2001 – ) – Több modellfrissítésen esett át
- Vivaro Life/Tourer ( 2018 – )

### Magyarországon jelenleg forgalmazandó autók
- Astra L ( 2022 -  )
- Corsa F (2019-)
- Combo Life (2018-) – PSA-padlólemez ( Peugeot Rifter ; Citroën Berlingo )
- Crossland (2017-) – PSA-padlólemez ( Peugeot 2008 )
- Grandland (2017-) – PSA-padlólemez ( Peugeot 3008 )
- Insignia Grand Sport (2017-)
- Insignia Grand Sport GSi (2018-)
- Insignia Sports Tourer (2017-)
- Insignia Sports Tourer GSi (2017-)
- Insignia Country Tourer (2018-)
- Mokka (2020-)
- Combo Cargo (2018-) – PSA-padlólemez ( Peugeot Rifter ; Citroën Berlingo )
- Vivaro (2002-) – Több modellfrissítésen esett át
- Vivaro Life / Tourer (2018-)

### Megszűnő típusok
- Adam – 2012 – 2020
- Cascada – 2013 – 2020
- Karl – 2014 – 2020
- Zafira Tourer – 2012 – 2019
- Mokka (X) 2017 – 2019
- Astra K – 2015 – 2023
- Insignia ( Grand Sport, Sports Tourer ) – 2017 – 2023
- Combo Life – 2018 – 2022
- Corsa E – 2016 – 2021
- Movano
- Vivaro Combi

Az Adam, a Cascada és a Karl modellek 2020 után teljesen, utód nélkül tűnnek el a kínálatból. Az anyacég arra hivatkozott, hogy nem elegendő bevételt hoznak a modellek, újabb típusok fejlesztése pedig már veszteséges lenne. Az eladások erre a 3 típusra vonatkozóan 2016 óta folyamatosan csökkennek. Egyes szakértők szerint a kisautó-kategória – ahogy a modellek is – eltűnik majd. A kabriók egyre jobban szorulnak ki a kínálatból, már nagyon kis réteg vásárolja. Azok, akik pedig mégis kabriót vásárolnak, már a prémium márkákat választják.
A Zafira Tourer is utód nélkül tűnik el a kínálatból. Az Opel szerint e szegmens (7 személyes.) gyors átváltozásnak indult, és lassan eltűnik a kínálatból. Igaz, a Zafira Tourer esetében is a modell kifutását is megvárják, csak ezután tűnik el a kínálatból. Nevét máris használják, Zafira Life kisbusz kapta ezt a nevet.
A Mokka (X) egy igen sikeres modell az Opel kínálatában. Viszont mivel a PSA minden Opelt át akar alakítani, a saját platformjainak megfelelően, ezért az első ilyen átalakítandó modellnek a Mokkát jelölték ki. Több oka is van : modellciklusának végéhez közelít, GM alapokon nyugszik, és igen sikeres. 2020-ban mutatkozott be a teljesen új Opel Mokka. A PSA a Grandland X és a Crossland X modellekhez igazítja a méreteit.
Az Astra K helyét a modell új generációja vette át.
Az Insignia modellcsalád helyére várhatóan egy tisztán elektromos modell érkezik.

### Korábbi modellek

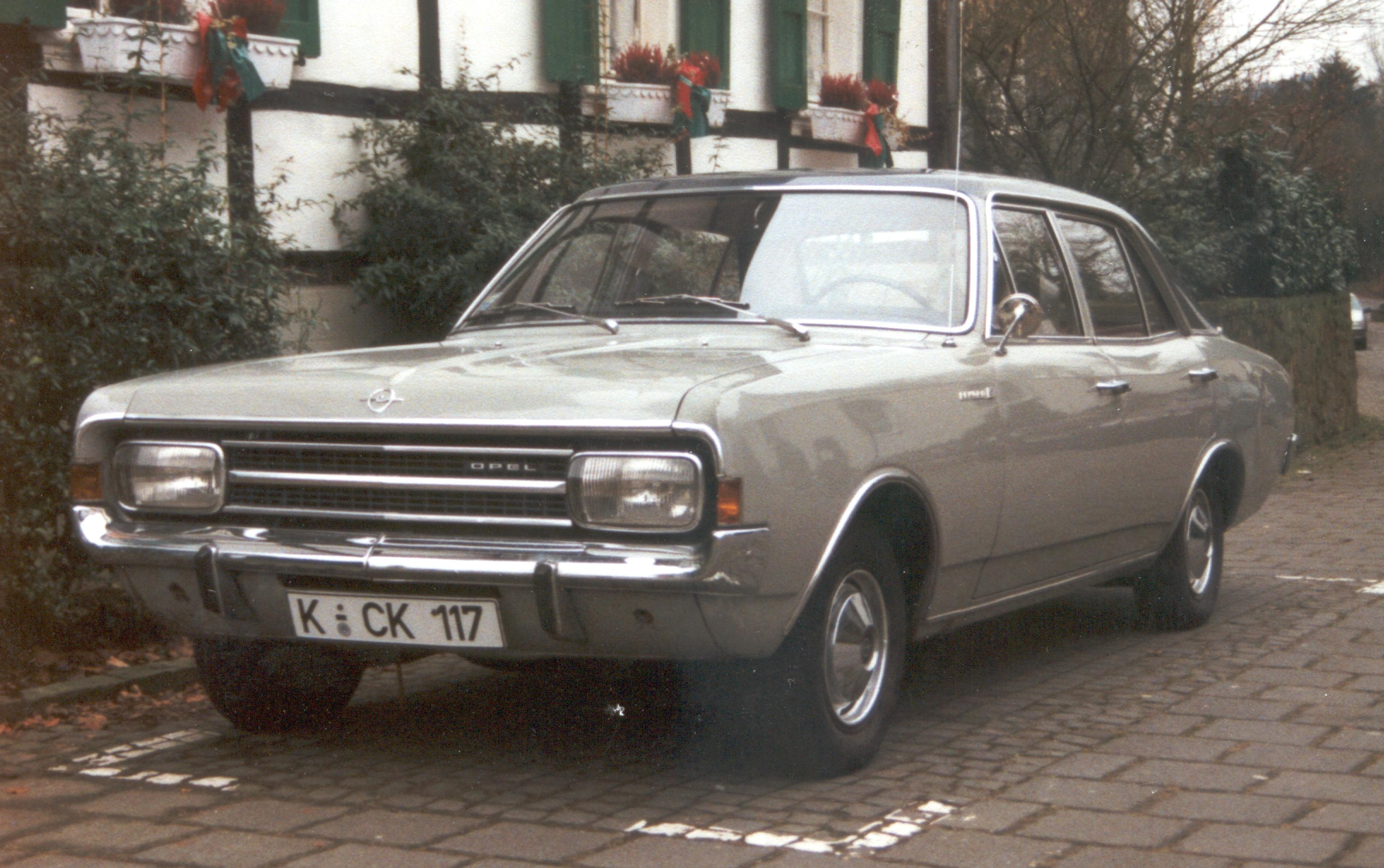
Opel Rekord C, 1.7 L, 1968

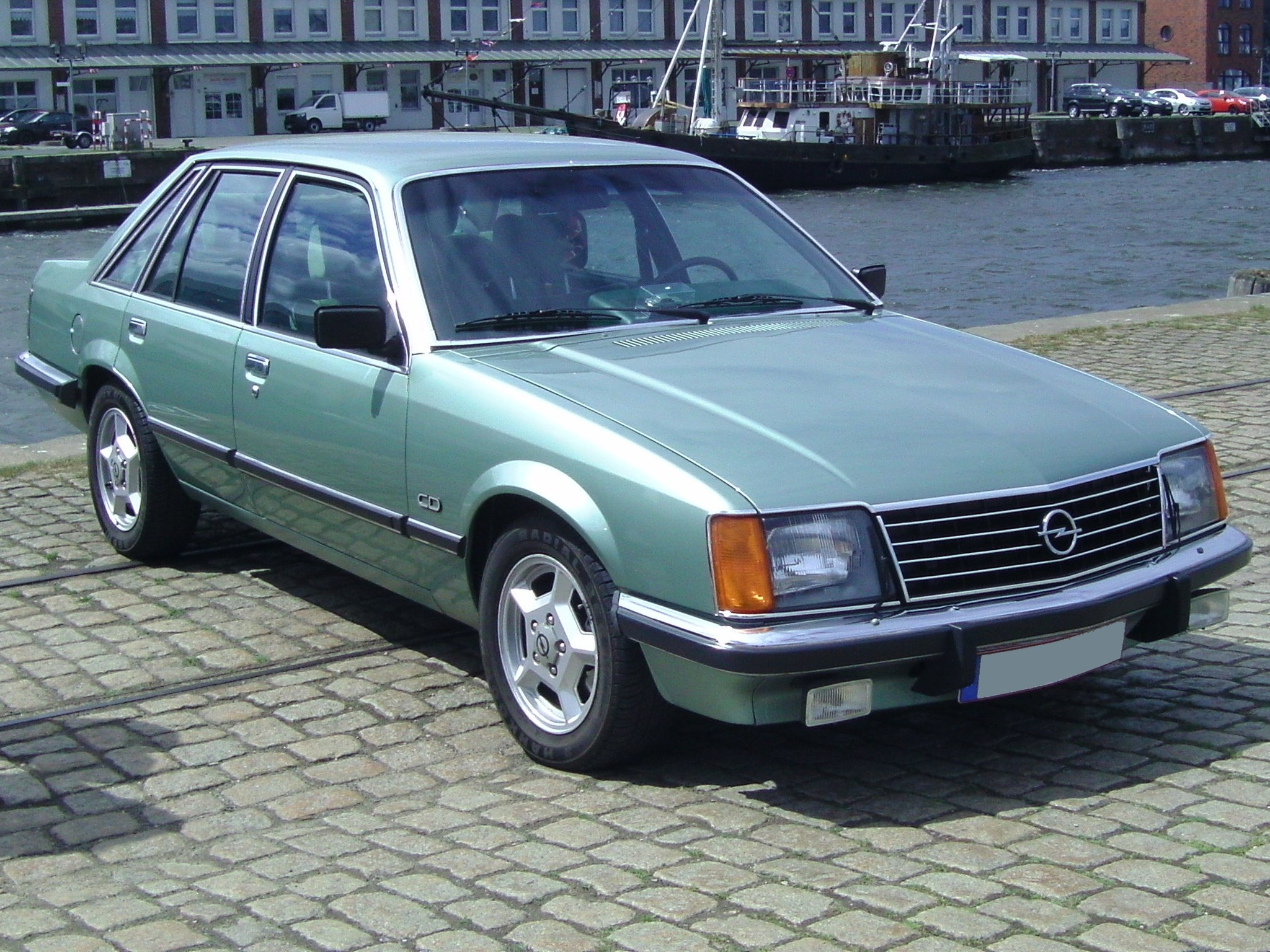
Opel Seanator CD, 1983

- Rekord (1963–1986) (A; B; C; D; E1; E2)
- Kapitän; Admiral, Diplomat (1964-1977) (A; B)
- Olympia Rekord (1953–1957); Rekord P1 (1957–1960); Rekord P2 (1960–1963)
- Adam ()
- Agila A (2000–2007)
- Agila B (2008–2011)
- Antara (2006–2017) utódja a Grandland X
- Corsa A (1982–1993)
- Corsa B (1993–2000)
- Corsa C (2000–2006)
- Corsa D (2006–2013)
- Corsa E (2016-2021)
- Tigra A (1994–2000)
- Tigra B (2004–2009)
- Mokka (2012–2017)
- Astra F (1992–2003)
- Astra G (1998–2008)
- Astra H (2004–2013)
- Astra J (2009–2017)
- Astra K (2015-2023)
- Astra GTC – OPC (2012–2018)
- Calibra (1990–1997)
- Ascona A (1970–1975)
- Ascona B (1975–1981)
- Ascona C (1981–1988)
- Vectra A (1988–1995)
- Vectra B (1995–2002) (B1, B2)
- Vectra C (2002–2008) (C1, C2)
- Insignia/Sports Tourer (2008–2017)
- Insignia Country Tourer (2013–2017)
- Ingnignia B Grand Sport (2017-2023)
- Insignia B Sports Tourer (2017-2023)
- Insignia B Country Tourer (2017-2021)
- Signum (2003–2008)
- Omega A (1986–1994)
- Omega B (1994–2003) (B1, B2)
- Senator A (1978–1987)
- Senator B (1987–1993)
- Meriva A (2003–2009)
- Meriva B (2010–2016) utódja a Crossland X
- Zafira A (1999-2005)
- Zafira B (2005–2012)
- Zafira C (2012–2017)
- GT (2007–2009)
- Speedster (2004)
- Ampera (2012–2016)
- Ampera II ()
- Kadett (1962–1973) (A; B;)
- Kadett C (1973–1979)
- Kadett D (1979–1984)
- Kadett E (1984–1993)
- Combo A (1986–1992)
- Combo B (1992–2001)
- Combo C (2001–2011)
- Combo D (2011–2018)

## Opel Astra
Az Opel Astra egy kompakt autó/kis családi autó (C-szegmens), amelyet az Opel 1991 óta fejleszt és gyárt, jelenleg a hat generációval rendelkezik. Először 1991 szeptemberében mutatták be az Opel Kadett közvetlen cseréjeként. 2022-től az autó a kisebb Corsa szupermini és a nagyobb Insignia nagy családi autó között helyezkedik el.
Kezdetben az Astra ferdehátú, limuzin és kombi (kombi; Astra Caravan, később Sports Tourer) formában volt elérhető. A kilencvenes évek elején jelent meg kisteherautós (Astravan) és kabriós (Astra Cabrio) változata is. Ezeket a karosszériákat később egy kupé (az Astra GTC) követte 2004-ben, 2005-ben pedig megjelent a sportos Astra OPC. A Twin Top visszahúzható keménytetős kabrió 2006-ban váltotta fel a puhatetős kabriót, míg a Caravant Astra Sports Tourer névre keresztelték 2009-ben.
Miután az Opelt a General Motors eladta a PSA Groupnak, az Astra K-t licenc alapján gyártották egészen addig, amíg le nem váltották az Astra L-re. A PSA Group által kifejlesztett Astra L-t a cég egyesülése után adták ki a Stellantis megalakításával.

### Első generáció (1992-1998)
- Opel Astra F Hatchback (3 vagy 5 ajtós kivitelben)
- Opel Astra F Sedan
- Opel Astra F Caravan
- Opel Astra F Cabriolet
- Opel Astra F Van (kisteherautó)

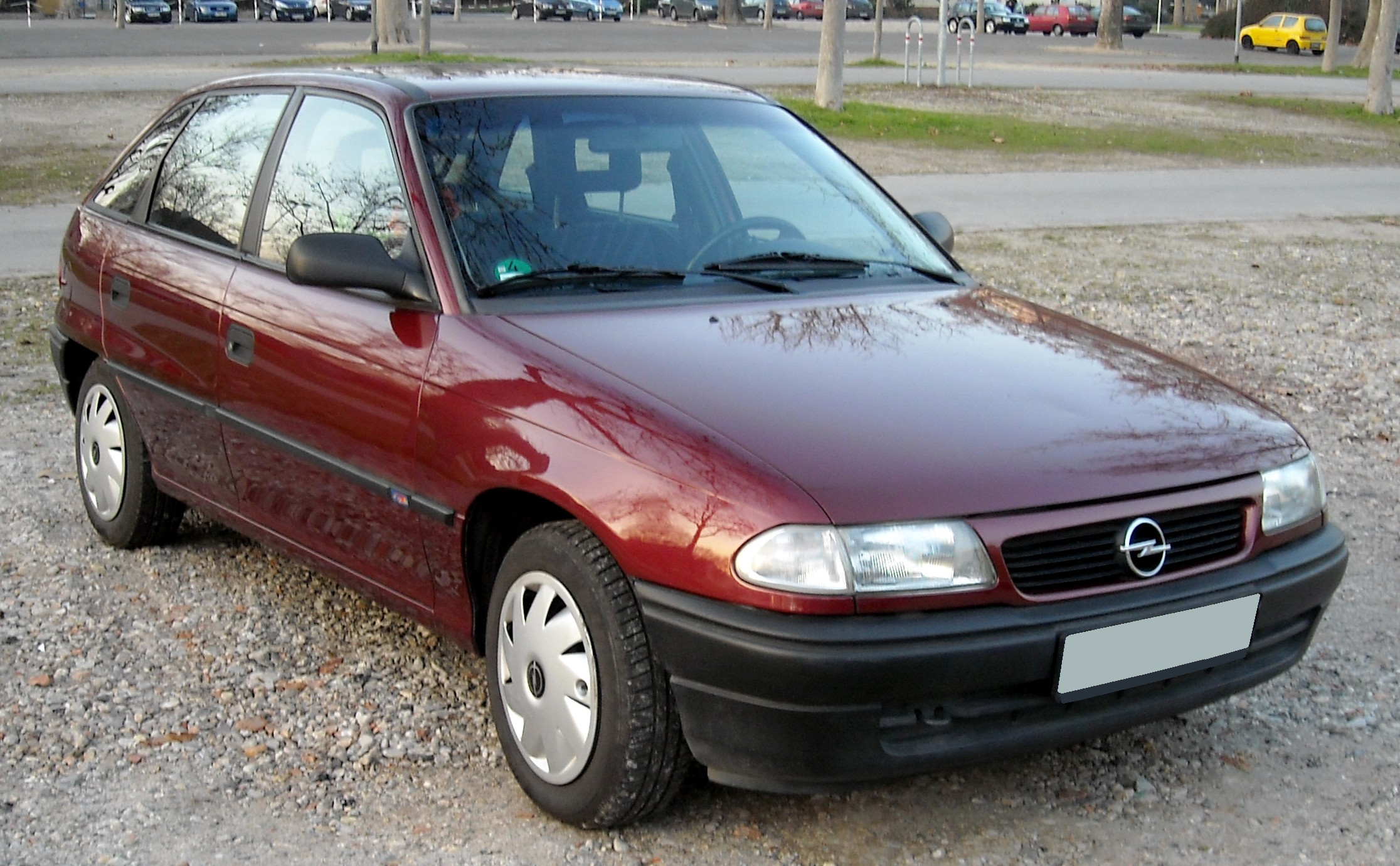
Opel Astra F Hatchback eleje
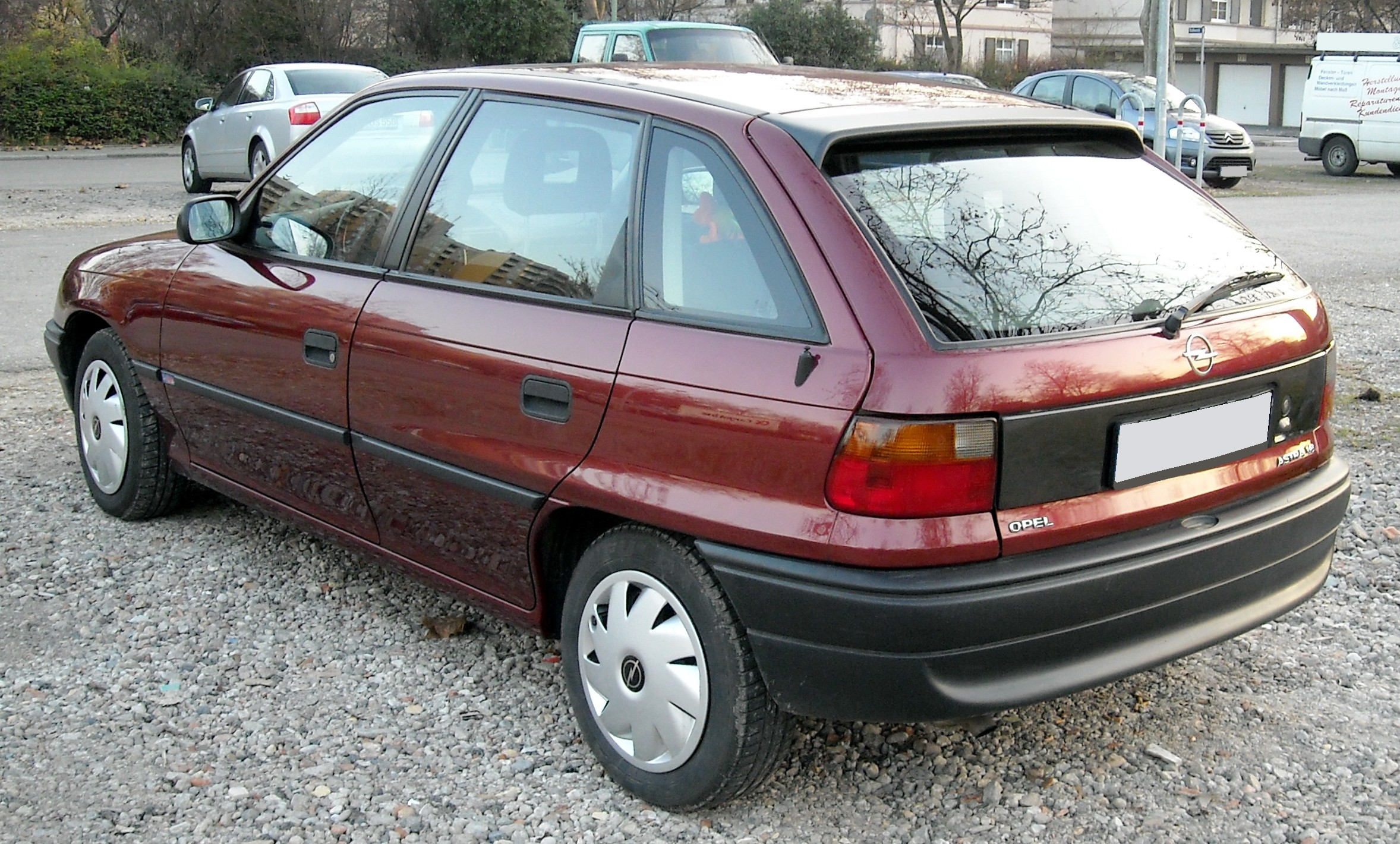
Opel Astra F Hatchback hátulja
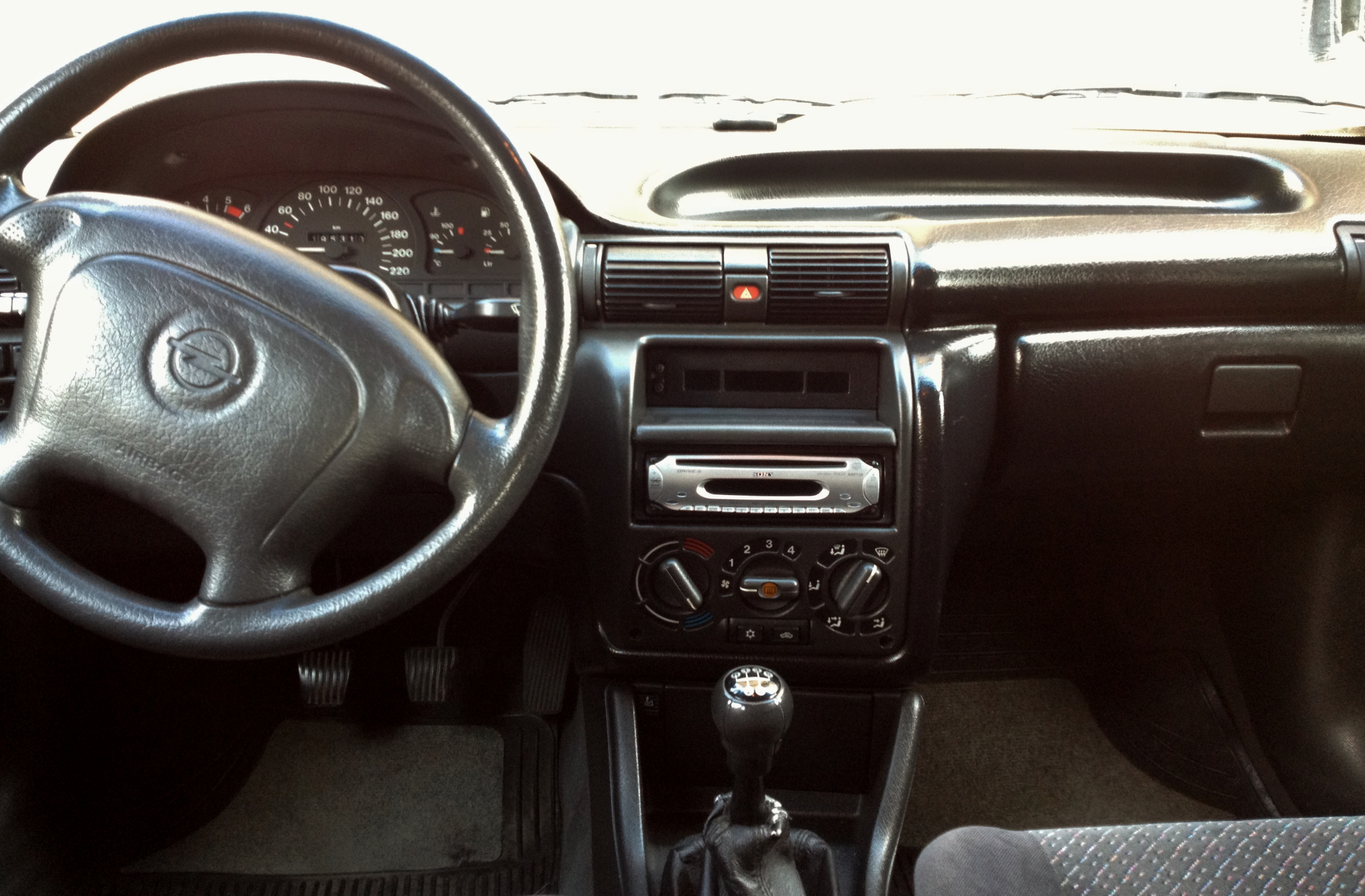
A belseje
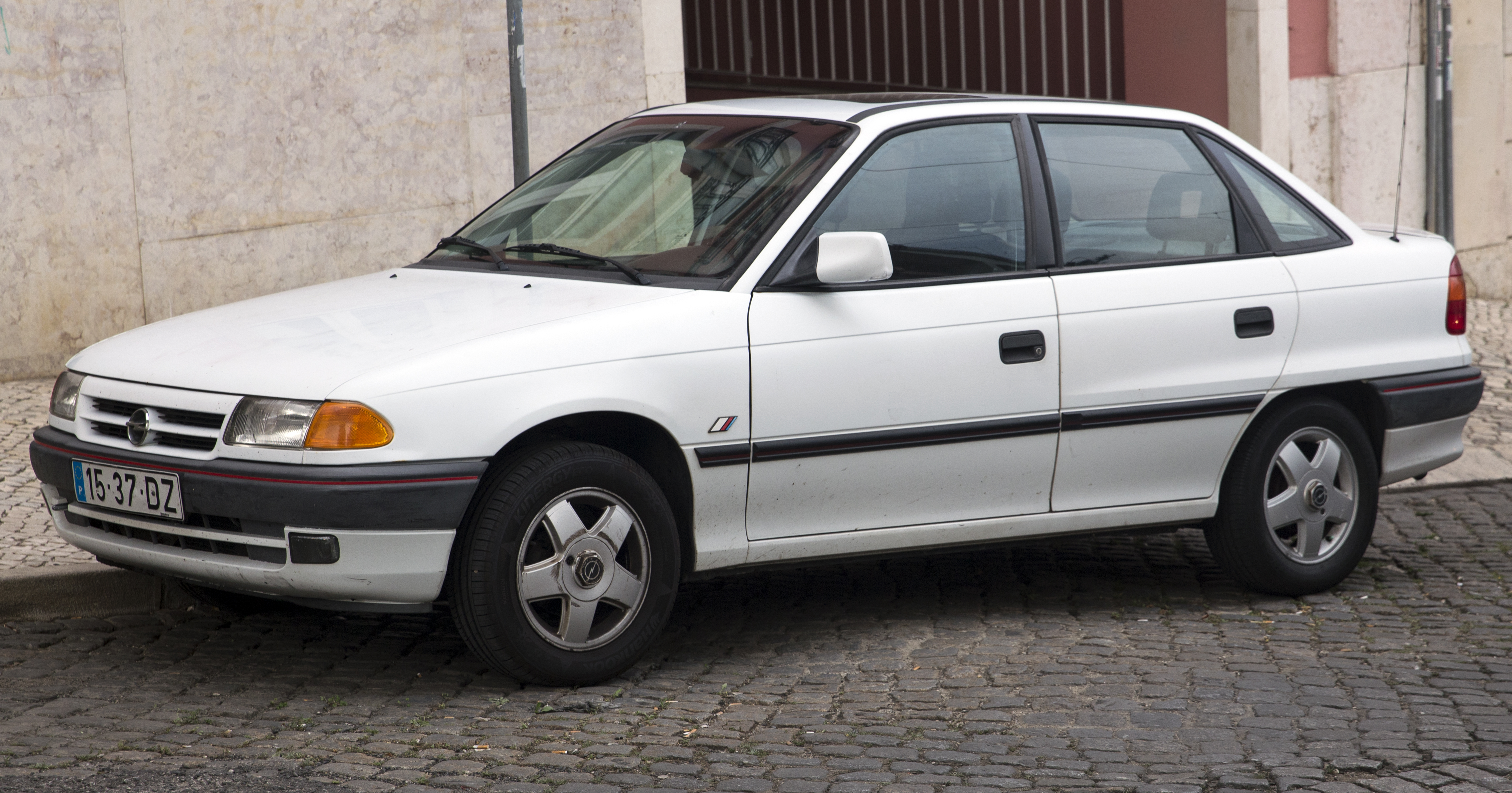
Opel Astra F Sedan eleje
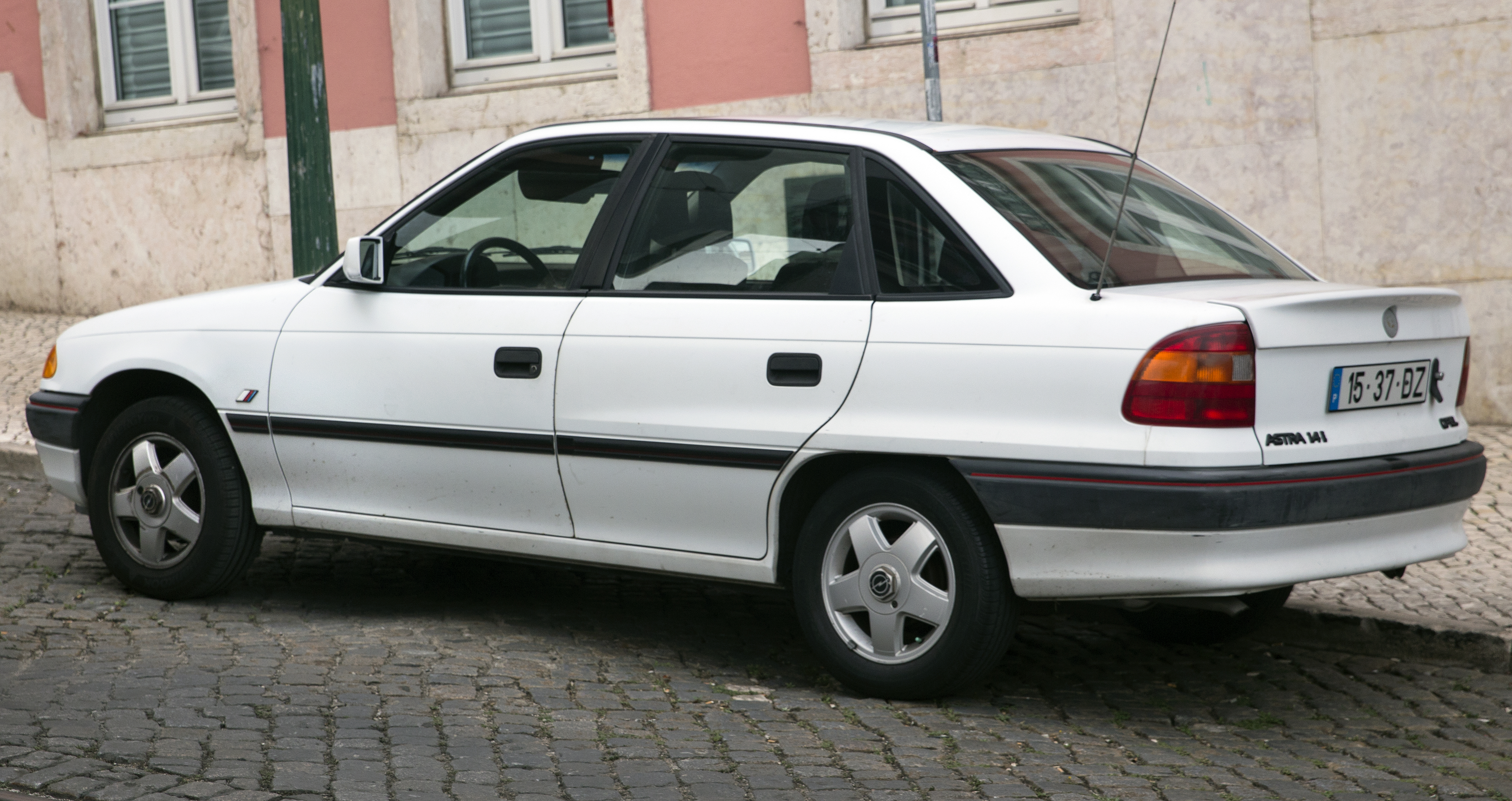
Opel Astra F Sedan hátulja
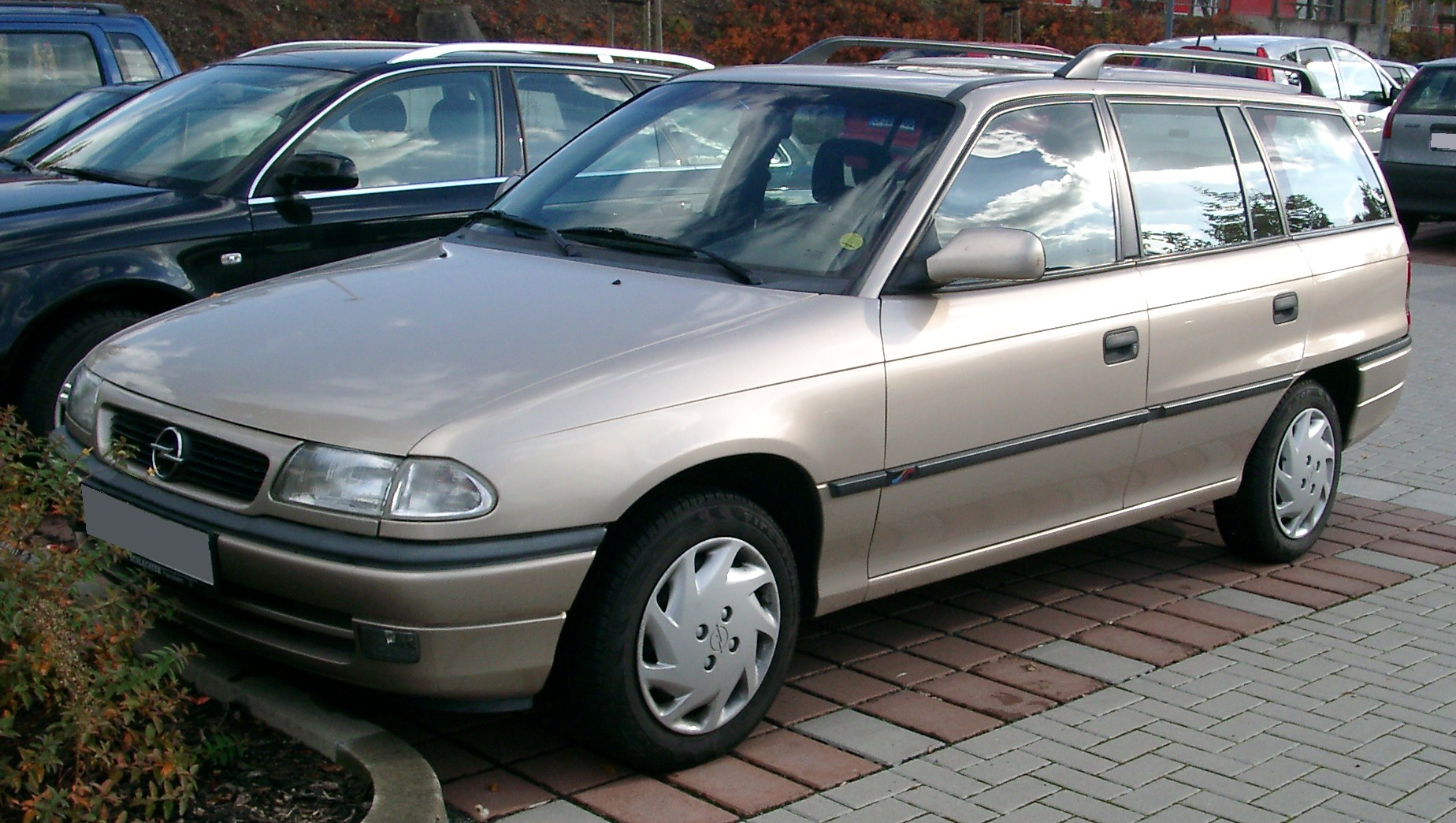
Opel Astra F Caravan eleje
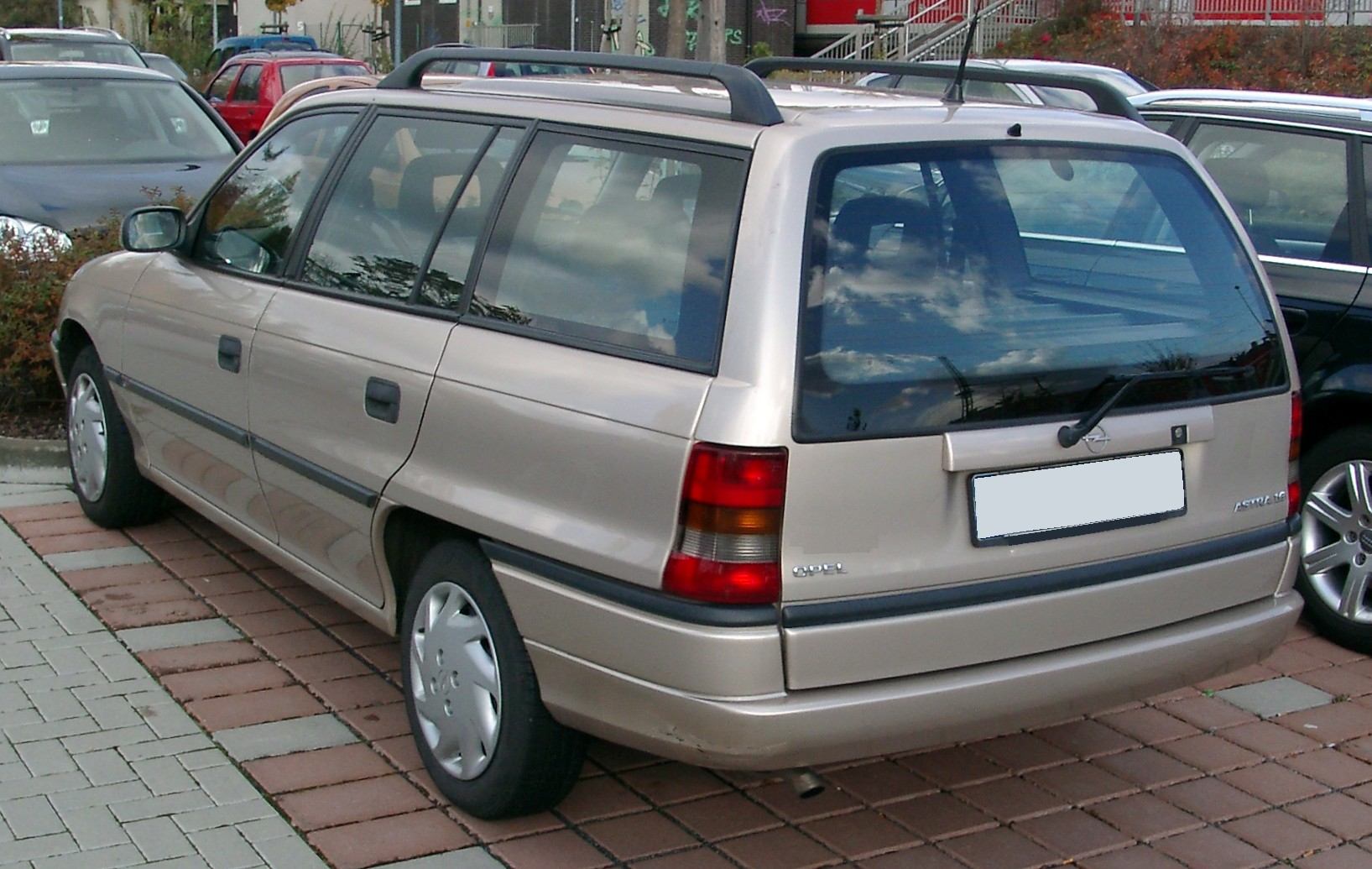
Opel Astra F Caravan hátulja
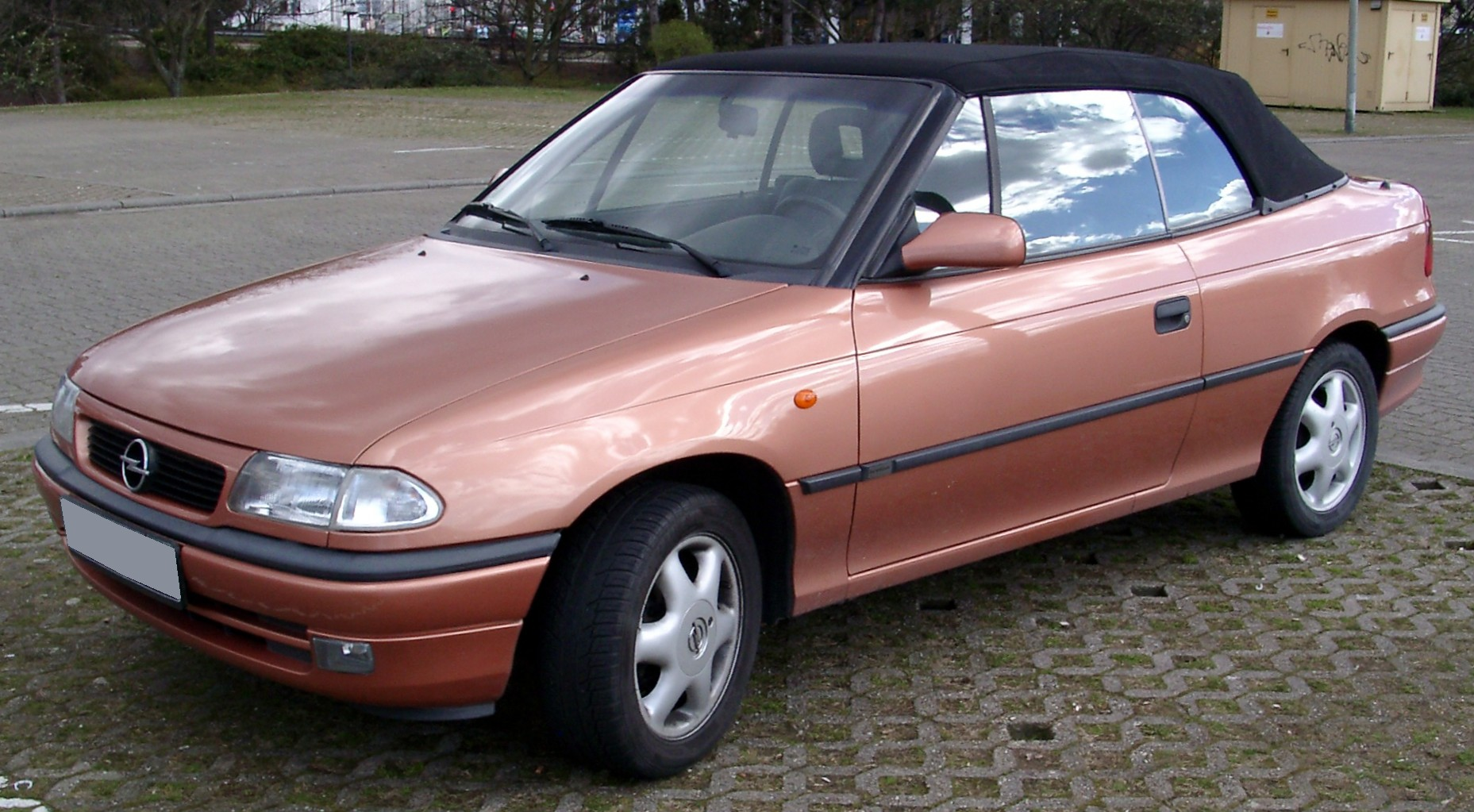
Opel Astra F Cabriolet eleje
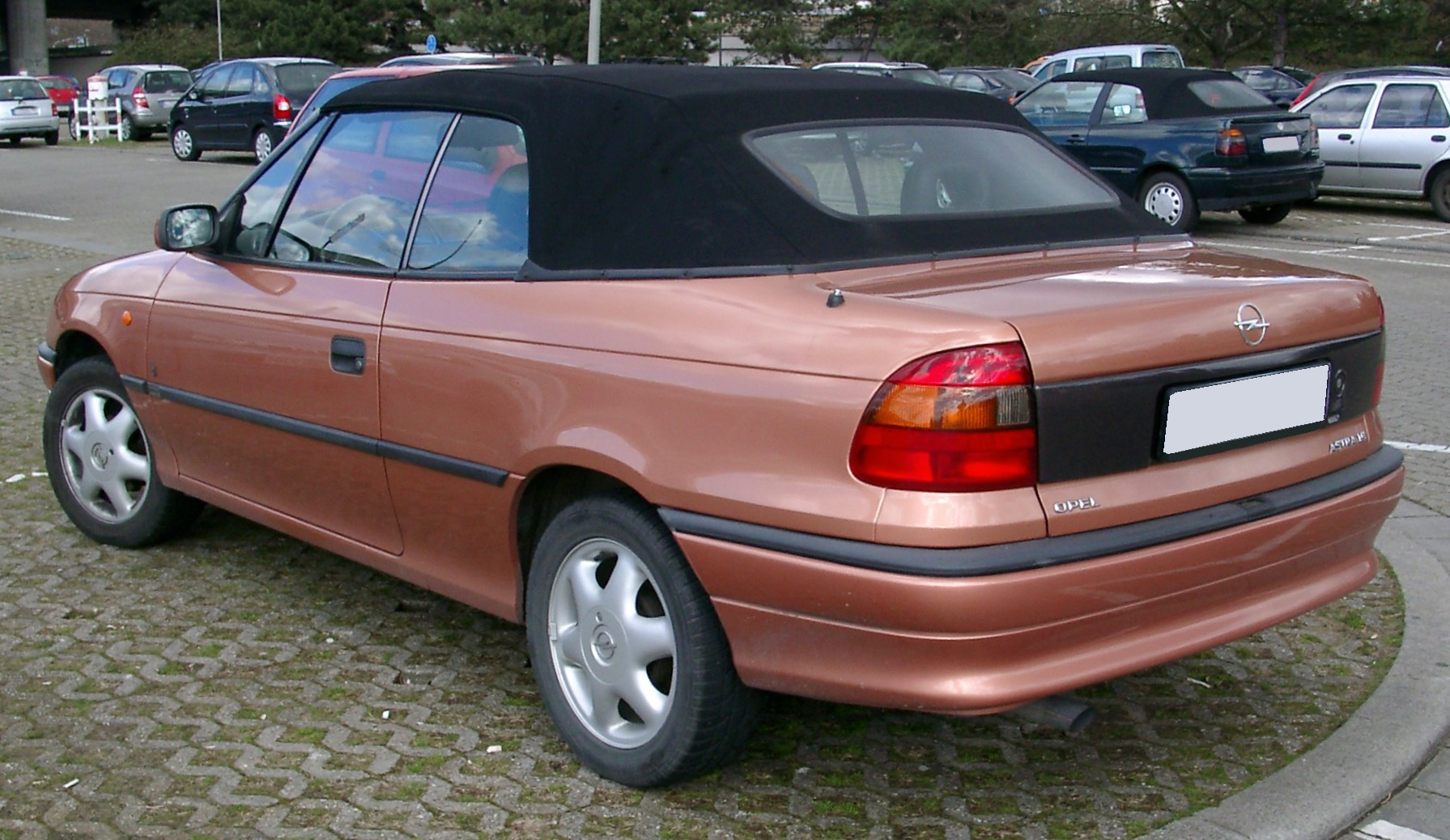
Opel Astra F Cabriolet hátulja

Az Astra F 1991 szeptemberében debütált. A Kadett E utódjaként az Opel váltott az Astra típustáblára. Három- vagy ötajtós ferdehátúként, limuzinként (szedánként) és kombiként kínálták. Míg az Astra F gyártása 1998-ban Németországban befejeződött, addig a lengyel gyártású Astrákat Közép- és Kelet-Európában, valamint Törökországban Opel Astra Classic néven 1998-tól 2002-ig tovább kínálták.
Az Astra F két fő átdolgozásból állt, és 1995-ben, az Opel új Ecotec motorjának piacra dobásával módosították. A csak Dél-Afrikában gyártott 200t S mellett a vezető modell a GSi volt – egy 2,0 literes, 16 V-os üzemanyag-befecskendezéses modell 150 LE-vel (110 kW), amely csak háromajtós kivitelben volt kapható. Sport karosszéria-készletet és szélesített első üléseket is tartalmazott a belső térben. Ezt azonban 1995-ben lecserélték, és SPORT névre keresztelték, bár csak korlátozott számban készültek, és a karosszériakészletet is eltávolították, ugyanakkor választható volt a kisebb teljesítményű, de modernebb Ecotec változattal, az X20XEV-vel 136 LE-vel (100 kW) párhuzamosan a C20XE-vel. Európában 1994-től az összes Astra modellt a 2,0 l-es 16V-os Ecotec X20XEV-vel párhuzamosan kínálták a 2,0 literes 8V-os (C20NE) motorral, de a háromajtós és kombi modelleket a 151 LE-s (110 kW) C20XE motorral lehetett választani. Néhány Astra modell 1,6 literes, 83 LE-s motorral rendelkezett.
Miután 1998-ban az Astra F-et az új generációs Astra G váltotta fel, az úgynevezett "REDTOP" C20XE motort is kivonták a gyártásból.

### Második generáció (1998-2009)
- Opel Astra G Hatchback (3 vagy 5 ajtós kivitelben)
- Opel Astra G Sedan
- Opel Astra G Caravan
- Opel Astra G Cabriolet
- Opel Astra G Astravan

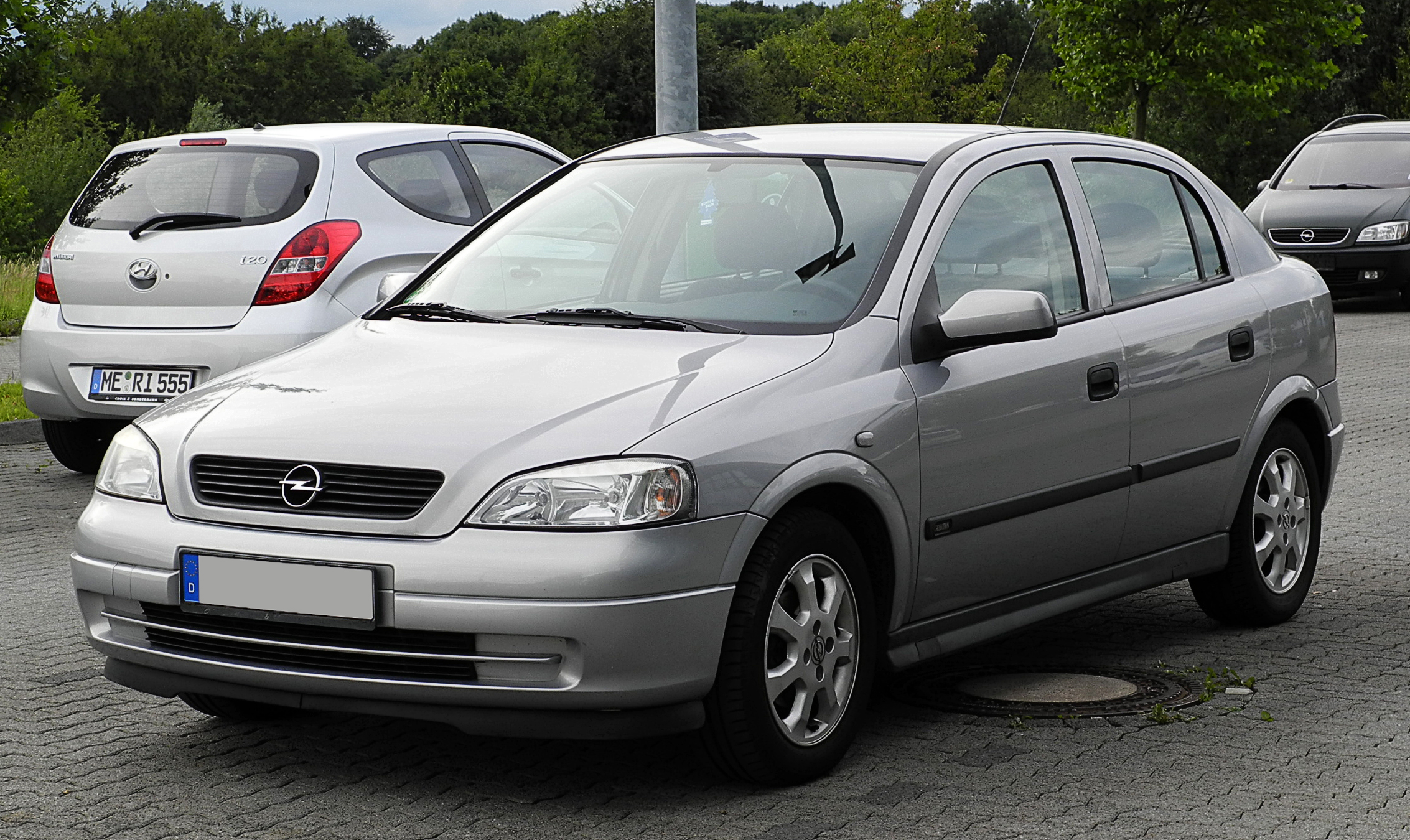
Opel Astra G Hatchback eleje (5 ajtós)
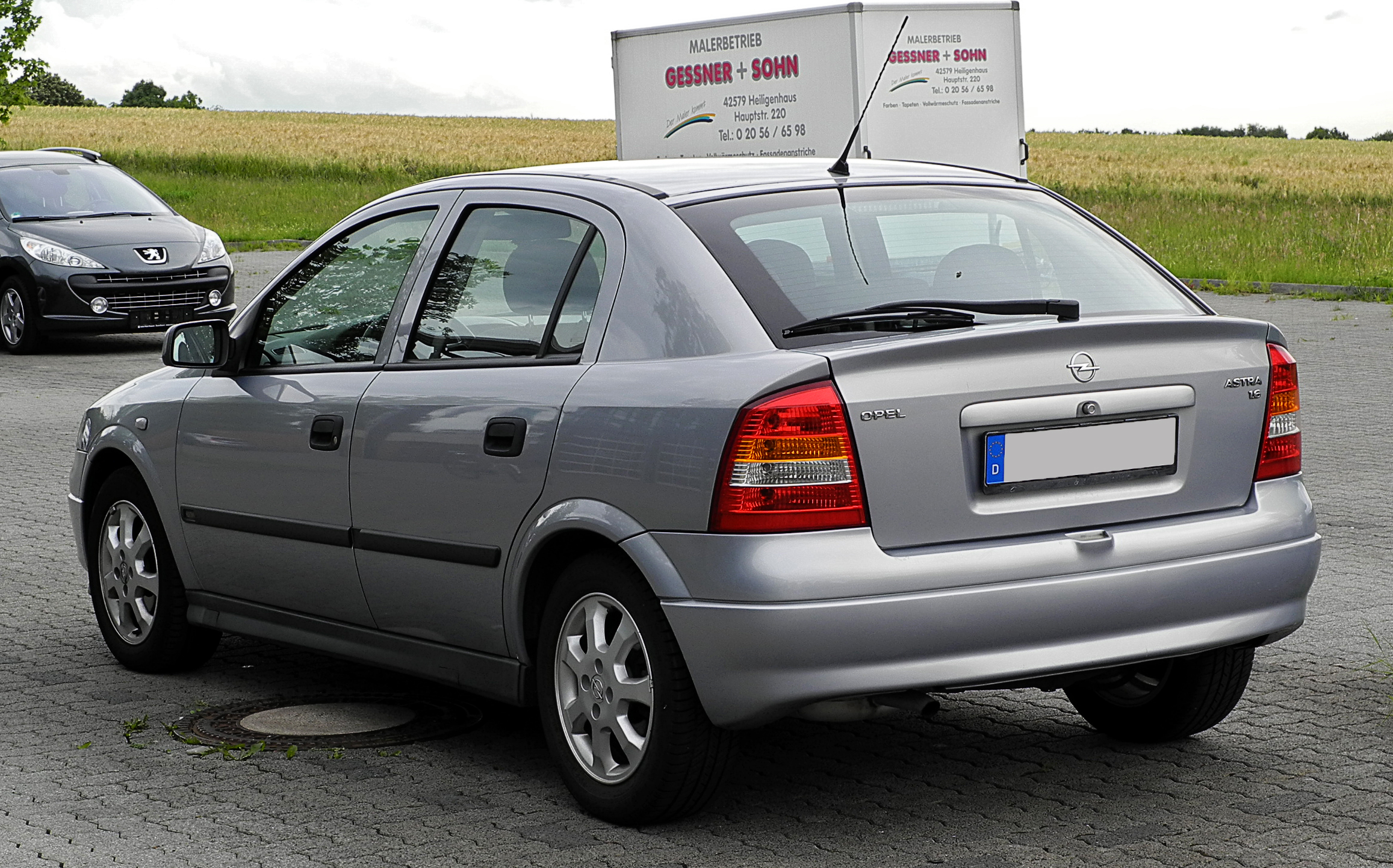
Opel Astra G Hatchback hátulja (5 ajtós)
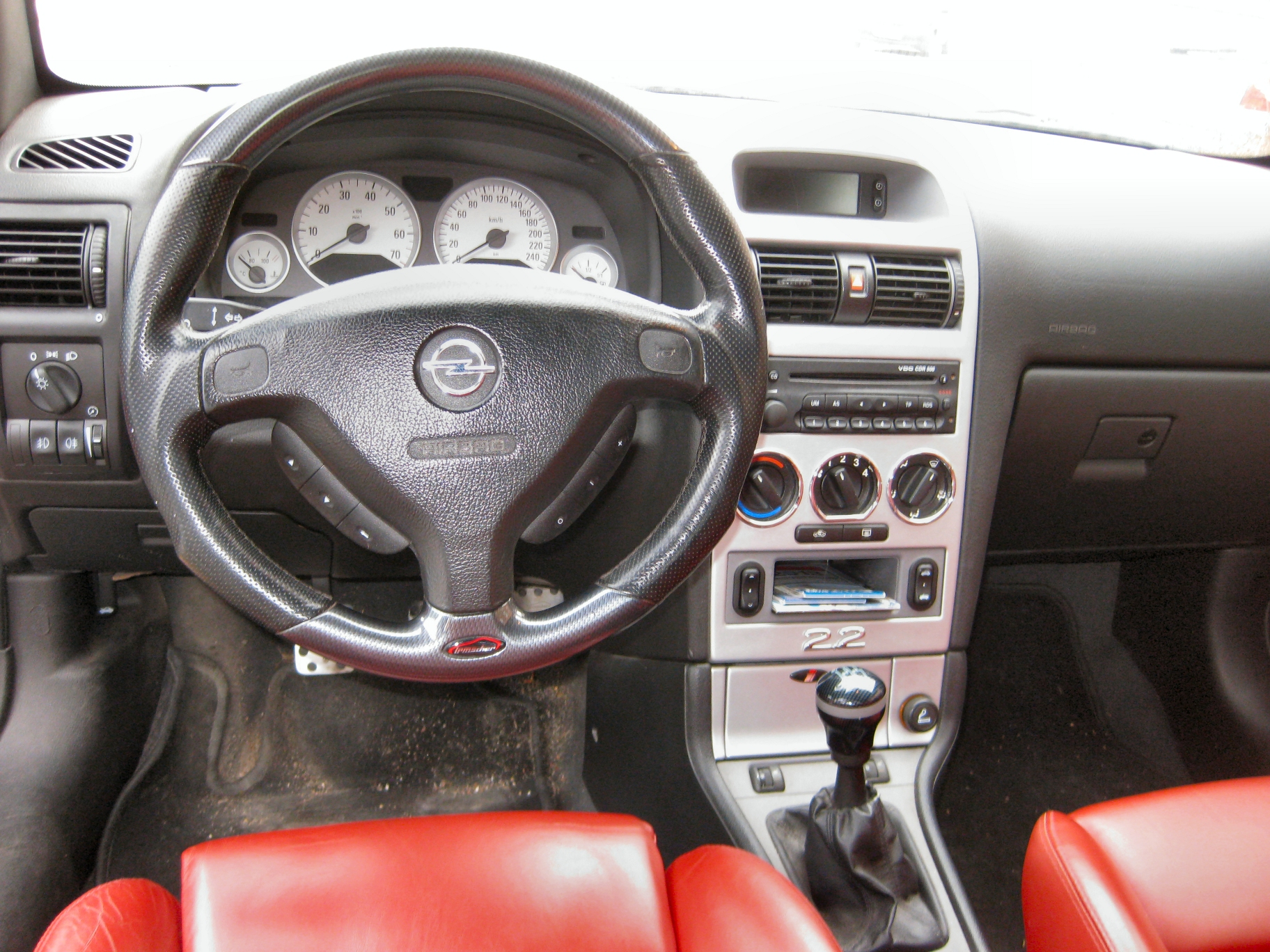
A belseje
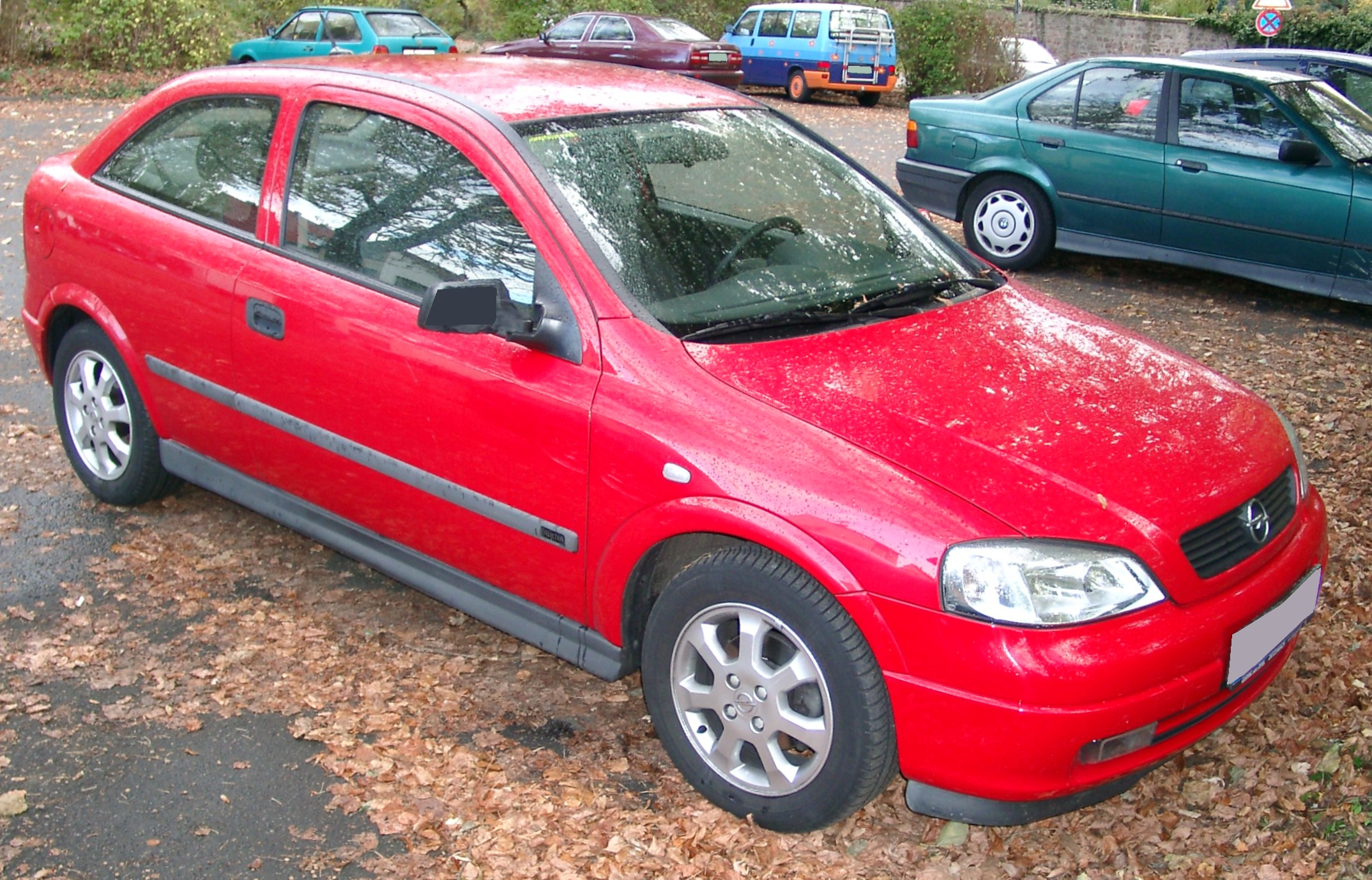
Opel Astra G Hatchback eleje (3 ajtós)
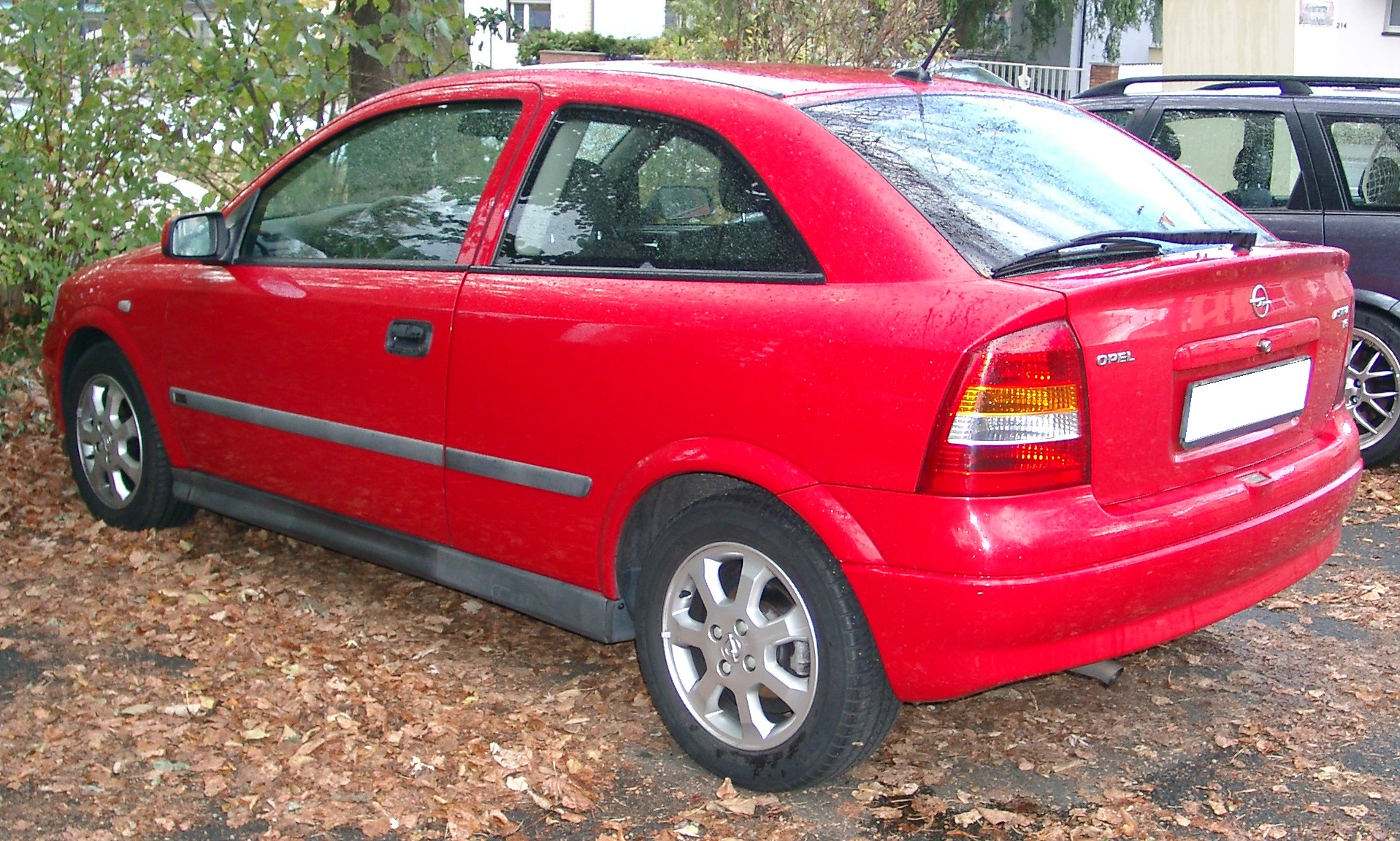
Opel Astra G Hatchback hátulja (3 ajtós)
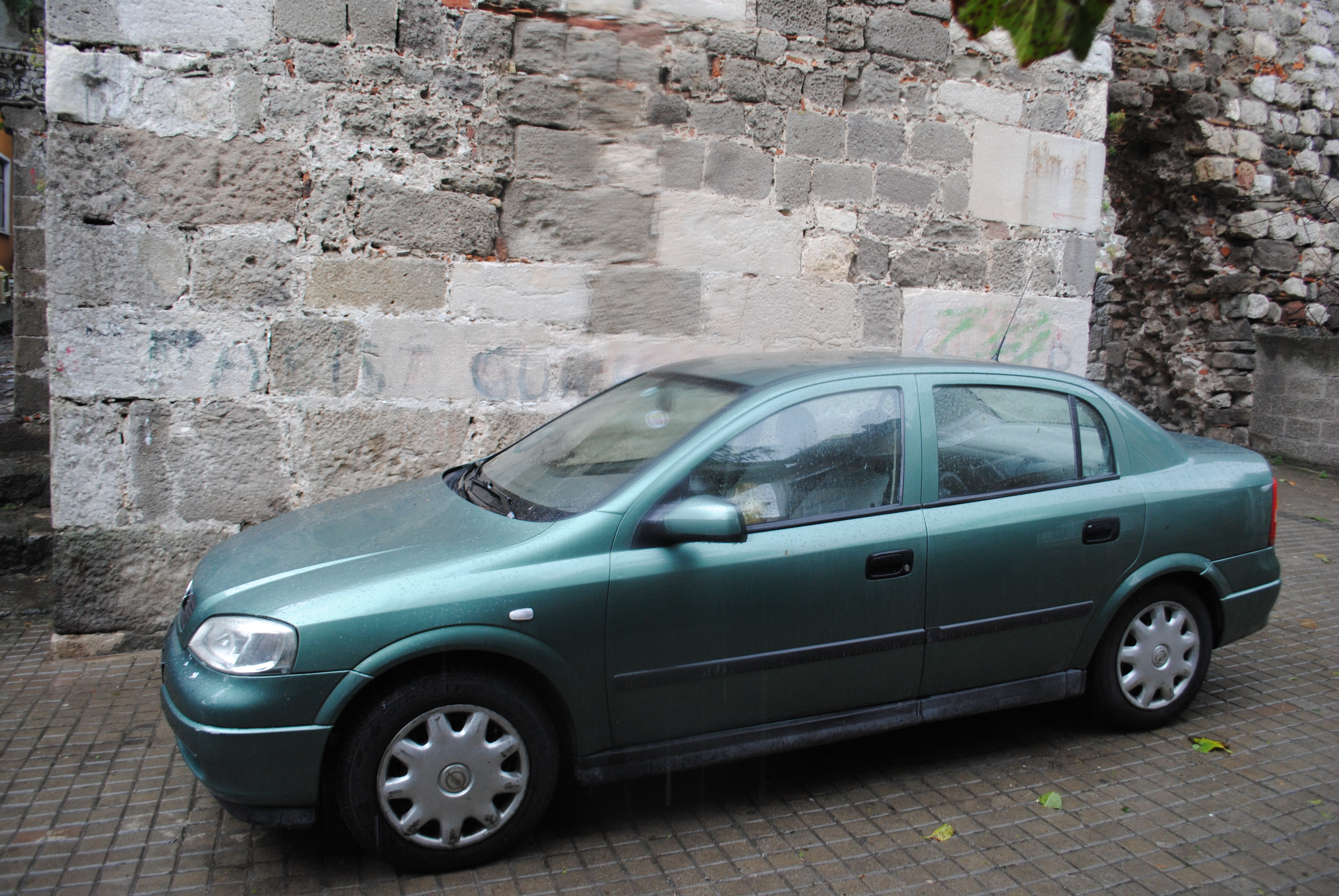
Opel Astra G Sedan eleje
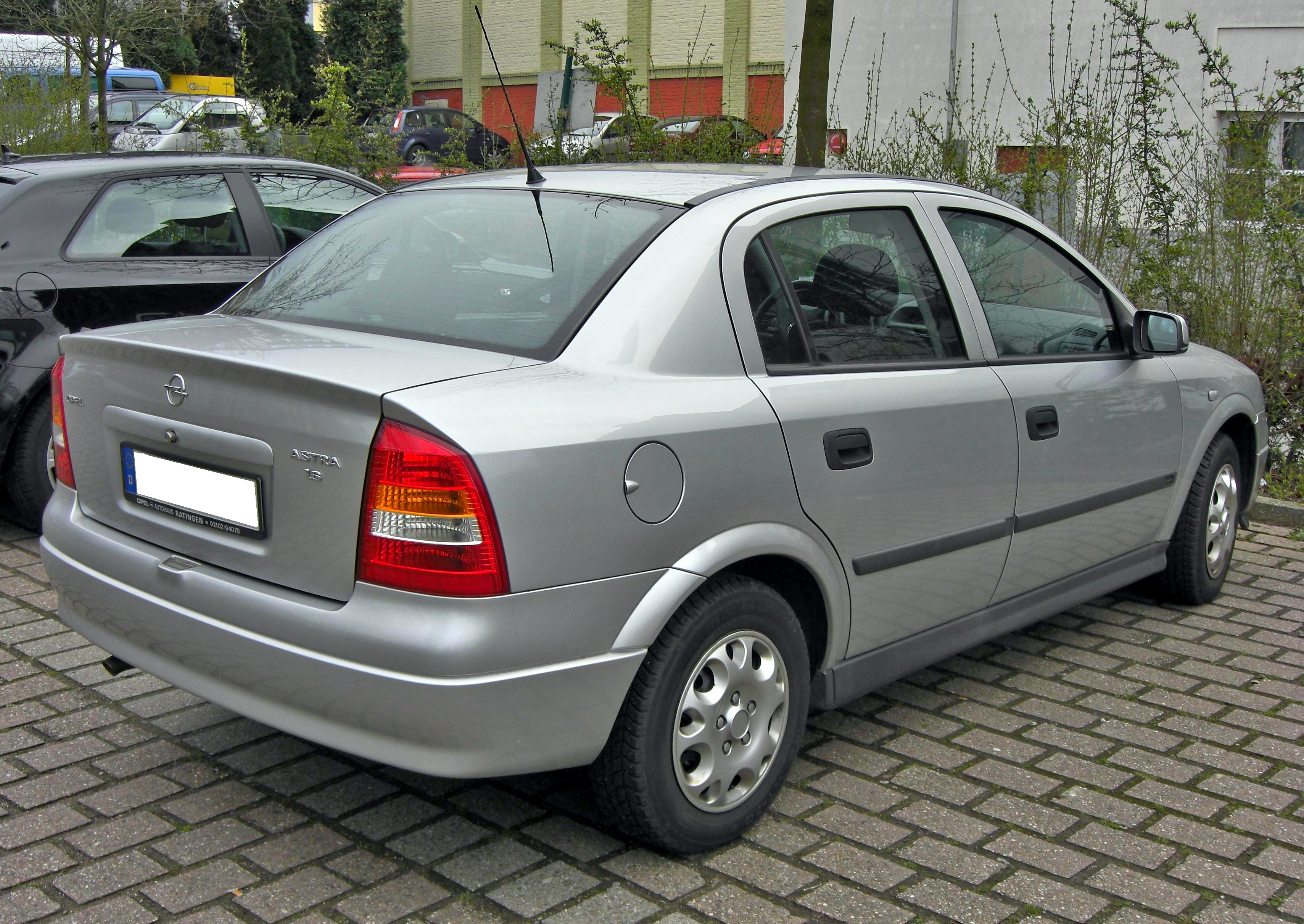
Opel Astra G Sedan hátulja
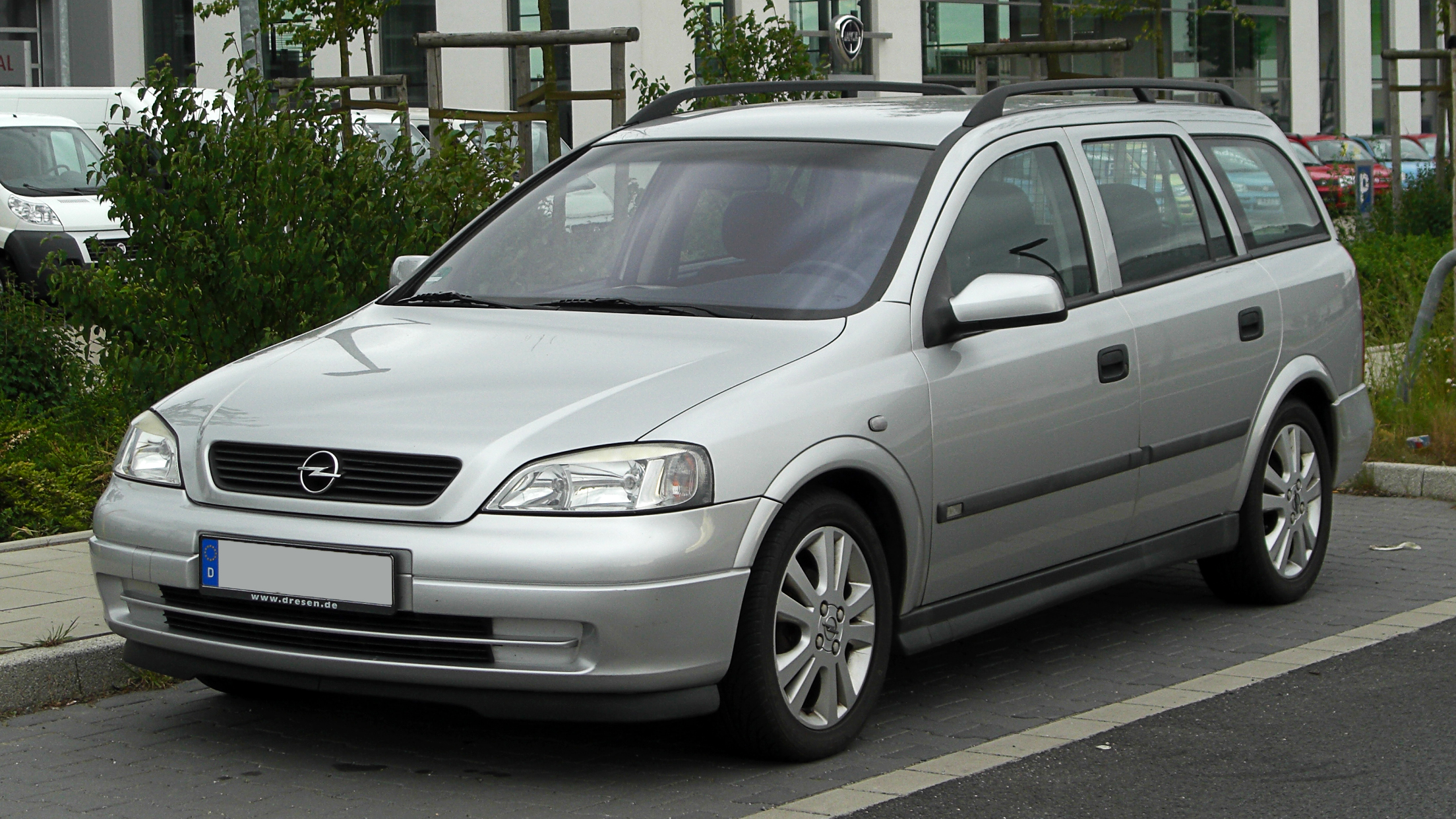
Opel Astra G Caravan eleje
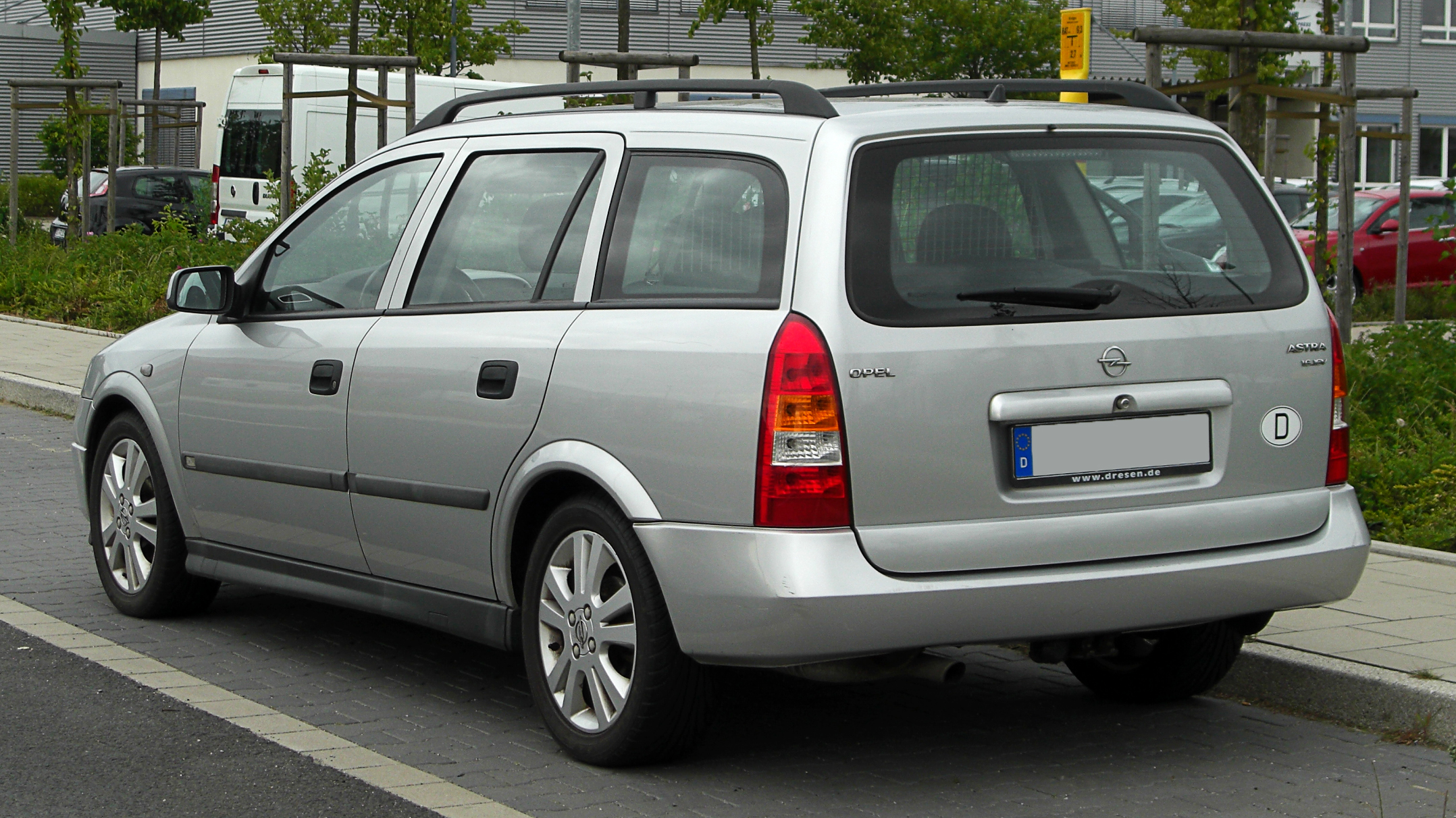
Opel Astra G Caravan hátulja
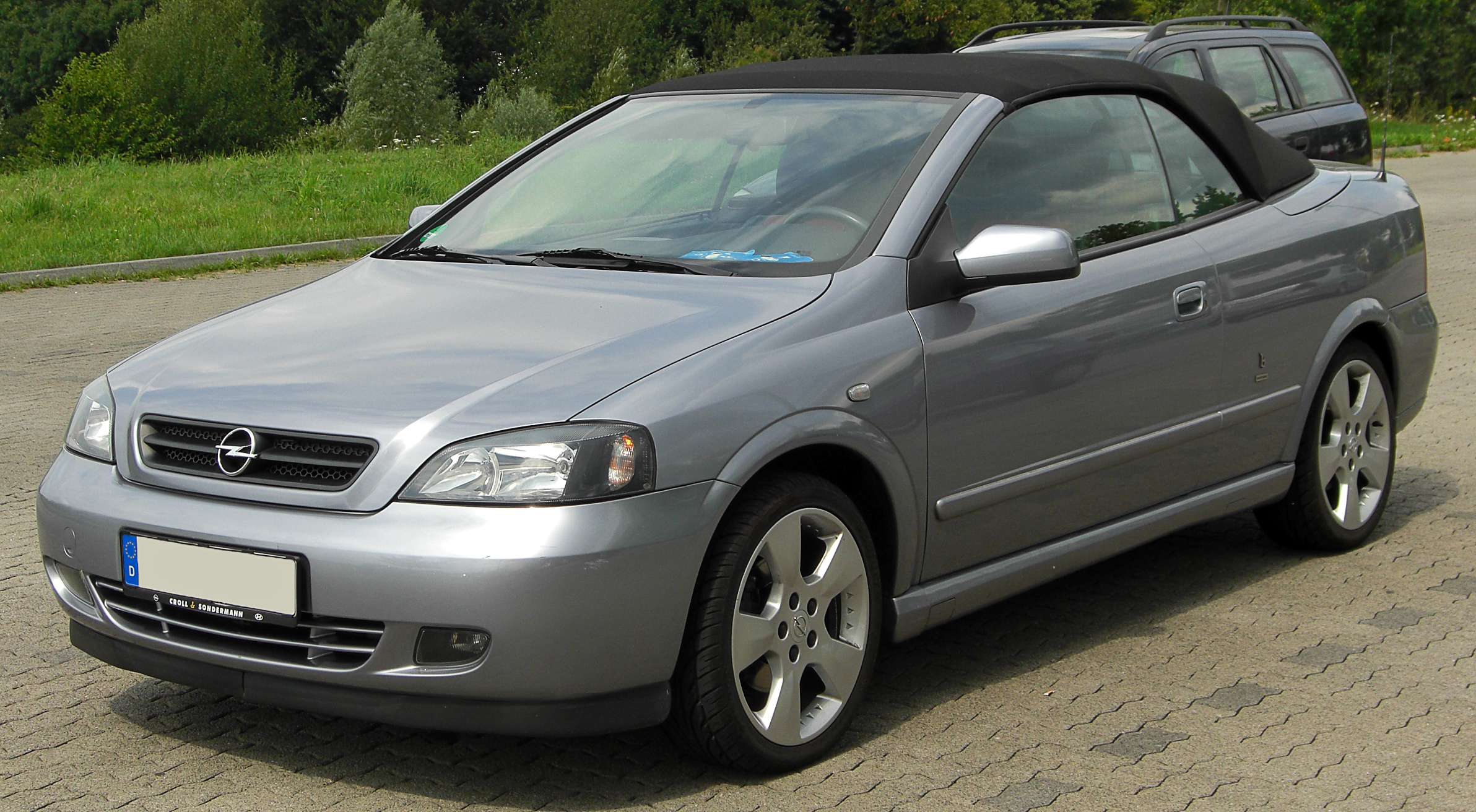
Opel Astra G Cabriolet eleje
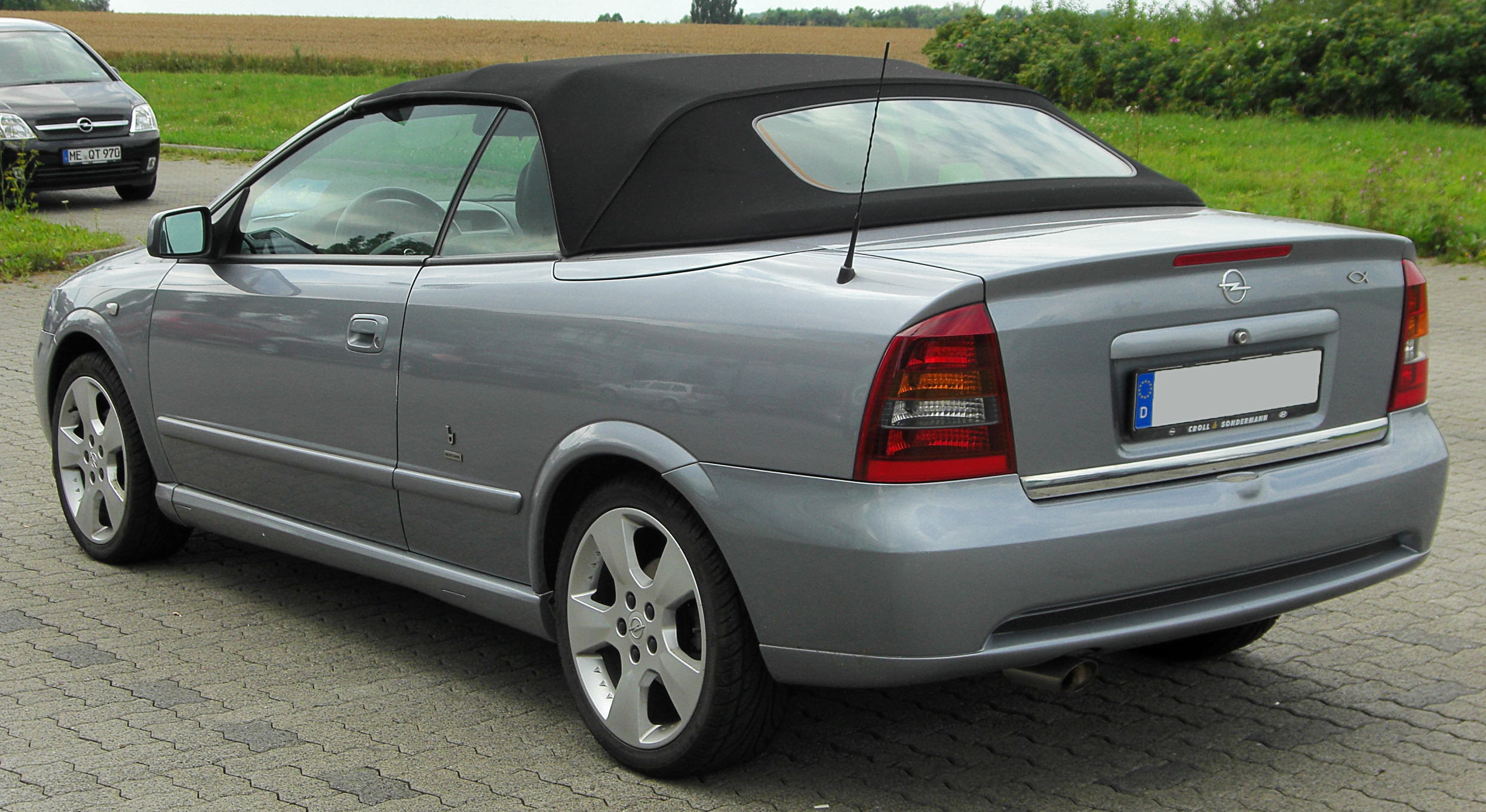
Opel Astra G Cabriolet hátulja
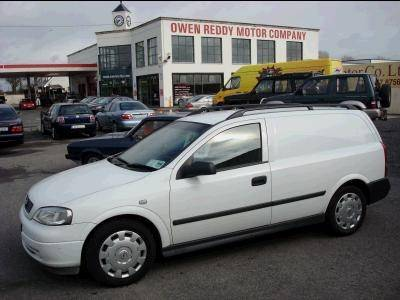
Opel Astra G Astravan
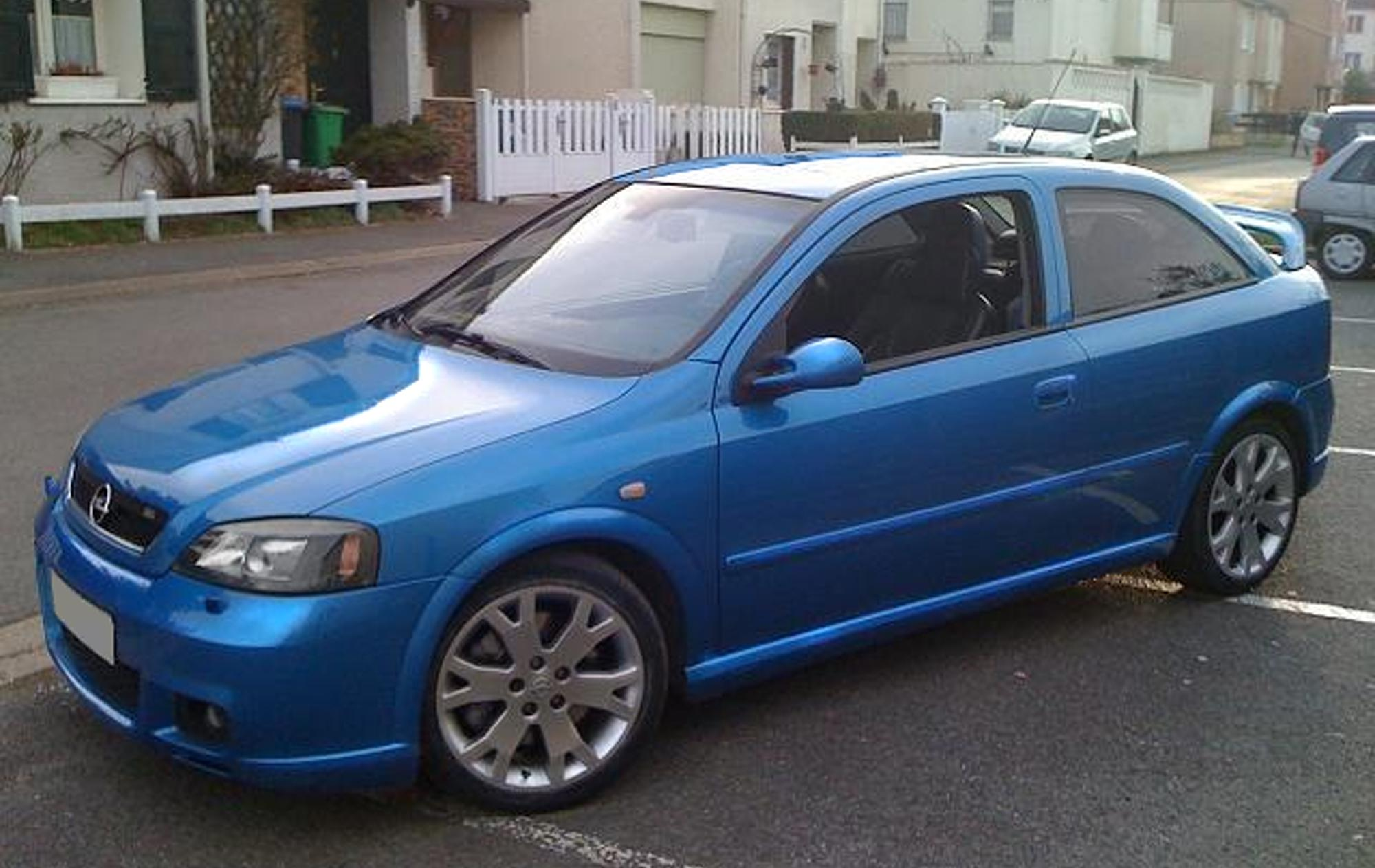
Opel Astra G OPC
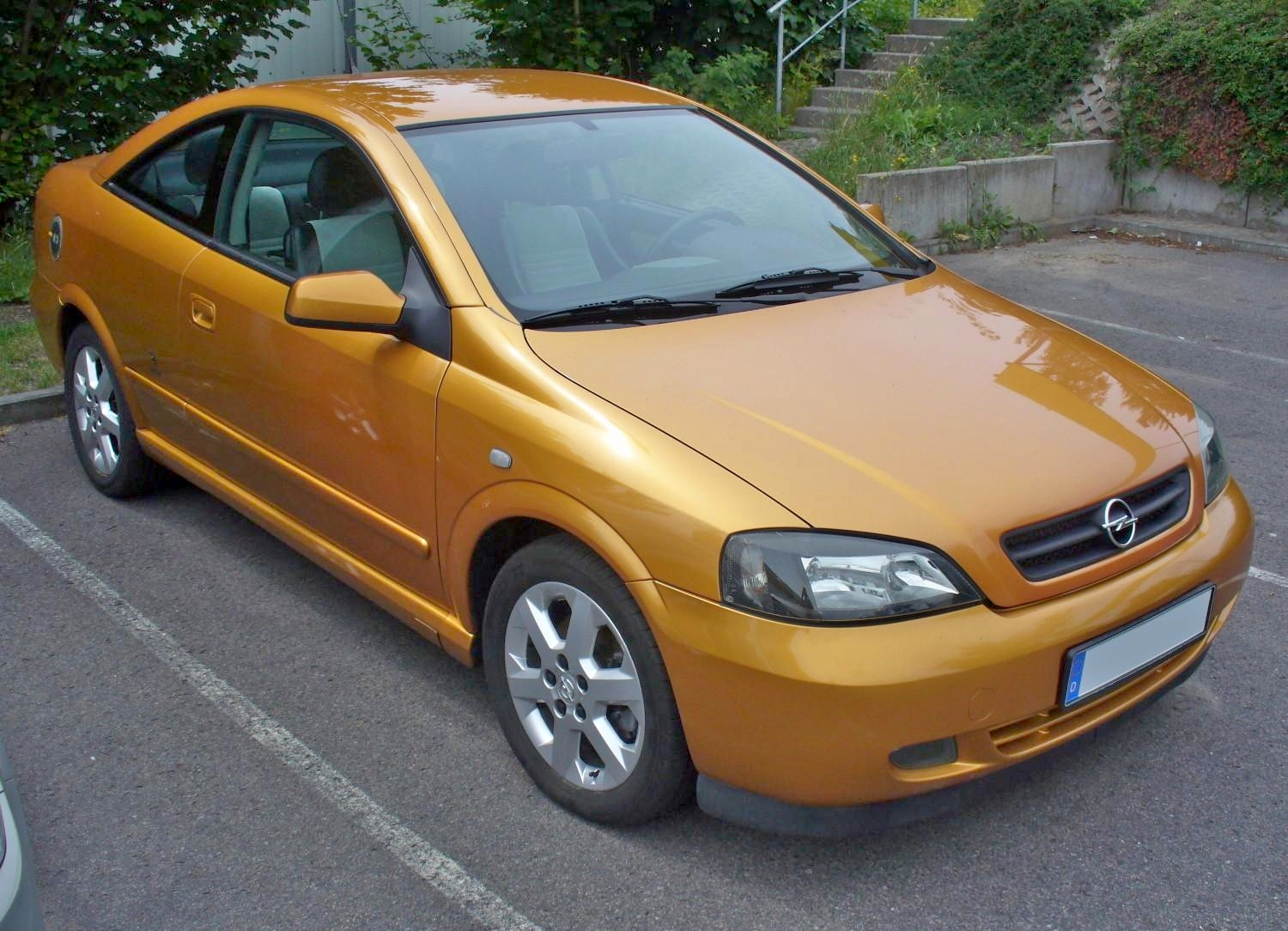
Opel Astra G Coupé eleje
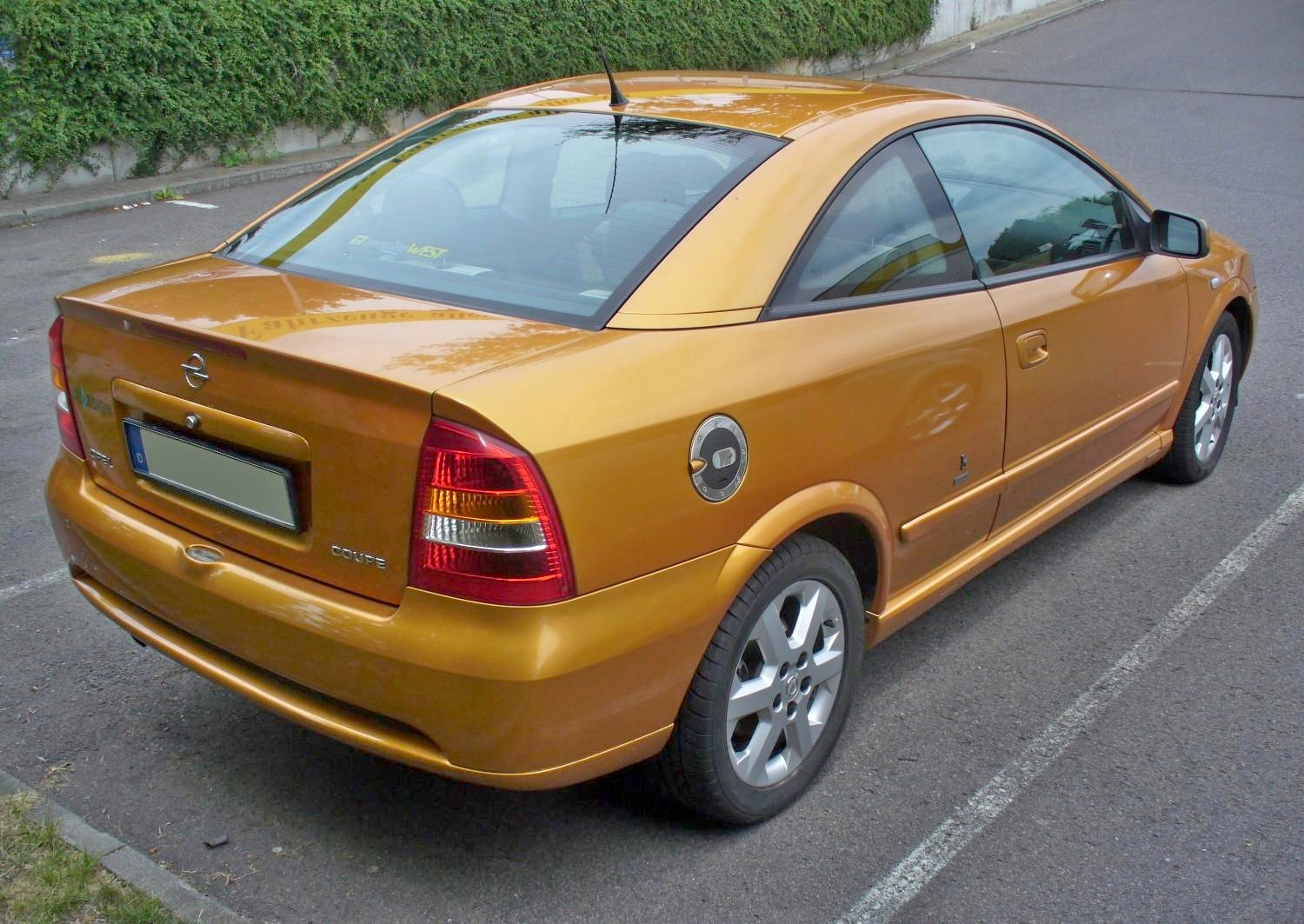
Opel Astra G Coupé hátulja

Az Astra G-t 1998-ban mutatták be Európában. 2000-től három- vagy ötajtós ferdehátú, négyajtós limuzin, ötajtós kombi (az Opel hagyományai szerint "Caravan" néven ismert) változatban és két speciális változatban is kapható volt: az Astra Coupé és az Astra Cabrio, mindkettőt a Bertone tervezte és gyártotta. Az Astra G-ben bemutatták a földgázüzemű motort. Alvázát, továbbá egy hétüléses kompakt MPV, az Opel Zafira alapját is a Lotus gyártotta. Körülbelül 90 000 kupét gyártottak le.
Az Astra limuzin és karaván gyártása az Opel lengyelországi Gliwice-i gyárában folytatódott a következő generációs Astra H debütálása után, a régebbi modellt elődjéhez hasonlóan Astra Classic márkanévvel látták el, a piac alsó végét ezzel kiszolgálva. Ezt az autót Közép- és Kelet-Európában, valamint Törökországban Astra Classic II néven kínálták 2004-től 2009 végéig. Az európai piacokon a modelleket Holden Astra Classic néven Ausztráliában és Új-Zélandon is forgalmazták.

### Harmadik generáció (2004-2014)
- Opel Astra H Hatchback (5 ajtós kivitelben)
- Opel Astra H Sedan
- Opel Astra H Caravan
- Opel Astra H GTC
- Opel Astra H Van
- Opel Astra H OPC
- Opel Astra H TwinTop

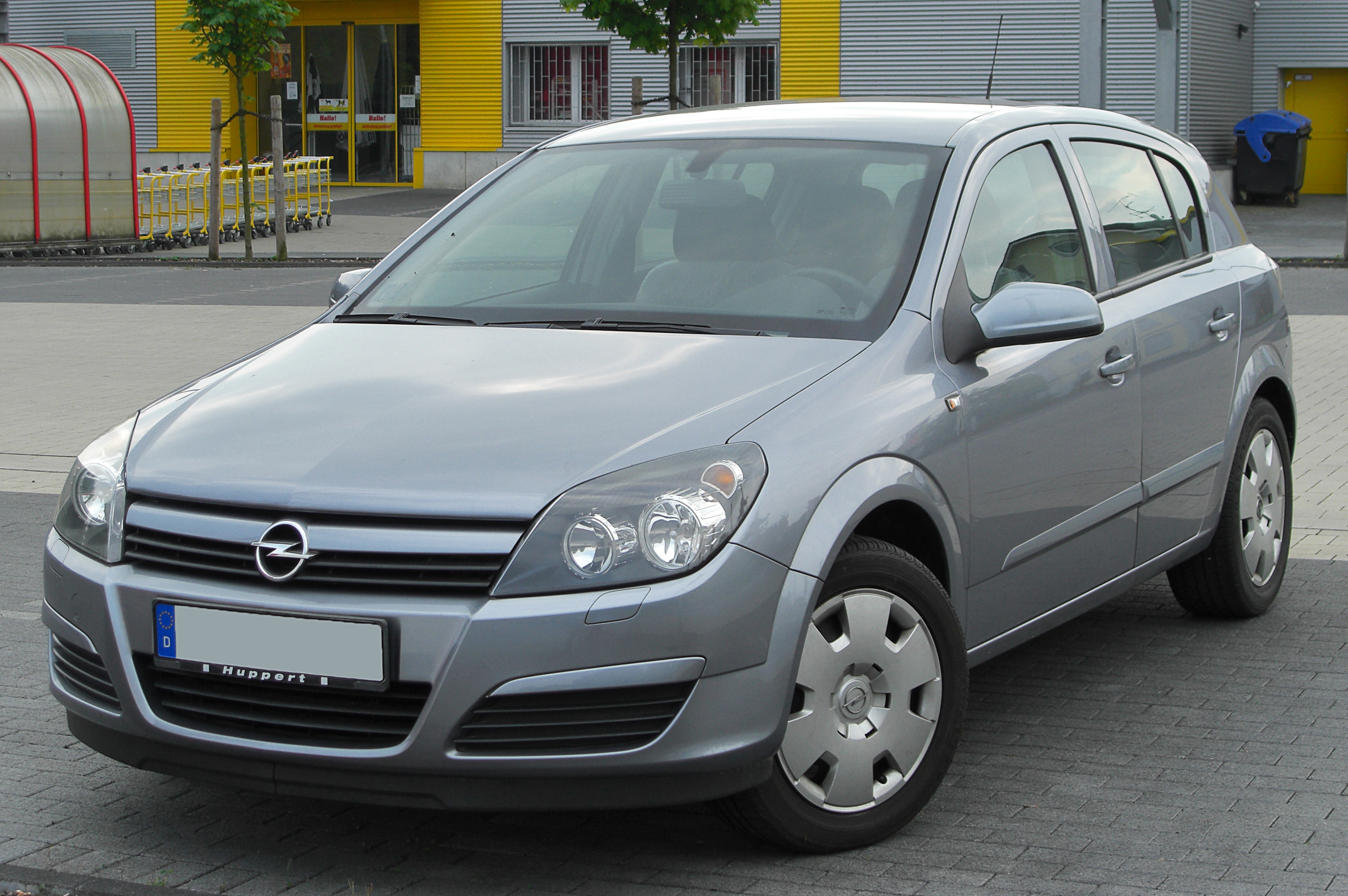
Opel Astra H Hatchback eleje (Pre-Facelift)
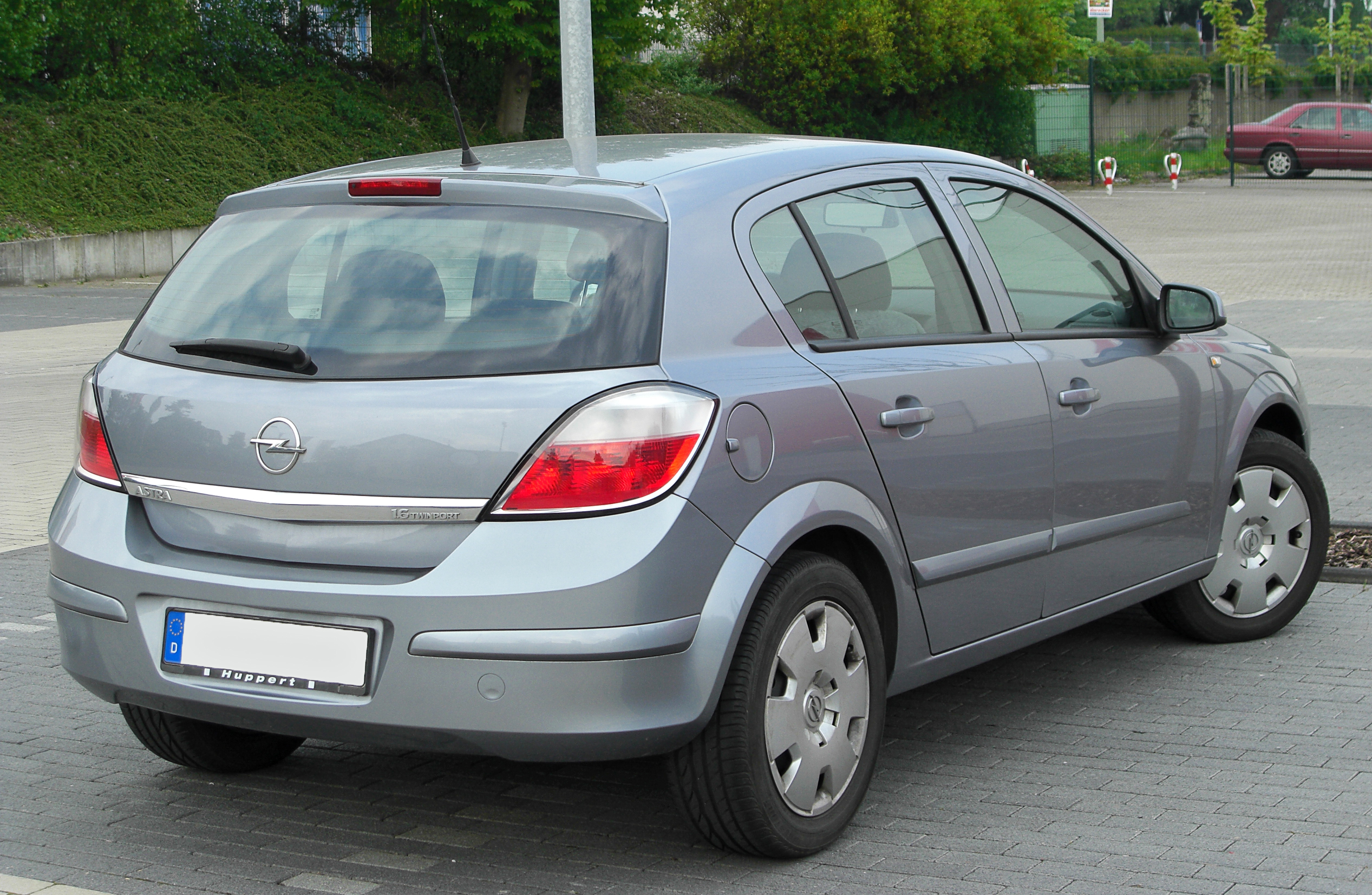
Opel Astra H Hatchback hátulja (Pre-Facelift)
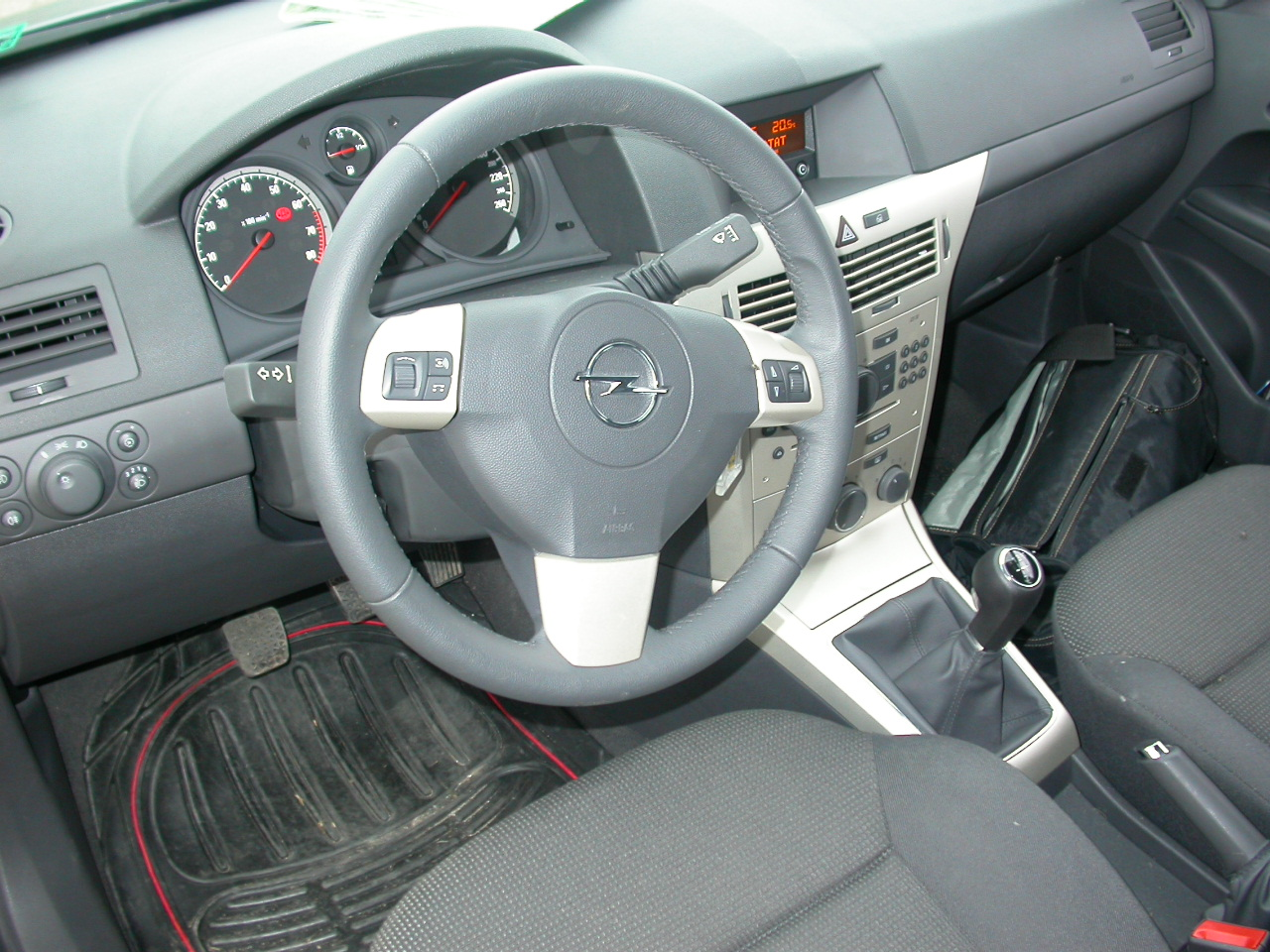
A belseje
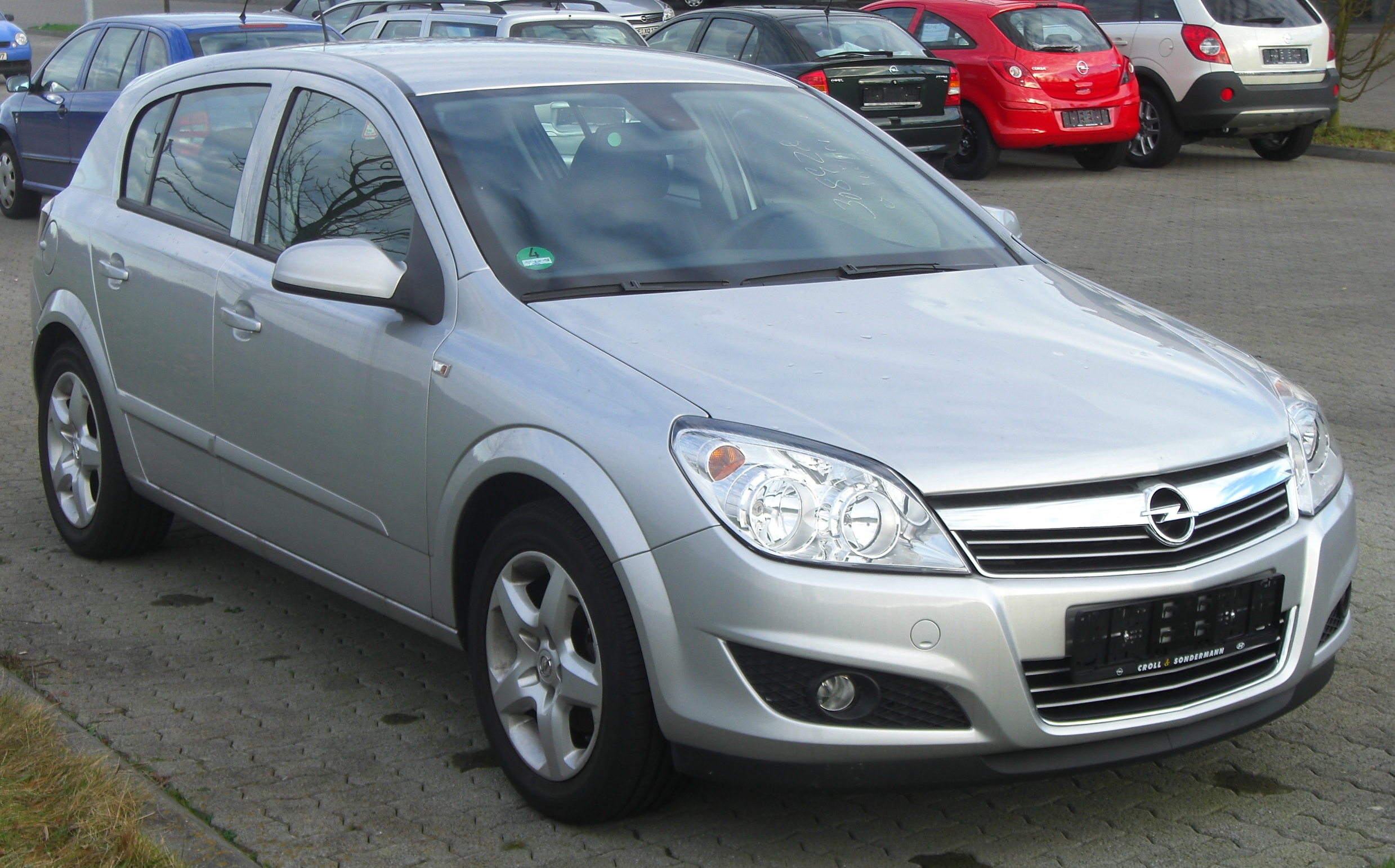
Opel Astra H Hatchback eleje (Post-Facelift)
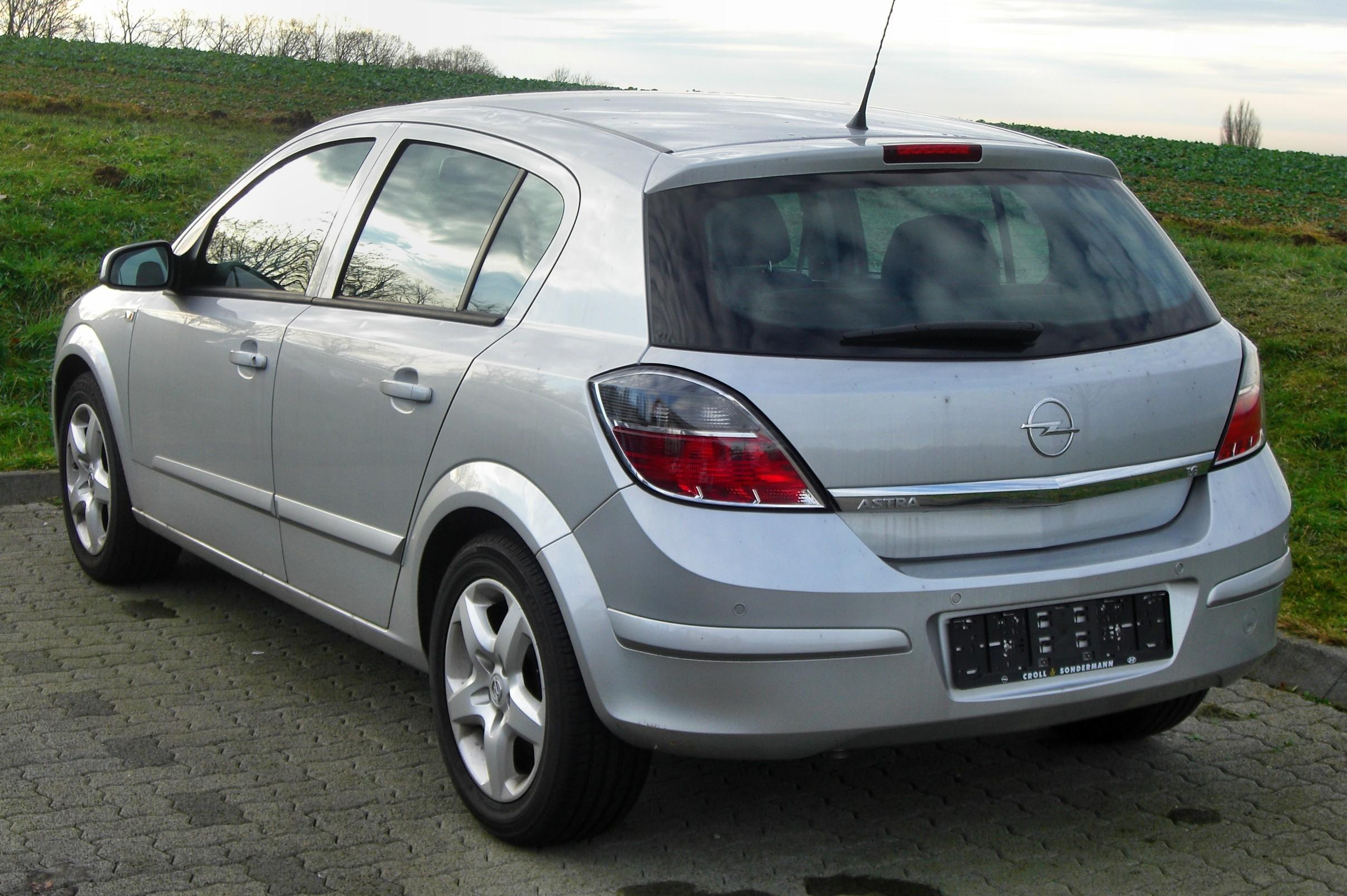
Opel Astra H Hatchback hátulja (Post-Facelift)
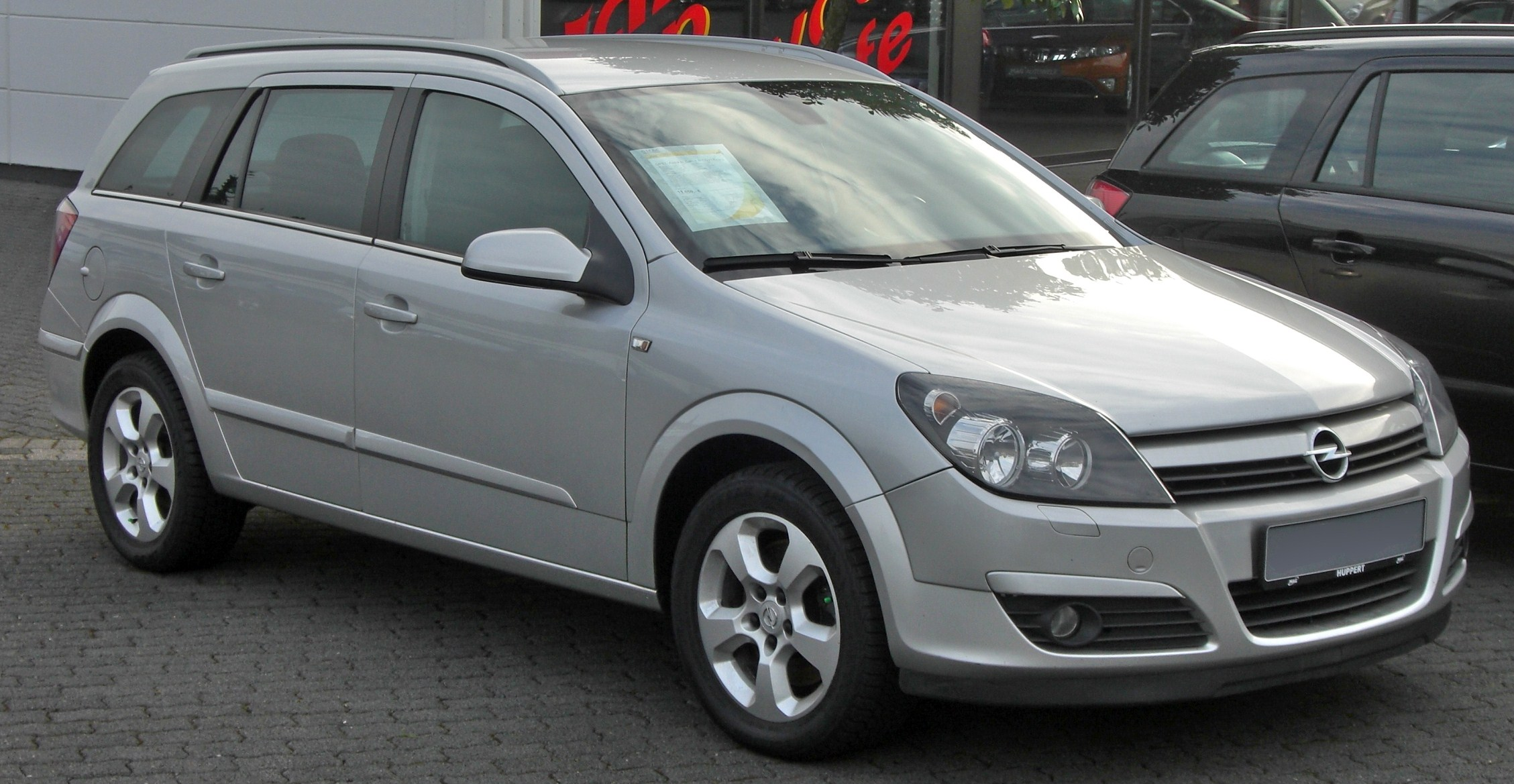
Opel Astra H Caravan eleje (Pre-Facelift)
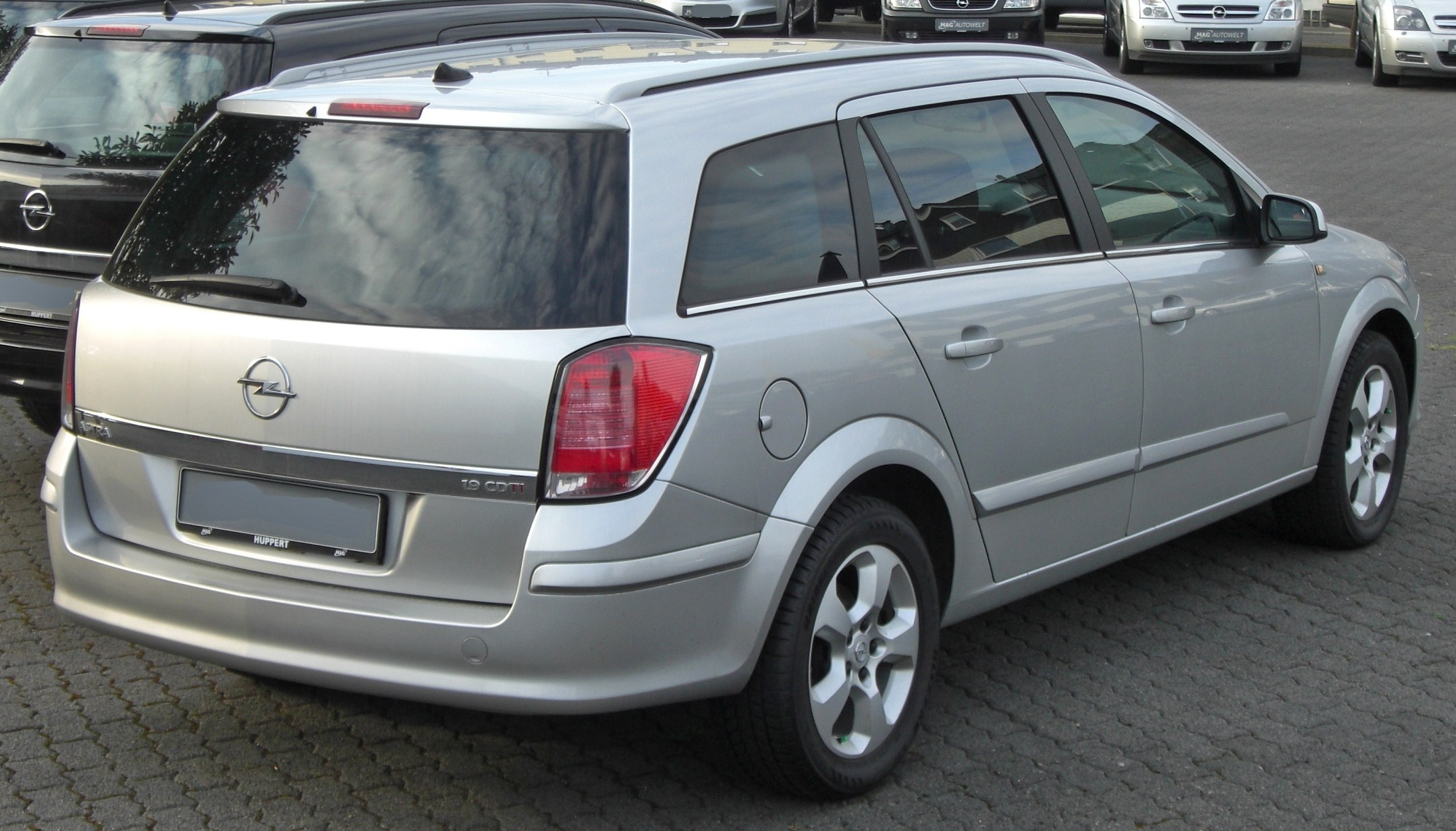
Opel Astra H Caravan hátulja (Pre-Facelift)
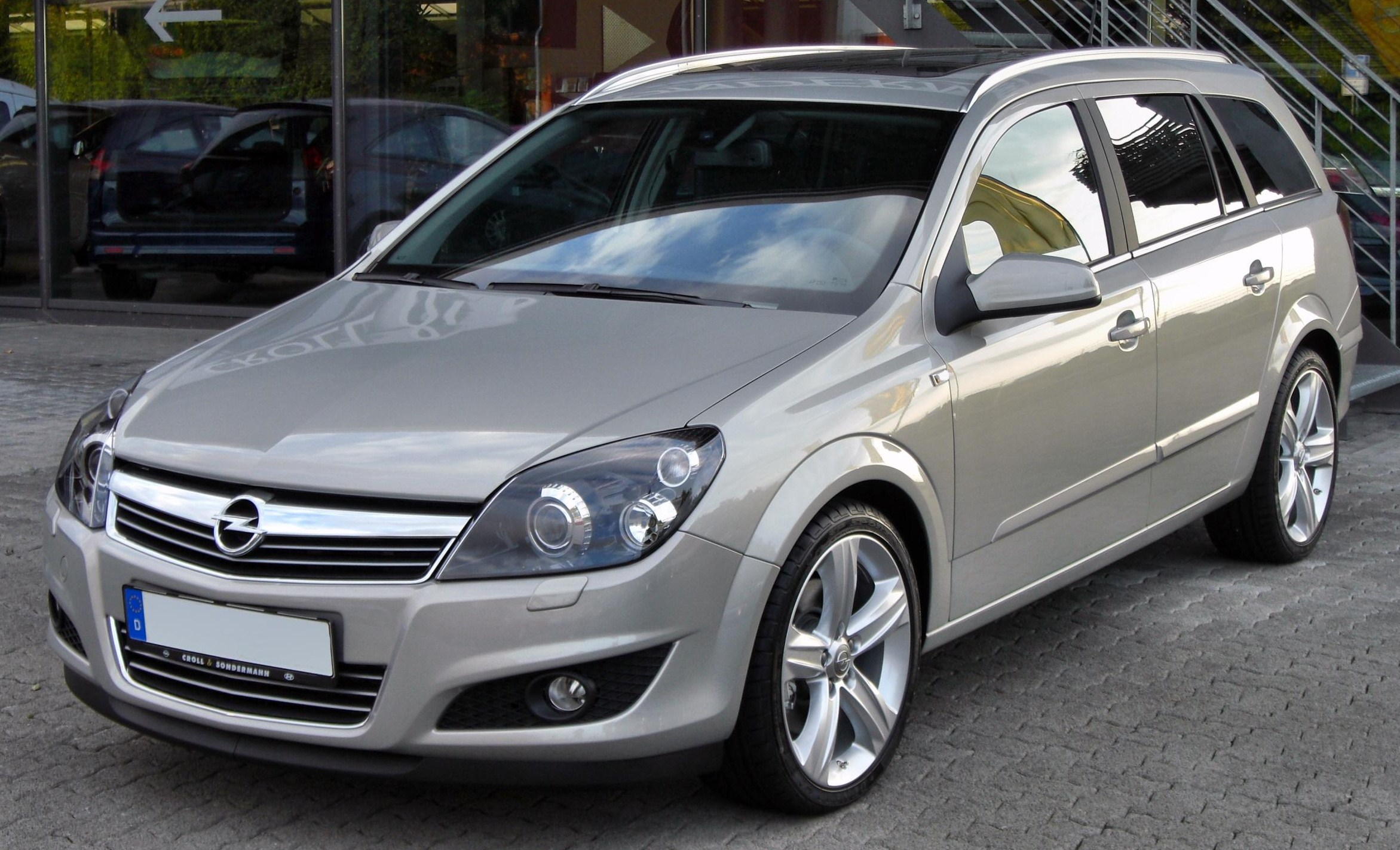
Opel Astra H Caravan eleje (Post-Facelift)
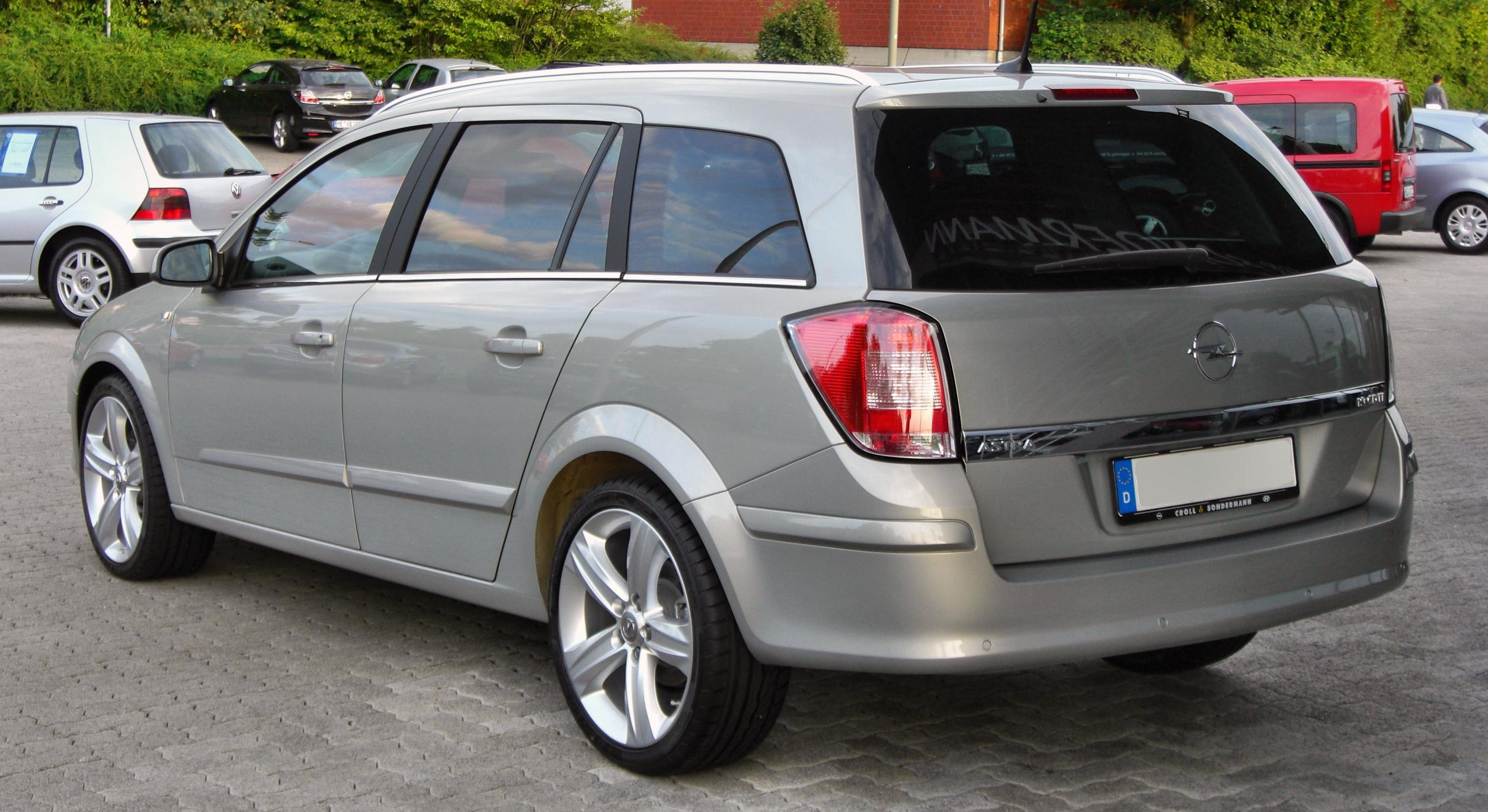
Opel Astra H Caravan hátulja (Post-Facelift)
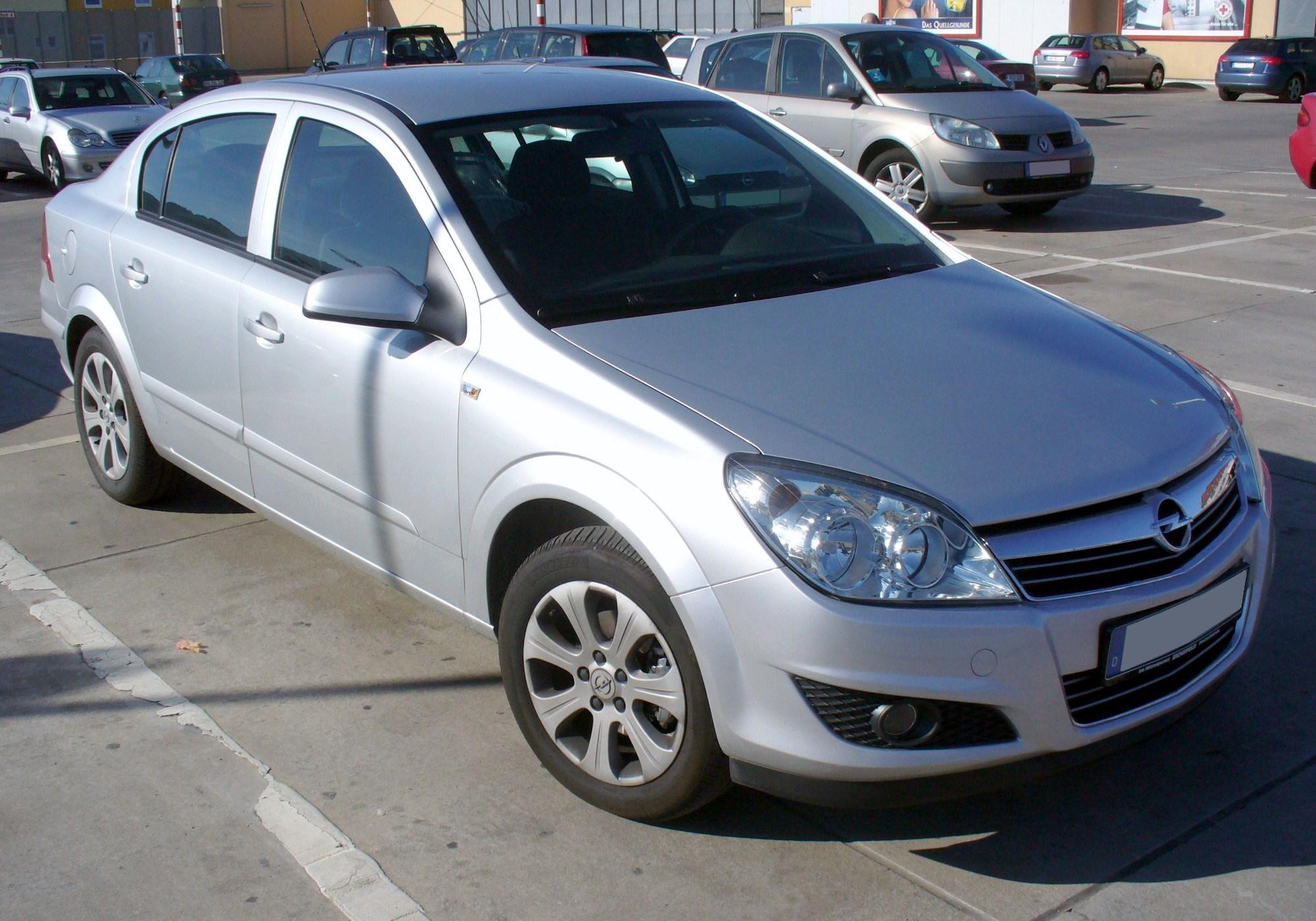
Opel Astra H Sedan eleje
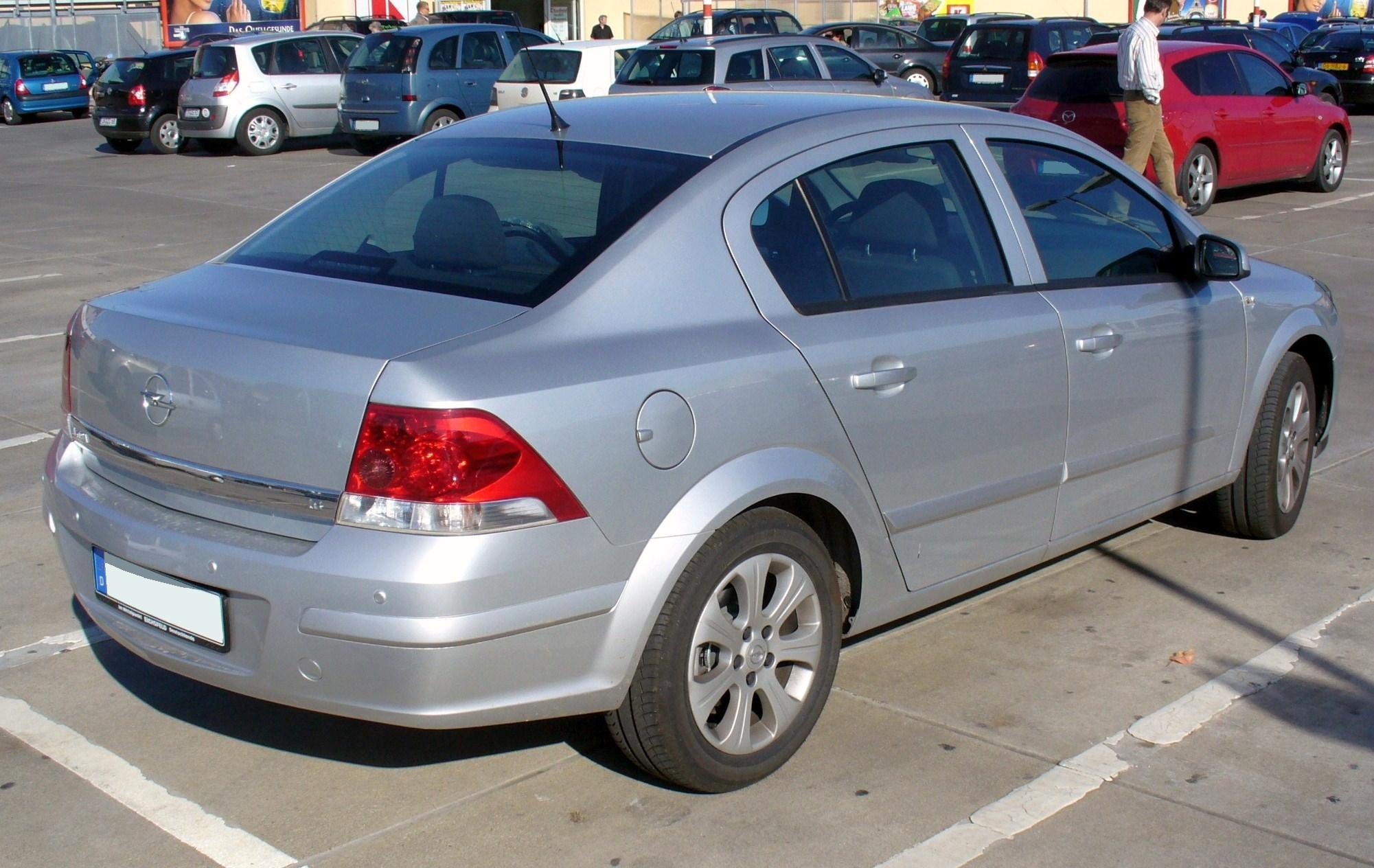
Opel Astra H Sedan hátulja
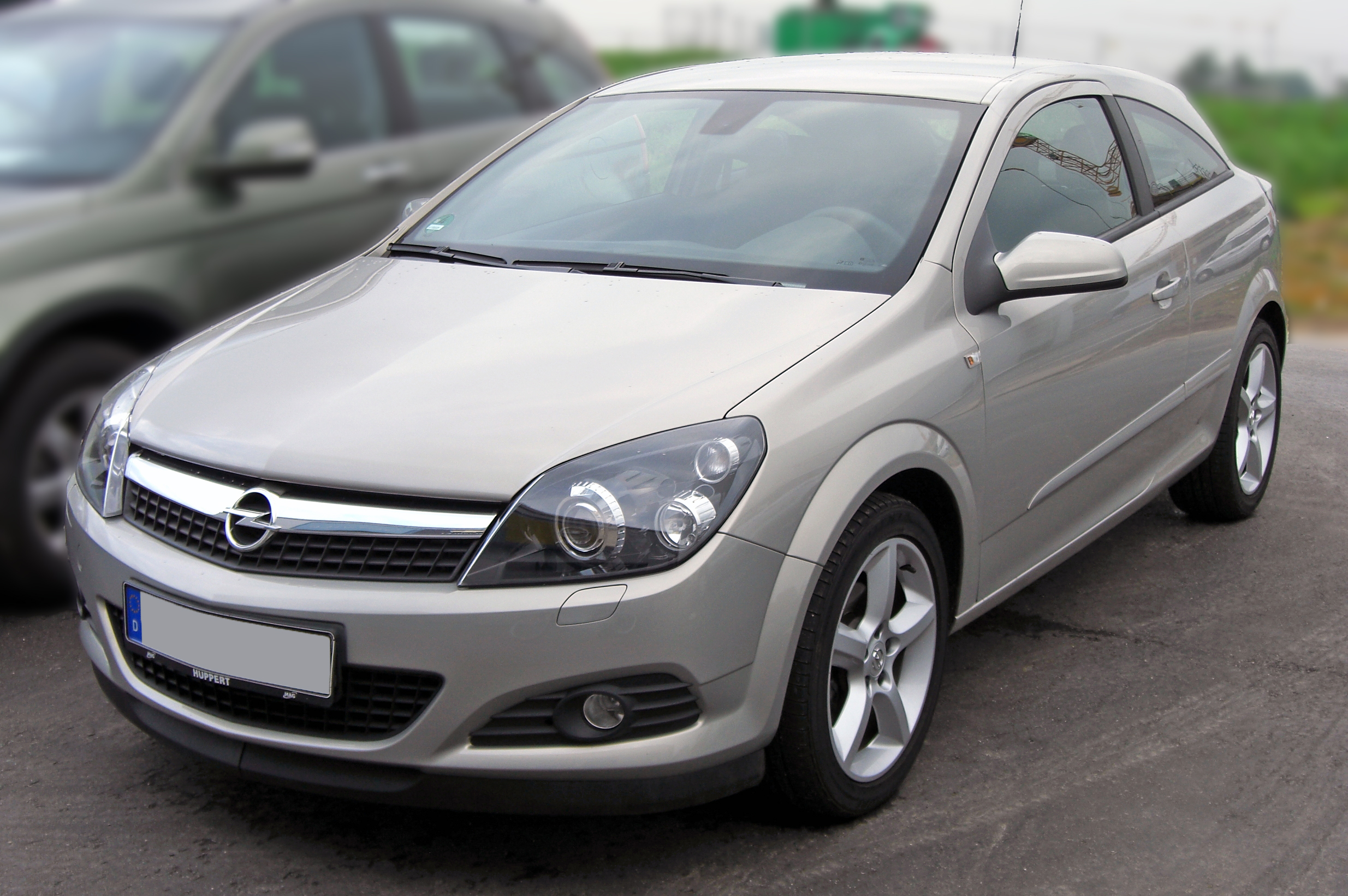
Opel Astra H GTC eleje
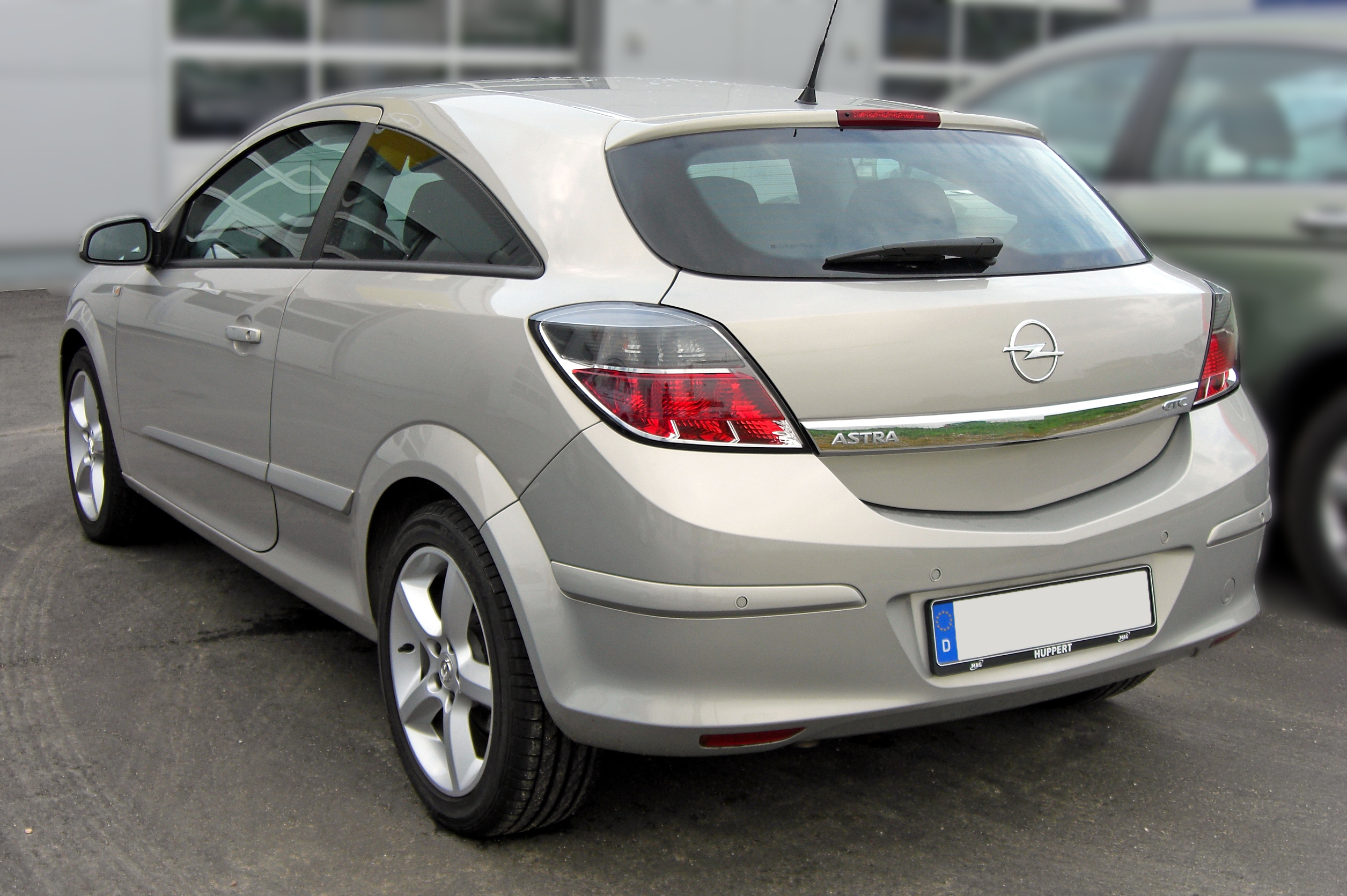
Opel Astra H GTC hátulja
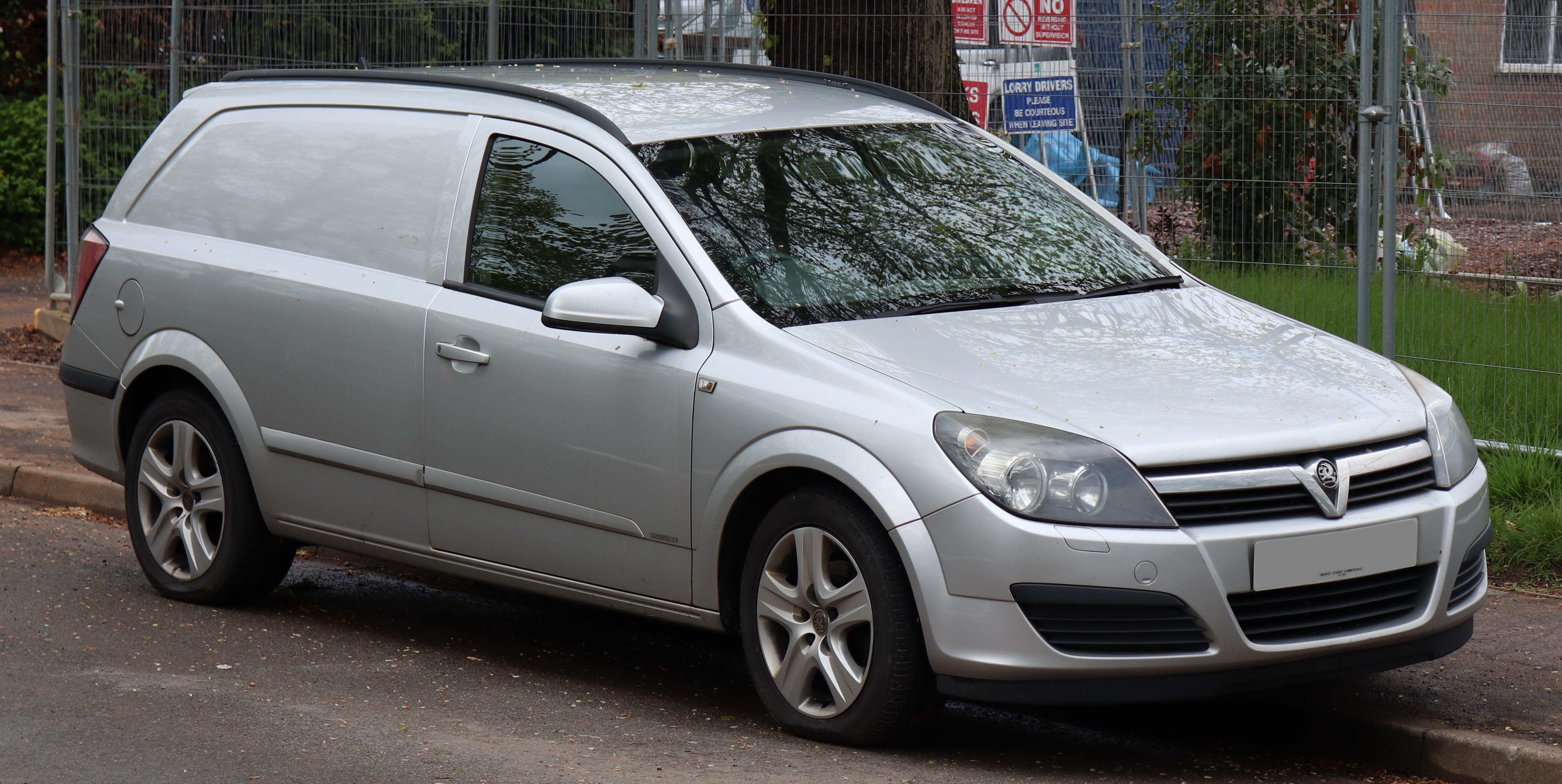
Opel Astravan
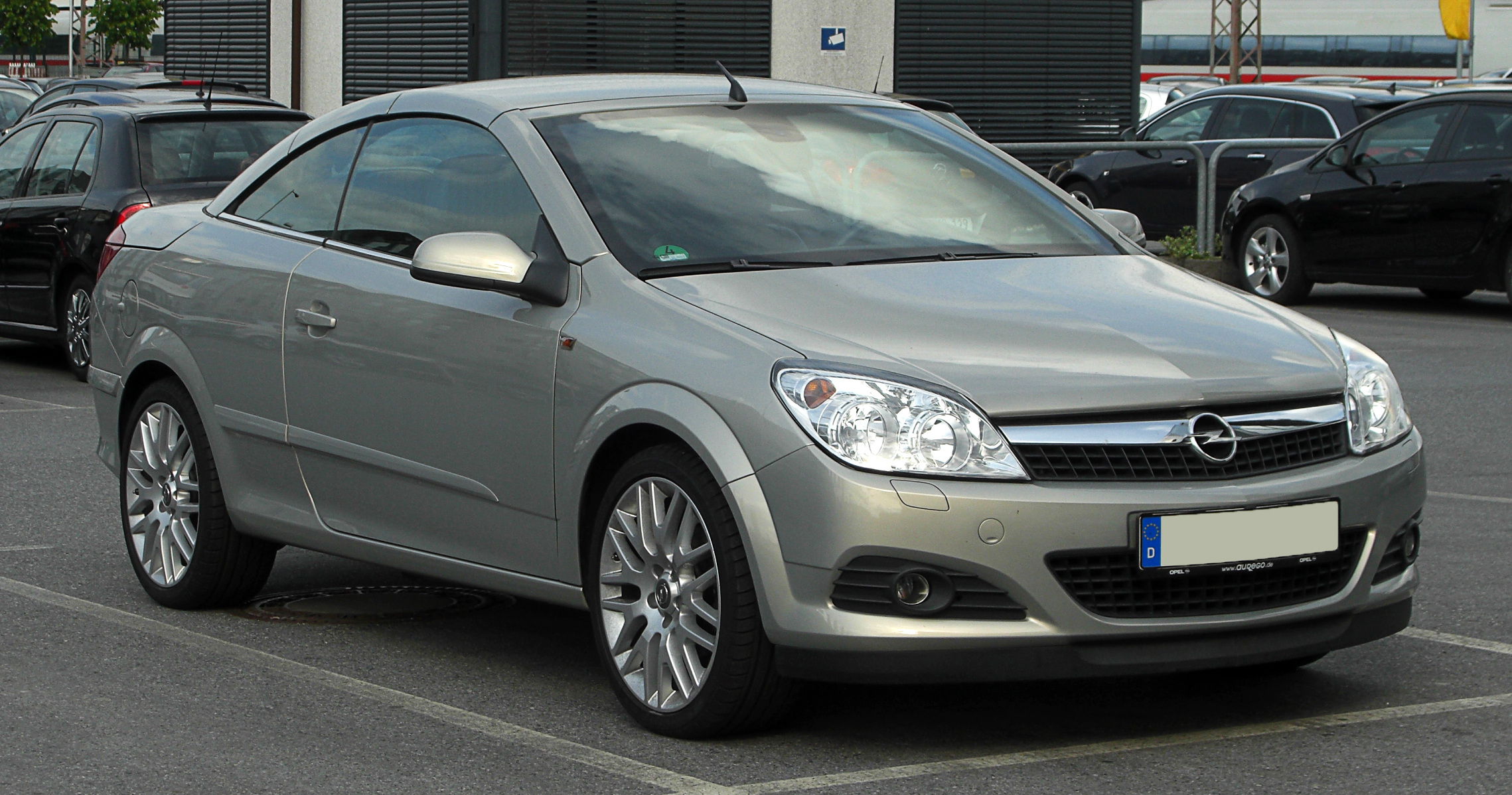
Opel Astra H TwinTop eleje
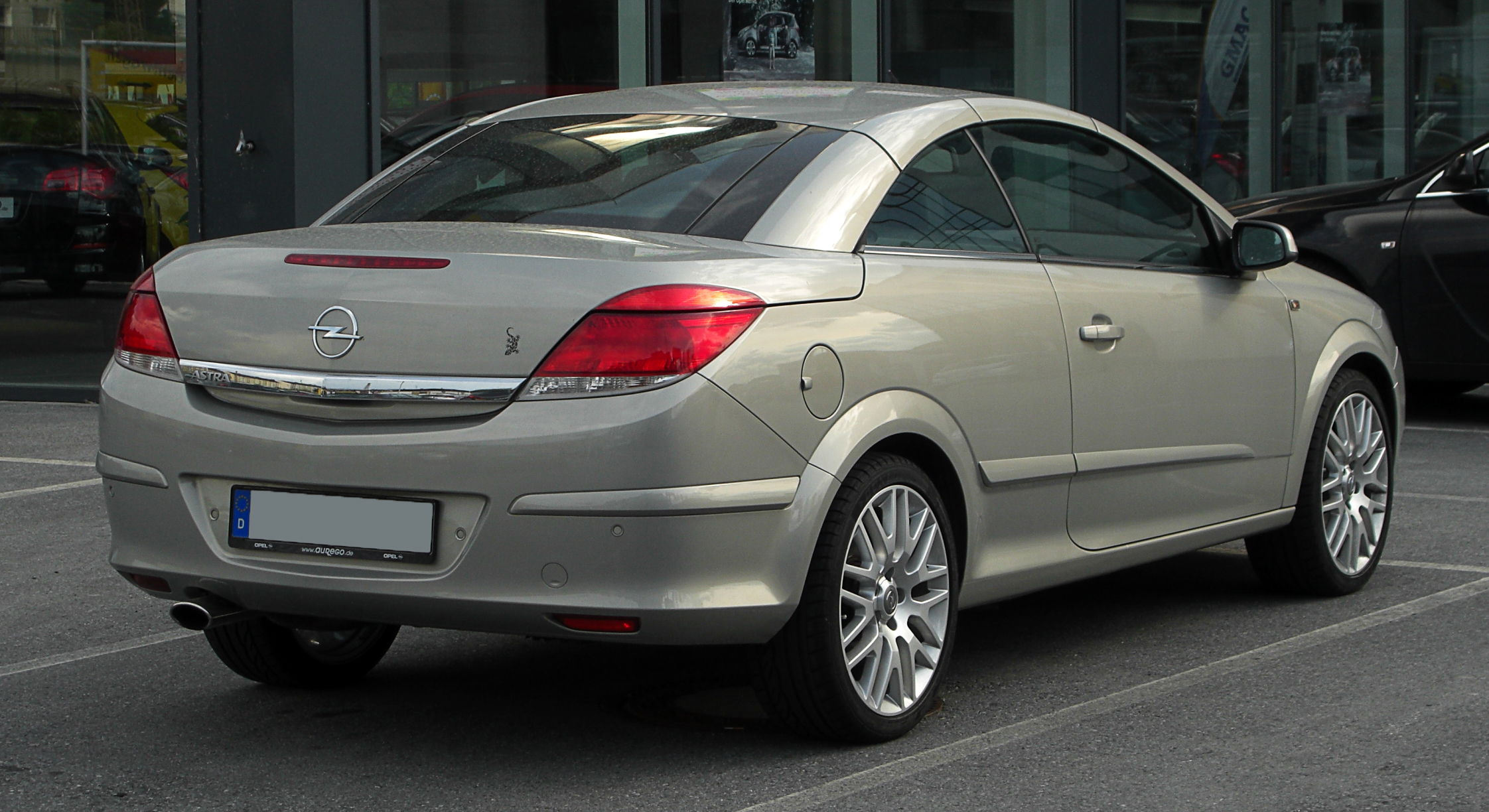
Opel Astra H TwinTop hátulja
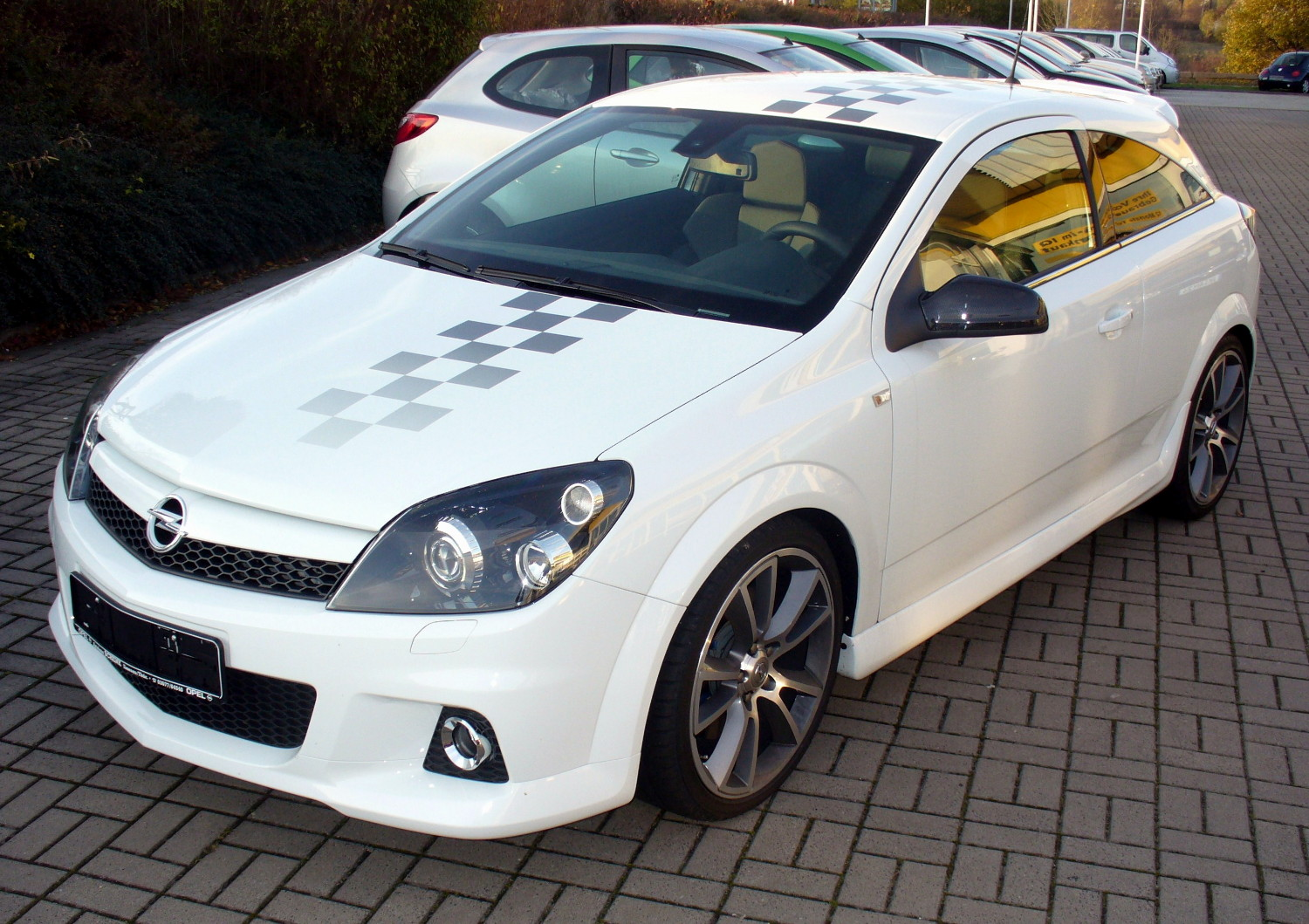
Opel Astra H OPC

Az Astra H 2004 márciusában jelent meg ötajtós ferdehátúként, míg a 2004 végén bemutatott ötajtós kombi és egy sportos, háromajtós ferdehátú, az európai piacokon GTC-t (Gran Tourismo Compact). A GTC-ben lehetőség van a „panoráma szélvédő” elnevezésű szélvédőre (a piacra dobás idején egyedülálló a sorozatgyártású autók esetében), amely a tetőtérbe nyúlik. A GM T platformjának frissített verziója alapján a mérete megnőtt az előző verzióhoz képest. A gyártás 2009 végéig folyt, kivéve a TwinTop-ot, amelyet 2010 novemberéig gyártottak.
A bochumi Opel Astra Classic III-at 5 ajtós ferdehátúként és kombiként kínálták eladásra egyes kelet-európai piacokon. 2012 végén az Astravant az új Opel Combo D váltotta fel (ahol az Astra H gyártása már befejeződött).

### Negyedik generáció (2009-2015)
- Opel Astra J Hatchback (5 ajtós kivitelben)
- Opel Astra J Tourer
- Opel Astra J Saloon
- Opel Astra J GTC
- Opel Astra J OPC
- Opel Astra J BiTurbo

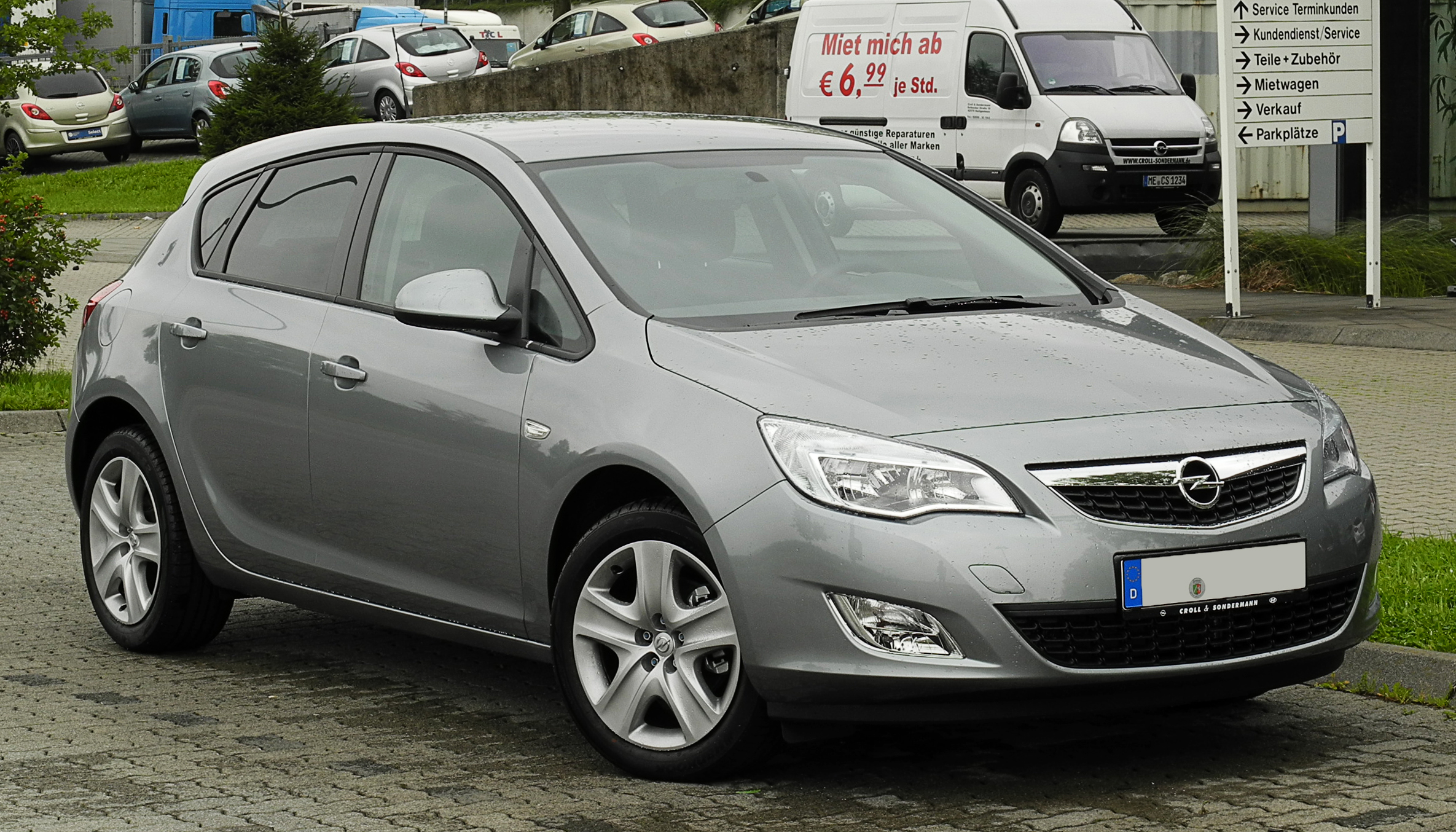
Opel Astra J Hatchback eleje (Pre Facelift)
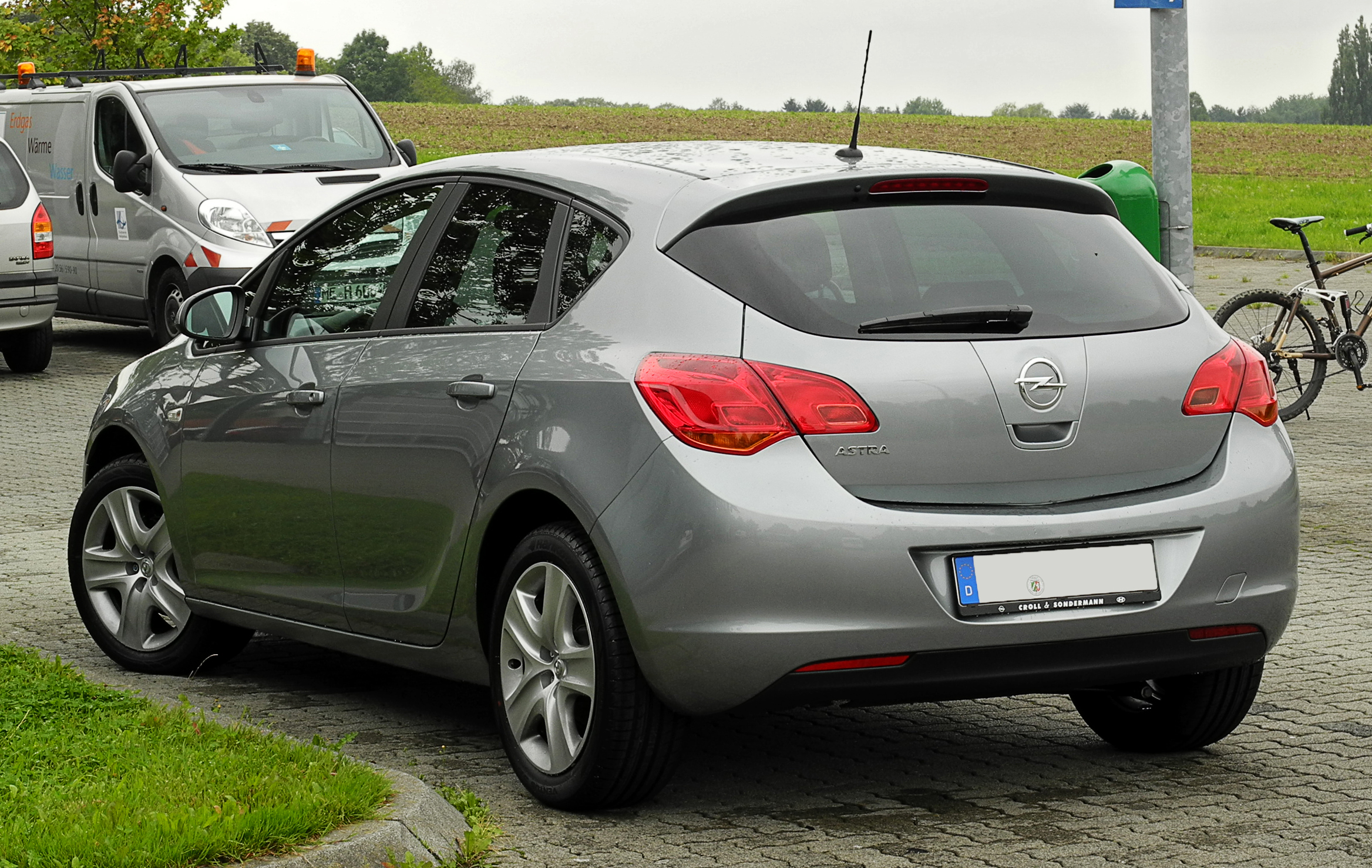
Opel Astra J Hatchback hátulja (Pre Facelift)
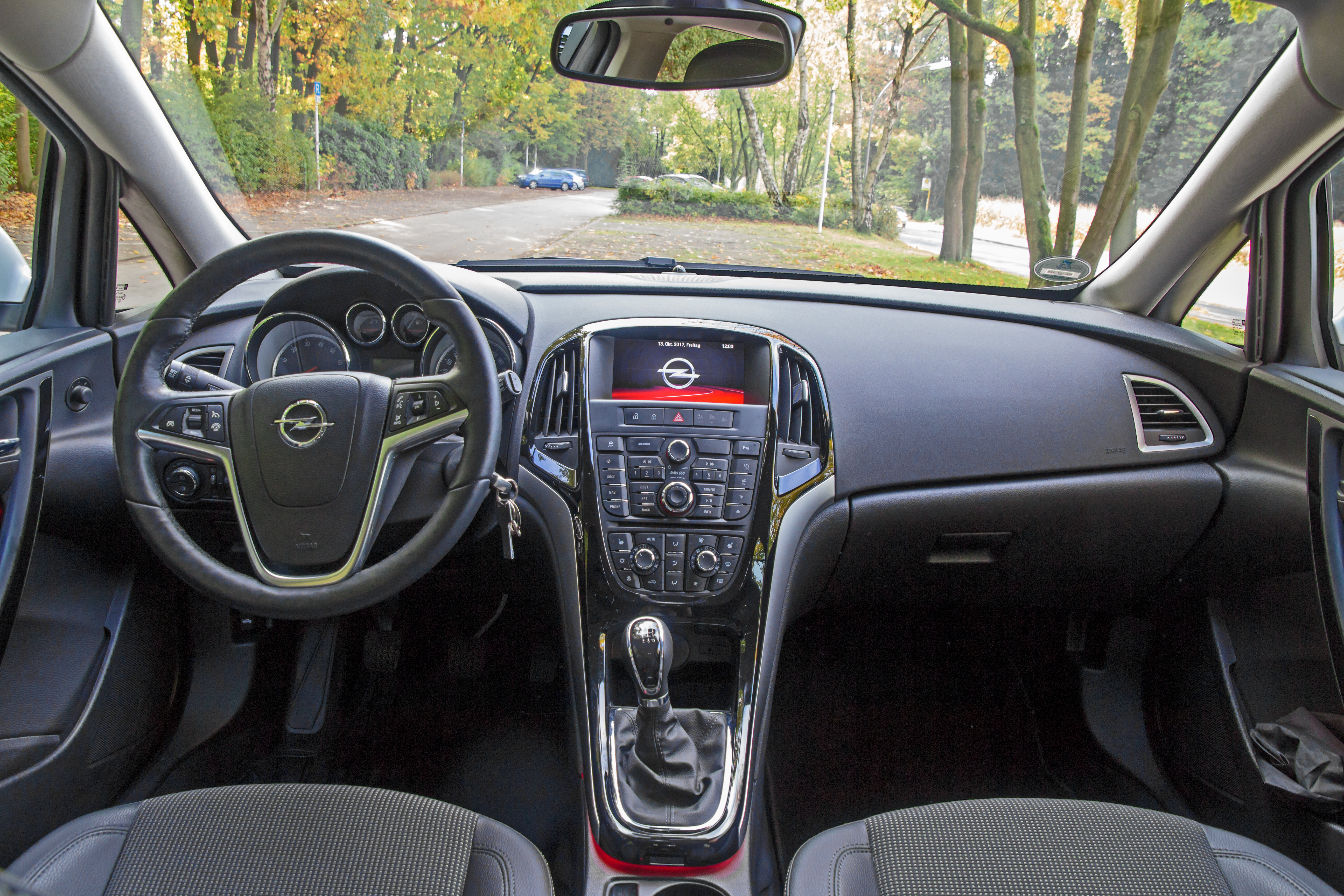
A belseje
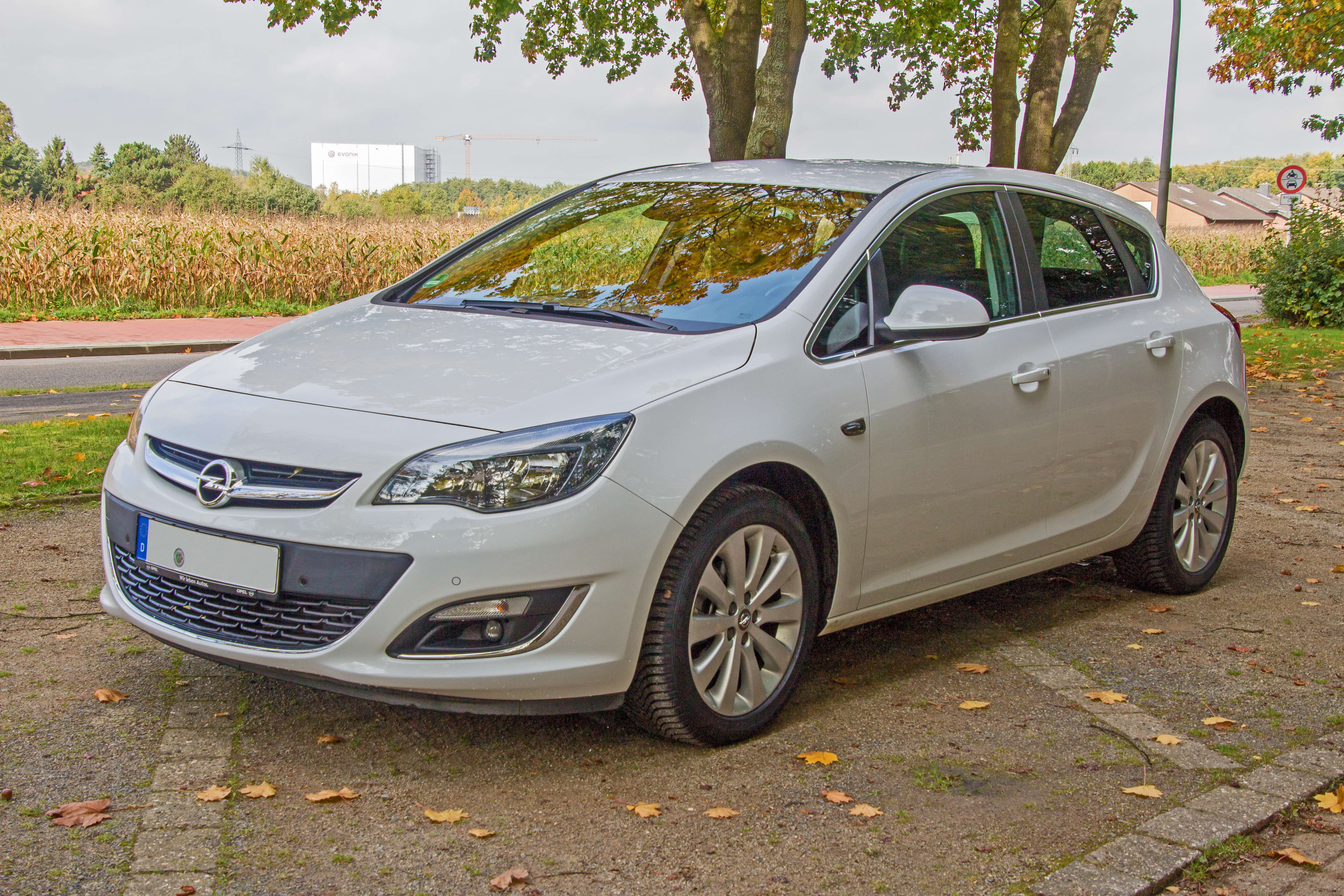
Opel Astra J Hatchback eleje (Post Facelift)
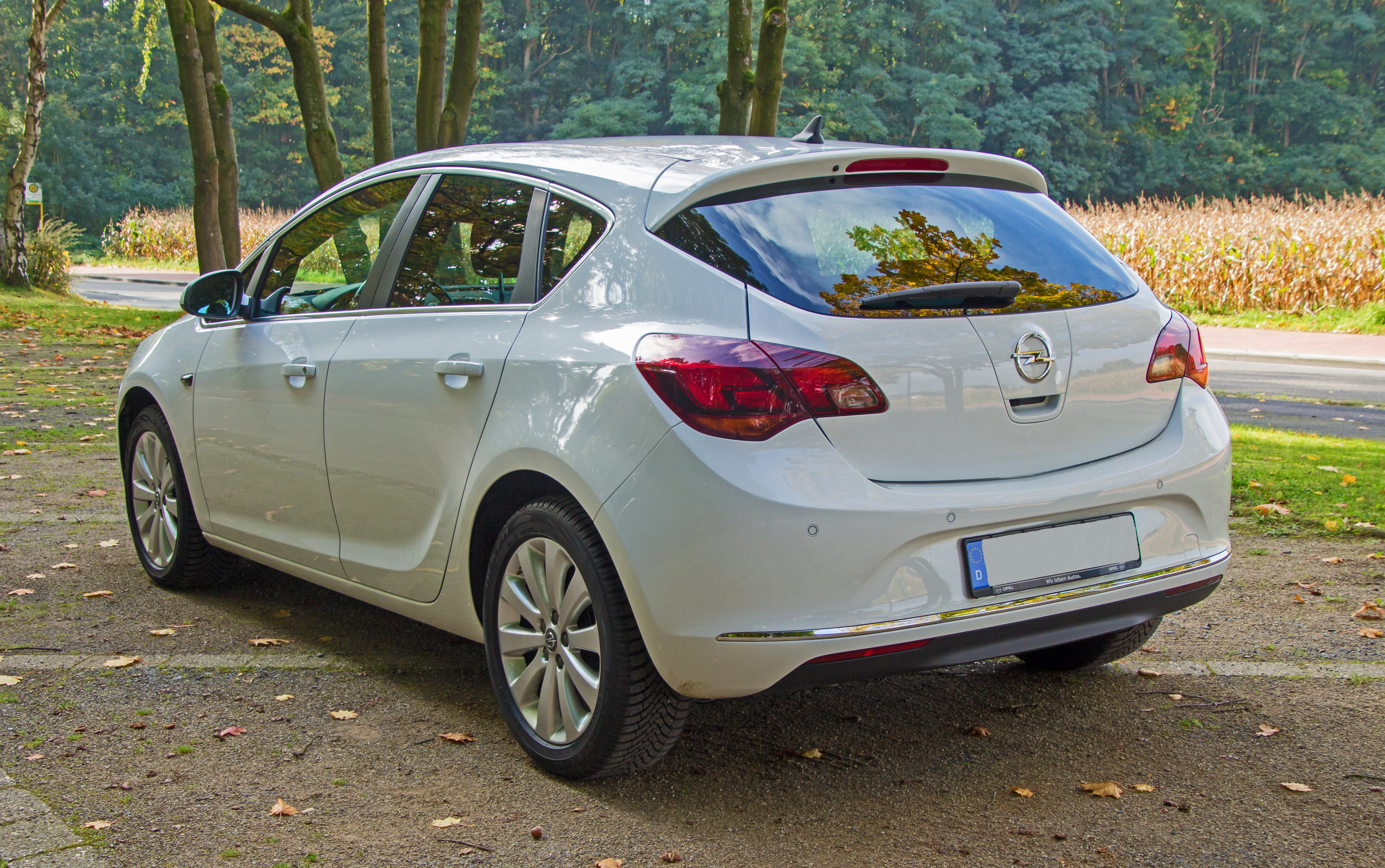
Opel Astra J Hatchback hátulja (Post Facelift)
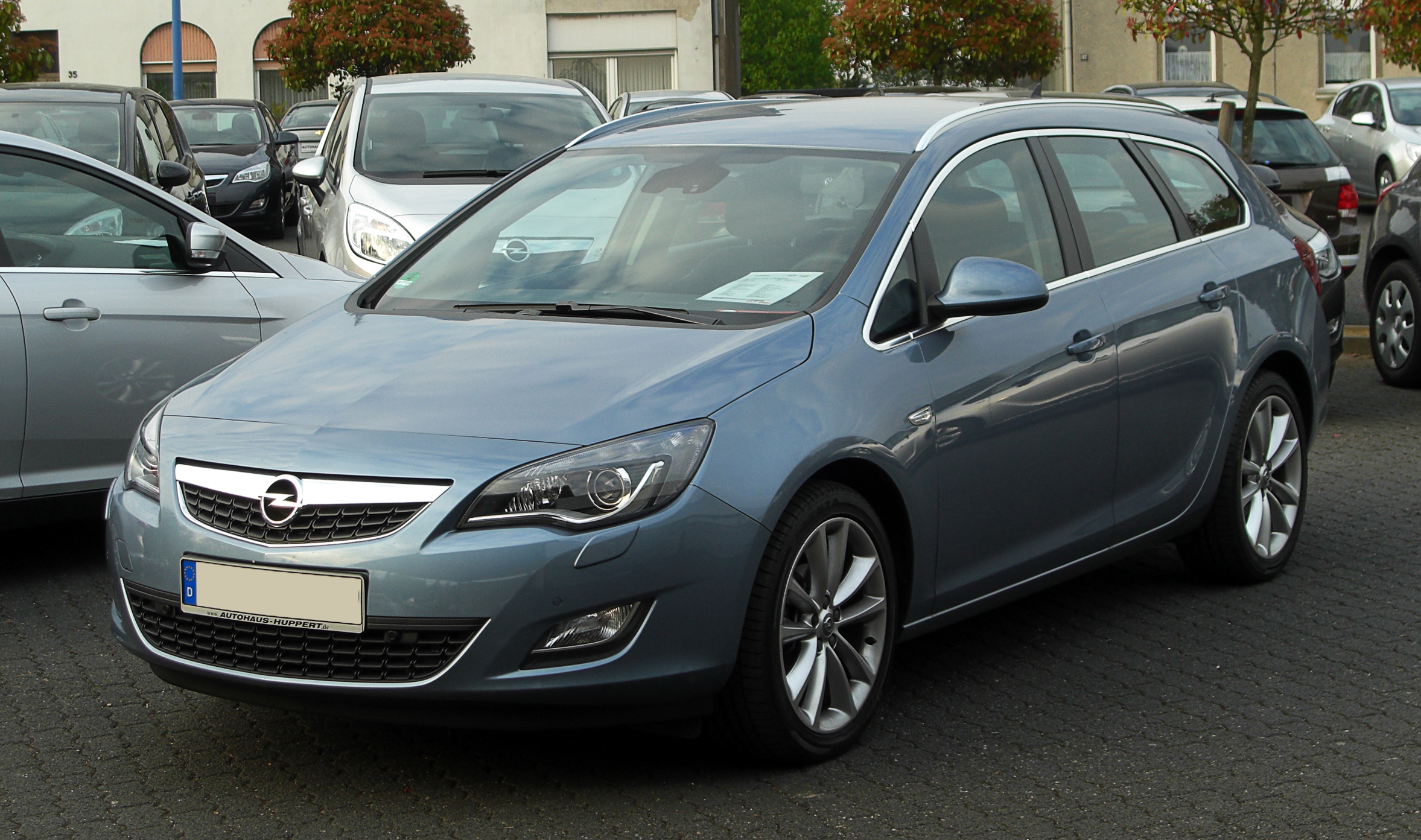
Opel Astra J Tourer eleje
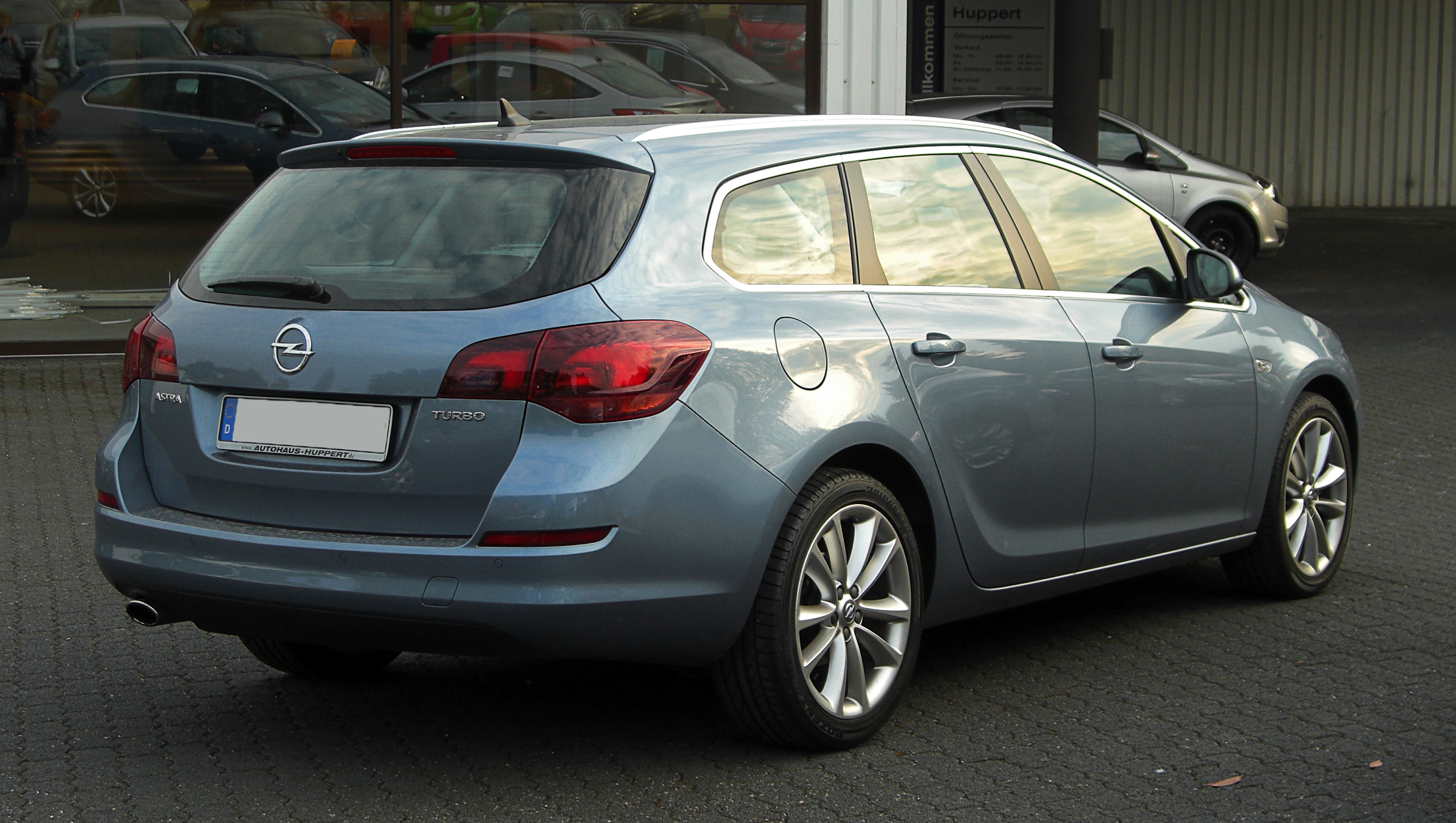
Opel Astra J Tourer hátulja
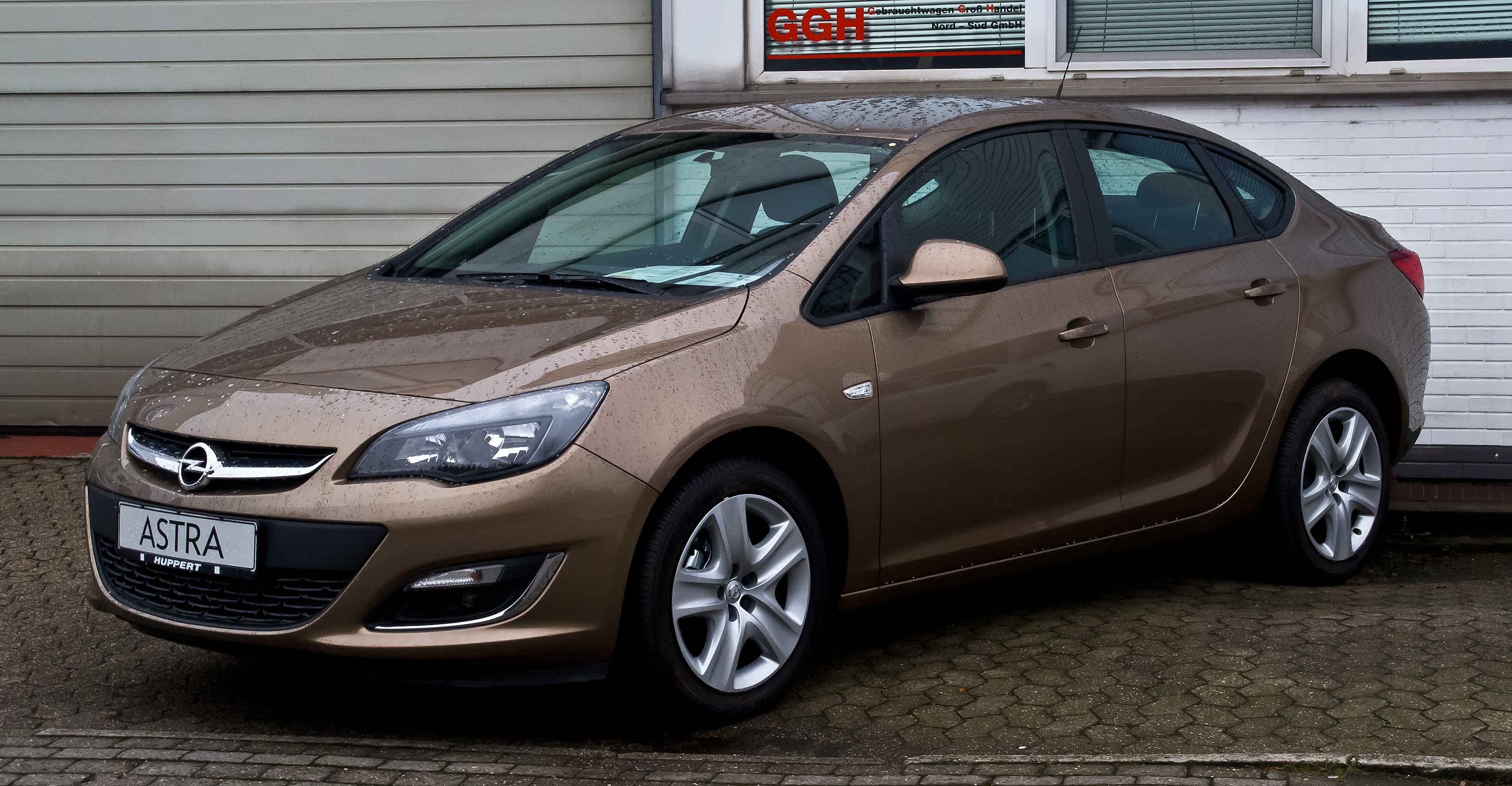
Opel Astra J Sedan eleje
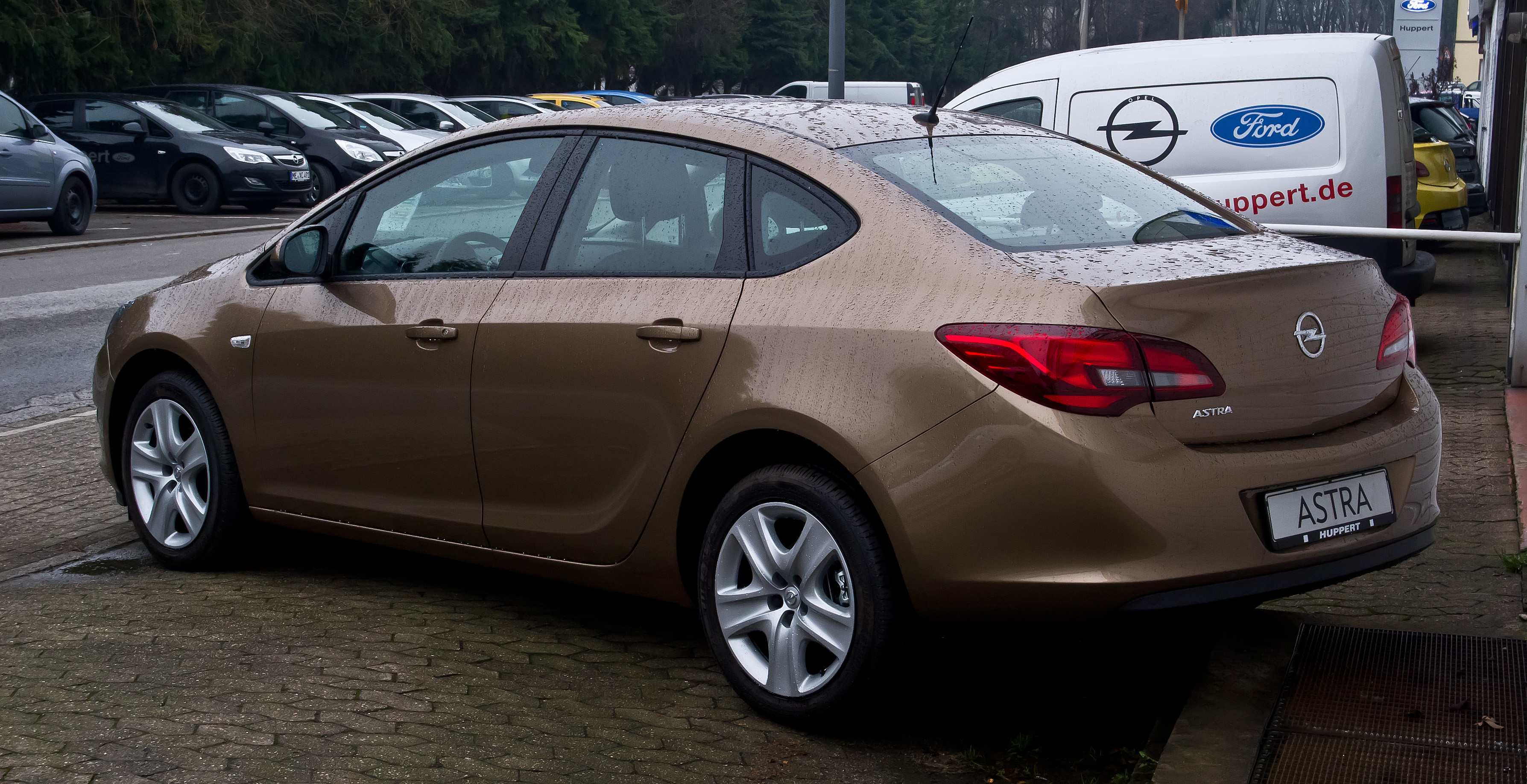
Opel Astra J Sedan hátulja
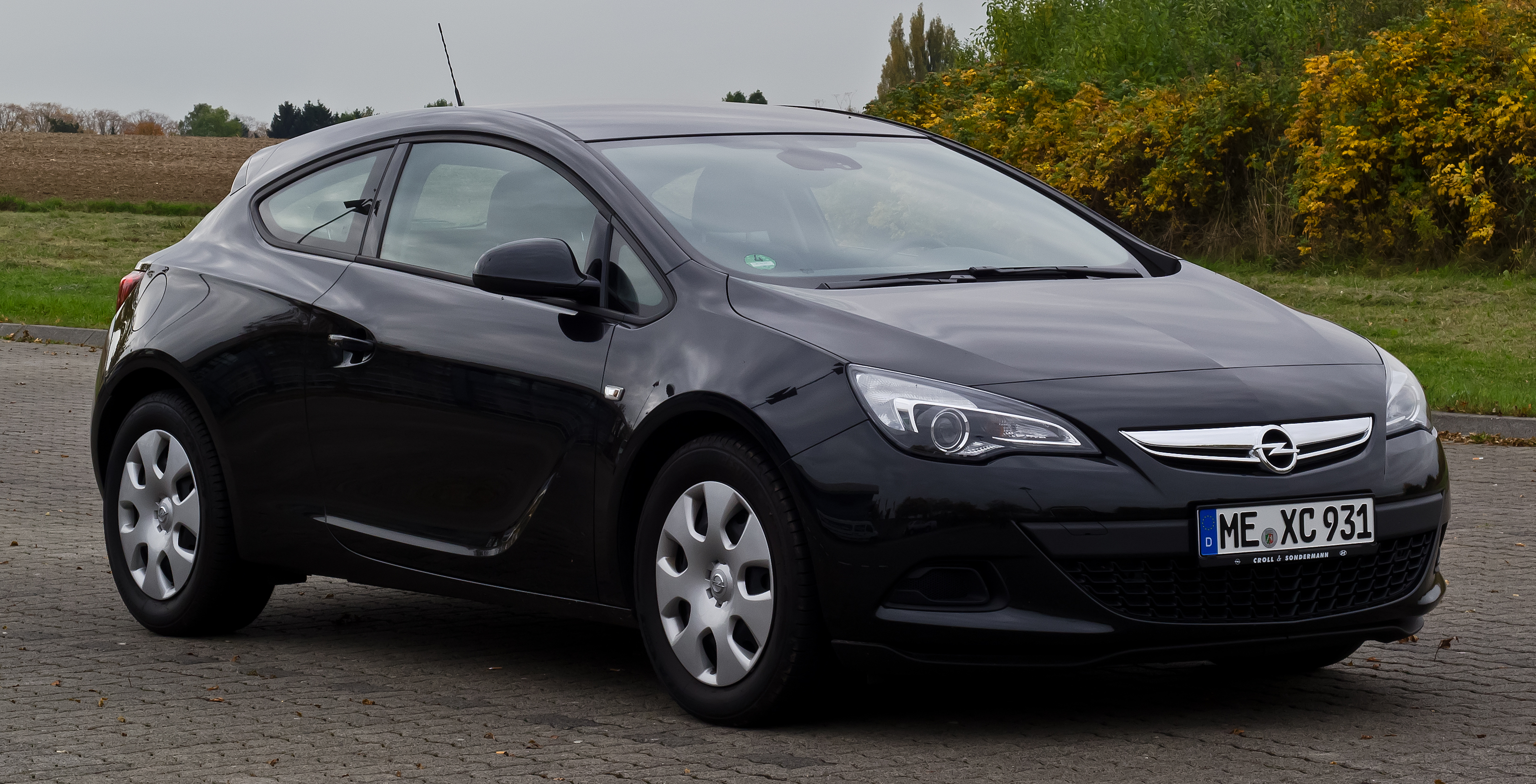
Opel Astra J GTC eleje
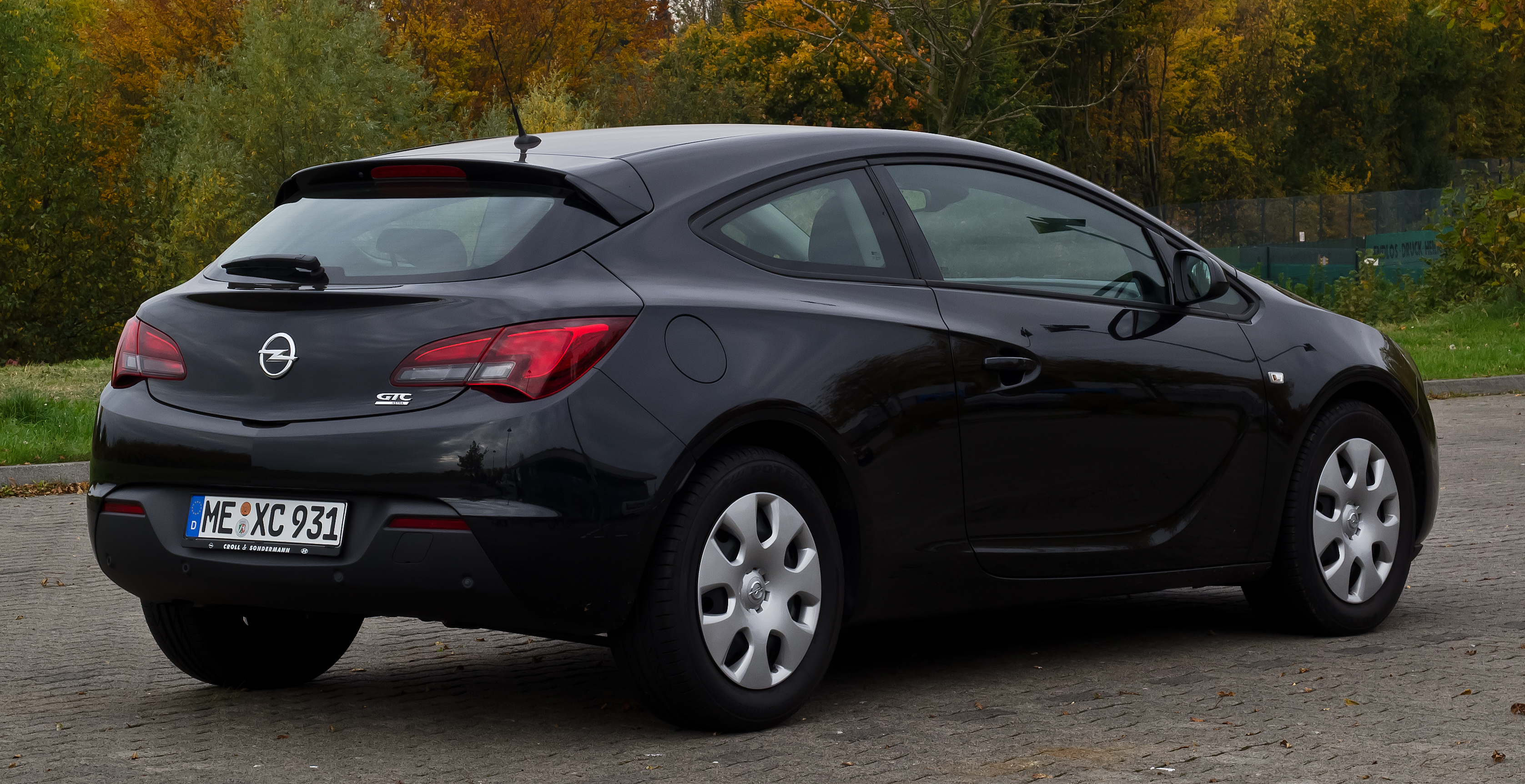
Opel Astra J GTC hátulja
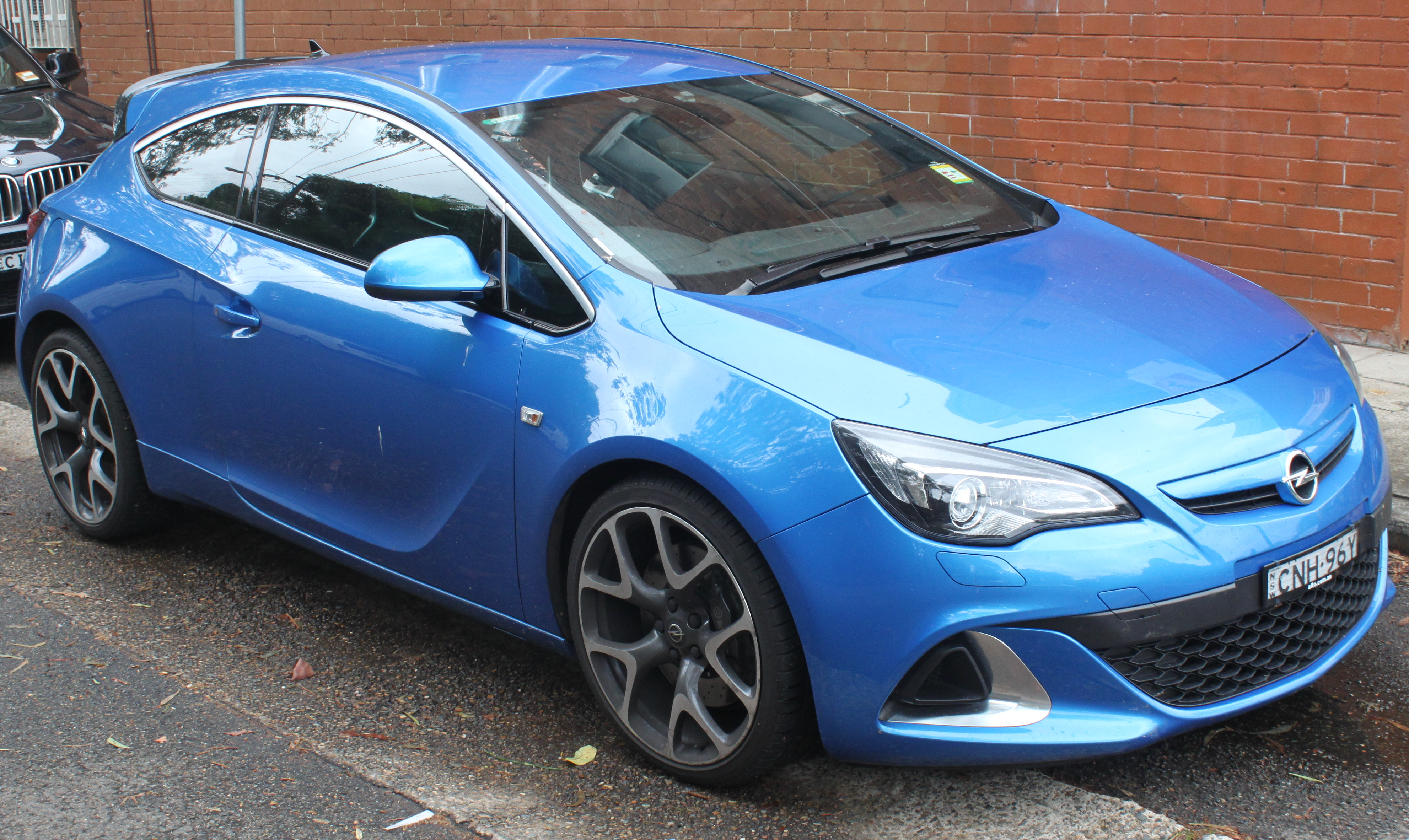
Opel Astra J OPC eleje
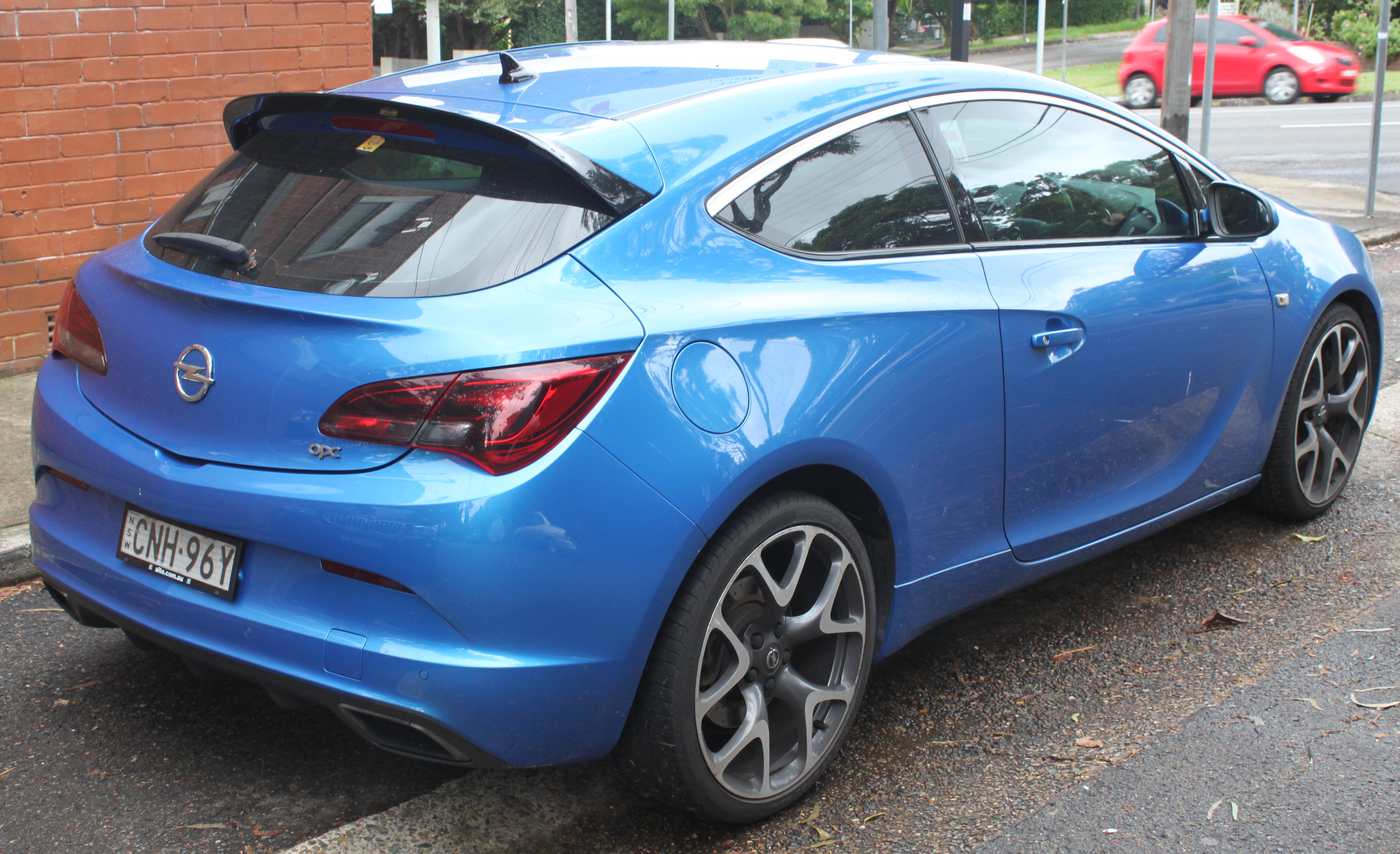
Opel Astra J OPC hátulja
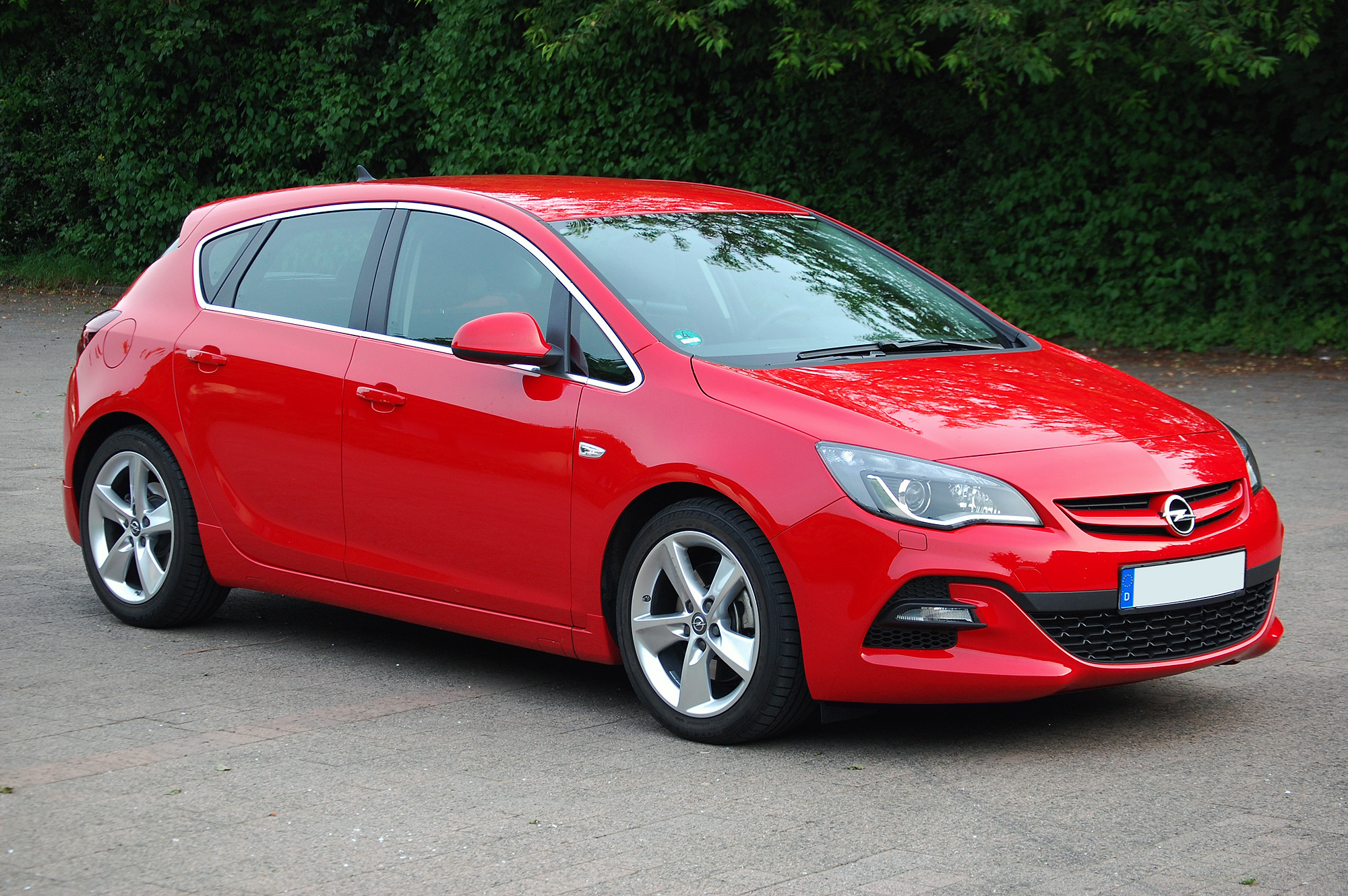
Opel Astra J BiTurbo eleje
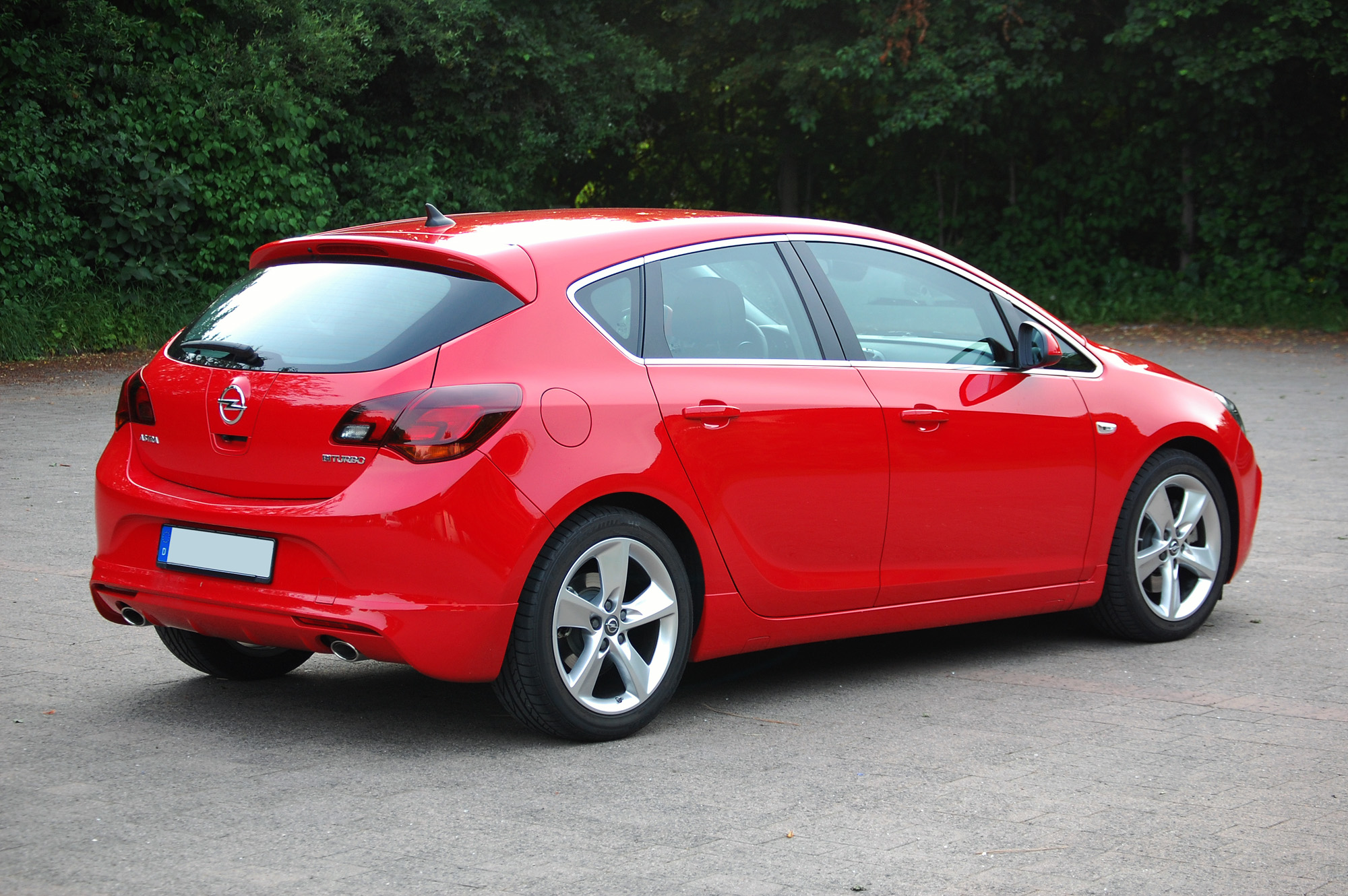
Opel Astra J BiTurbo hátulja

Az Astra J a General Motors Delta II platformjára épült, a 2009-es németországi Frankfurti Autószalonon debütált, és 2009 novemberében 2010-es modellként került forgalomba. Az autó stílusának nagy részét az új Opel Insigniától vette át, sok magasabb opciót pedig alapfelszereltségként szereltek fel. A teljes gyártás a Vauxhall Ellesmere Port Plant üzemében 2009. szeptember végén indult. A szállítások 2009 decemberében kezdődtek. Eredetileg „Astra I” néven emlegették, helyette az „Astra J” nevet kapta, hogy elkerüljék az I betű összetévesztését az 1. számmal. Az Astrát az Opel rüsselsheimi „Nemzetközi Műszaki Fejlesztési Központjában” (ITDC) fejlesztették ki, és az Opel formanyelvét folytatja: „a szobrászati művészet találkozik a német precizitással”, amelyet először az Insignián mutattak be. Az Astra torziós gerendás hátsó felfüggesztéssel rendelkezik Watt-lengőkarral. Az Infotainment és az autós navigációs rendszereket a Bosch szállítja. Az Opel Astra 2010-ben harmadik lett az Év Autója díjban.

### Ötödik generáció (2015-2022)
- Opel Astra K Hatchback (5 ajtós kiszerelésben)
- Opel Astra K Tourer

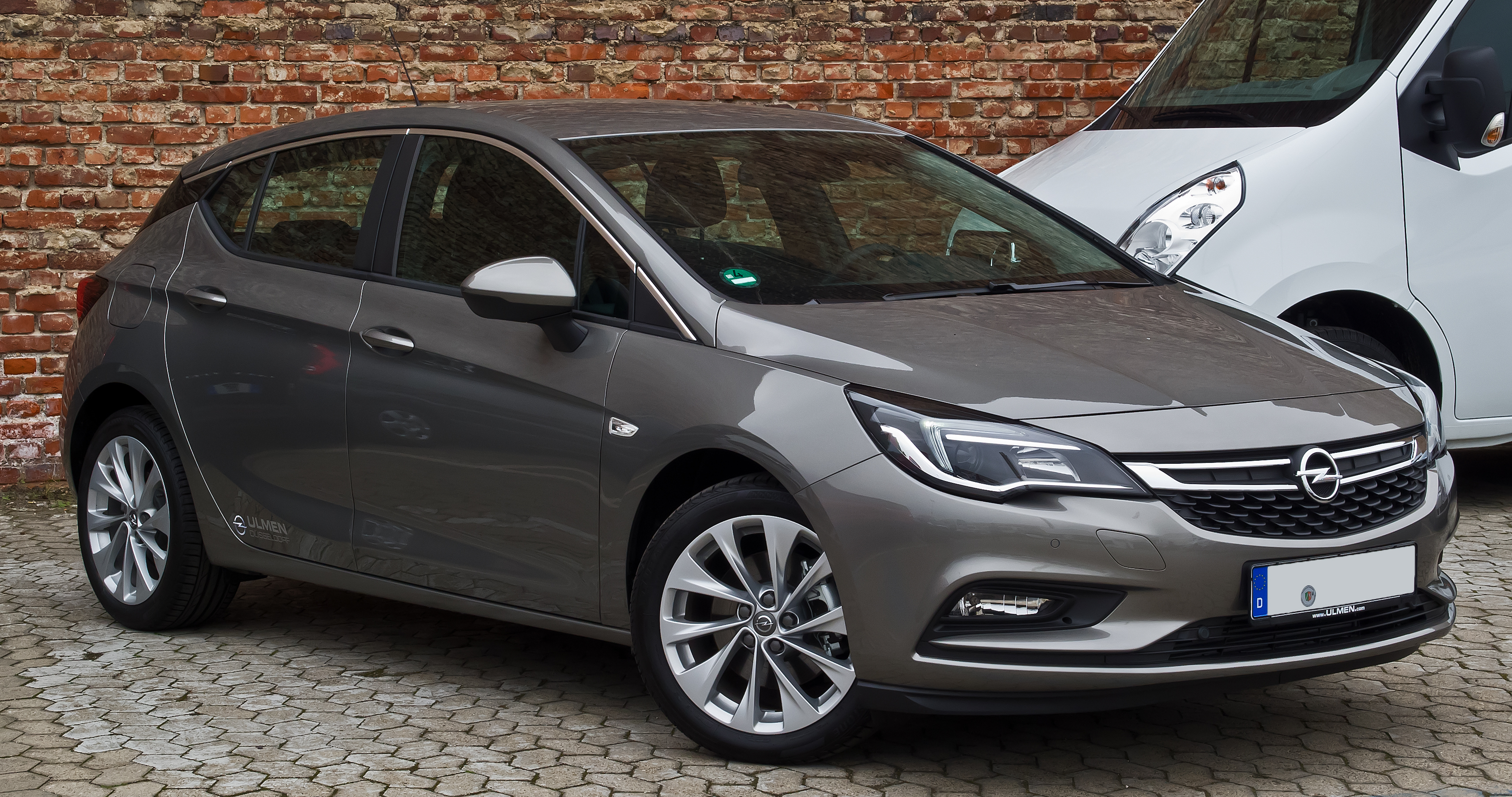
Opel Astra K Hatchback eleje
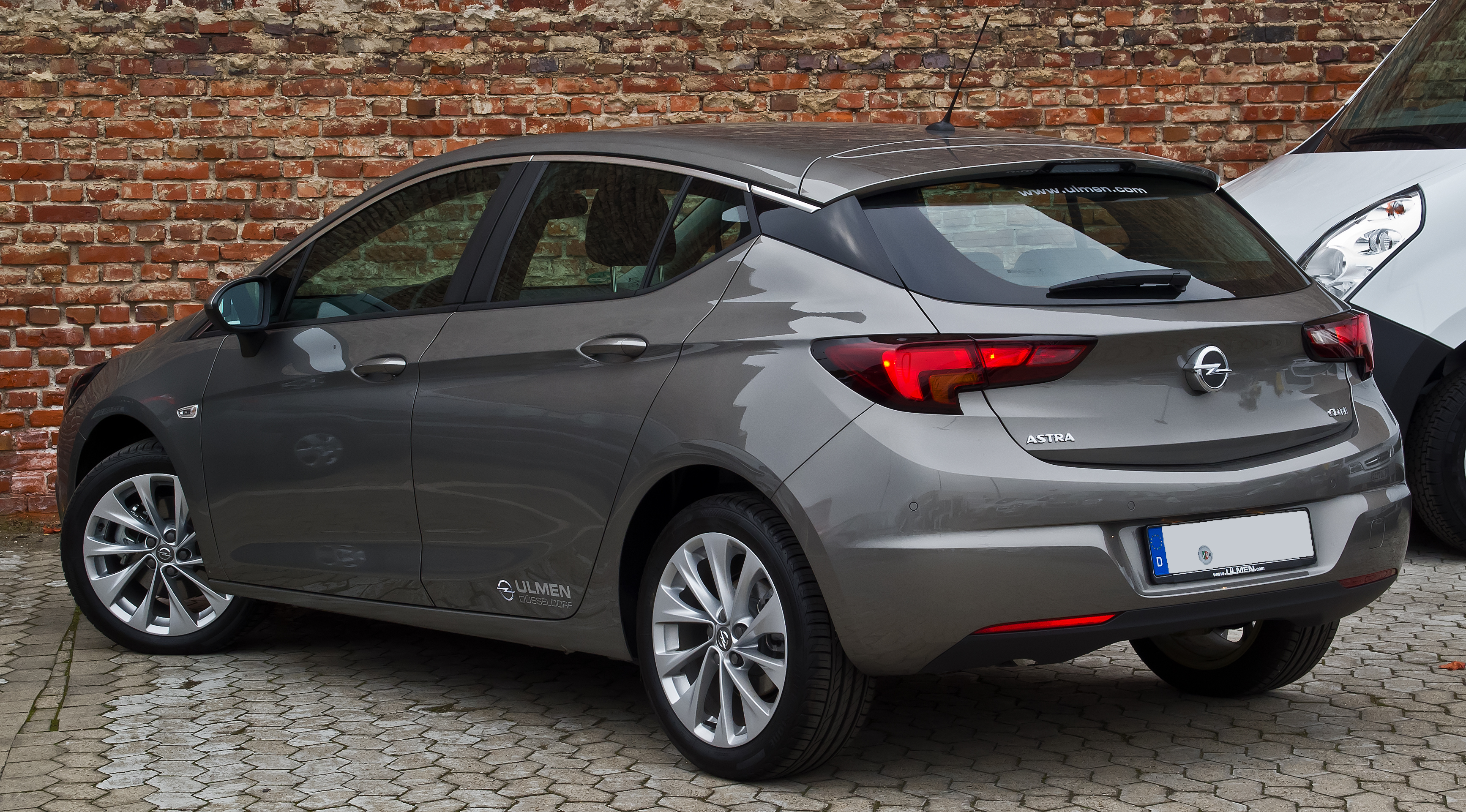
Opel Astra K Hatchback hátulja
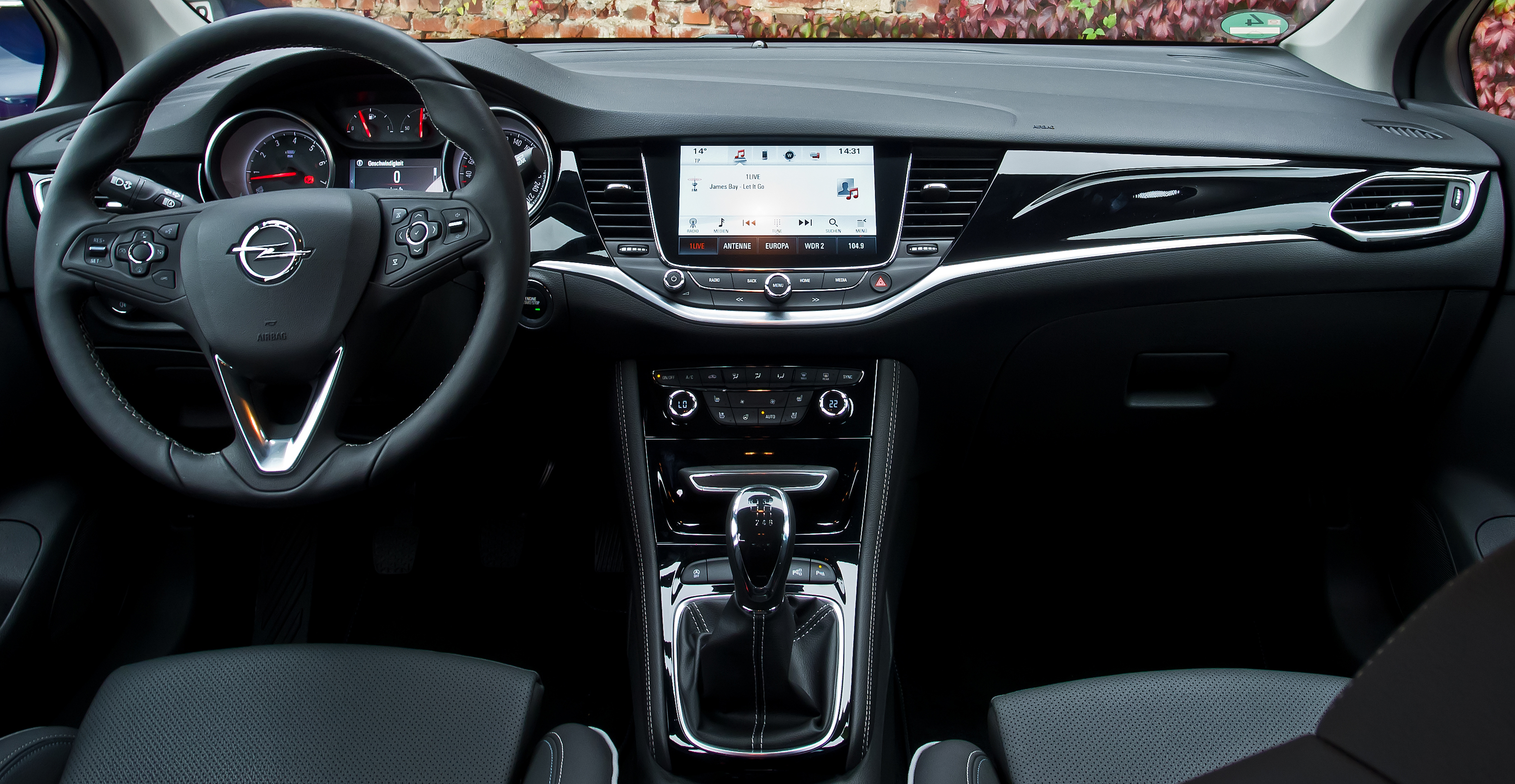
A belseje
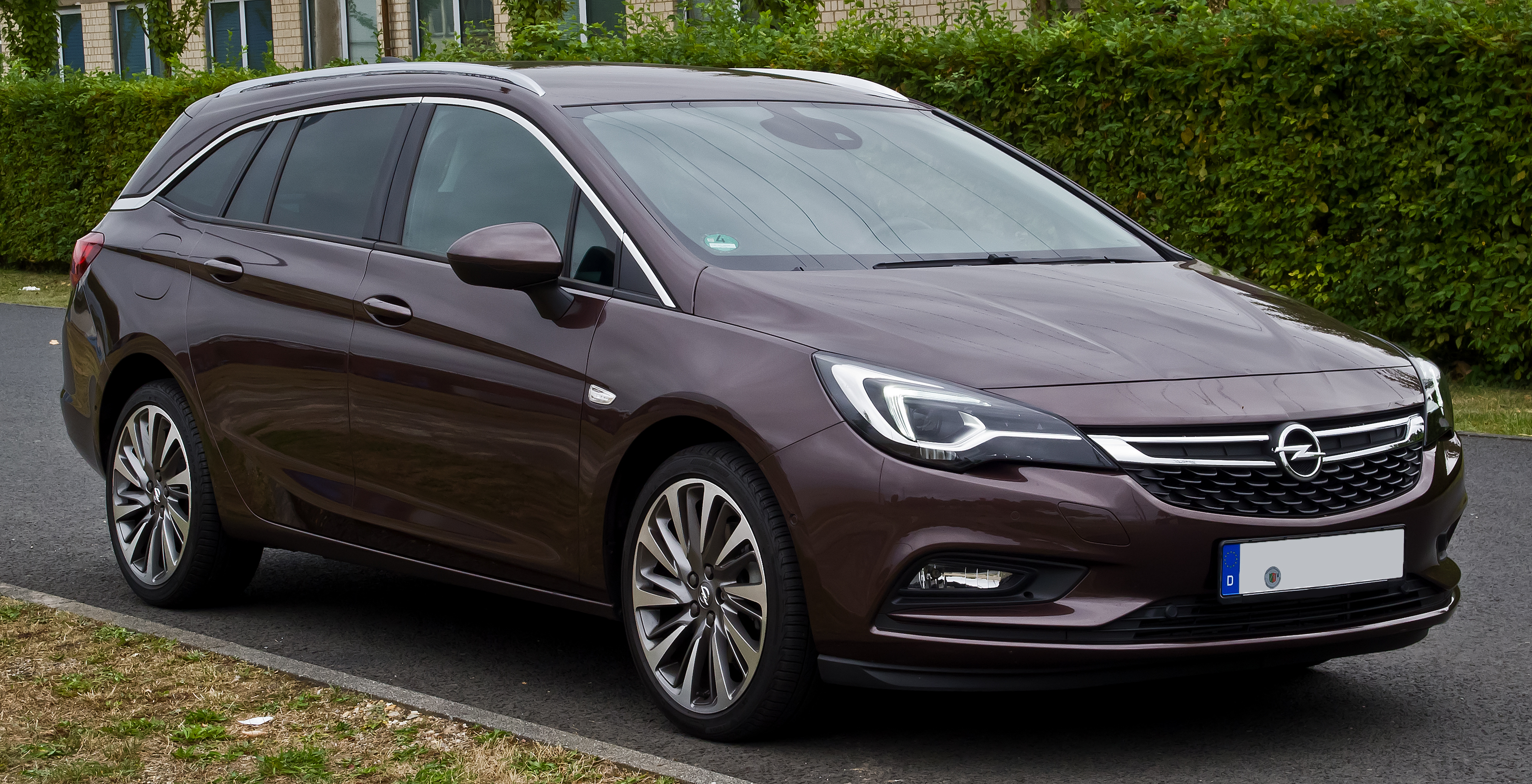
Opel Astra K Tourer eleje
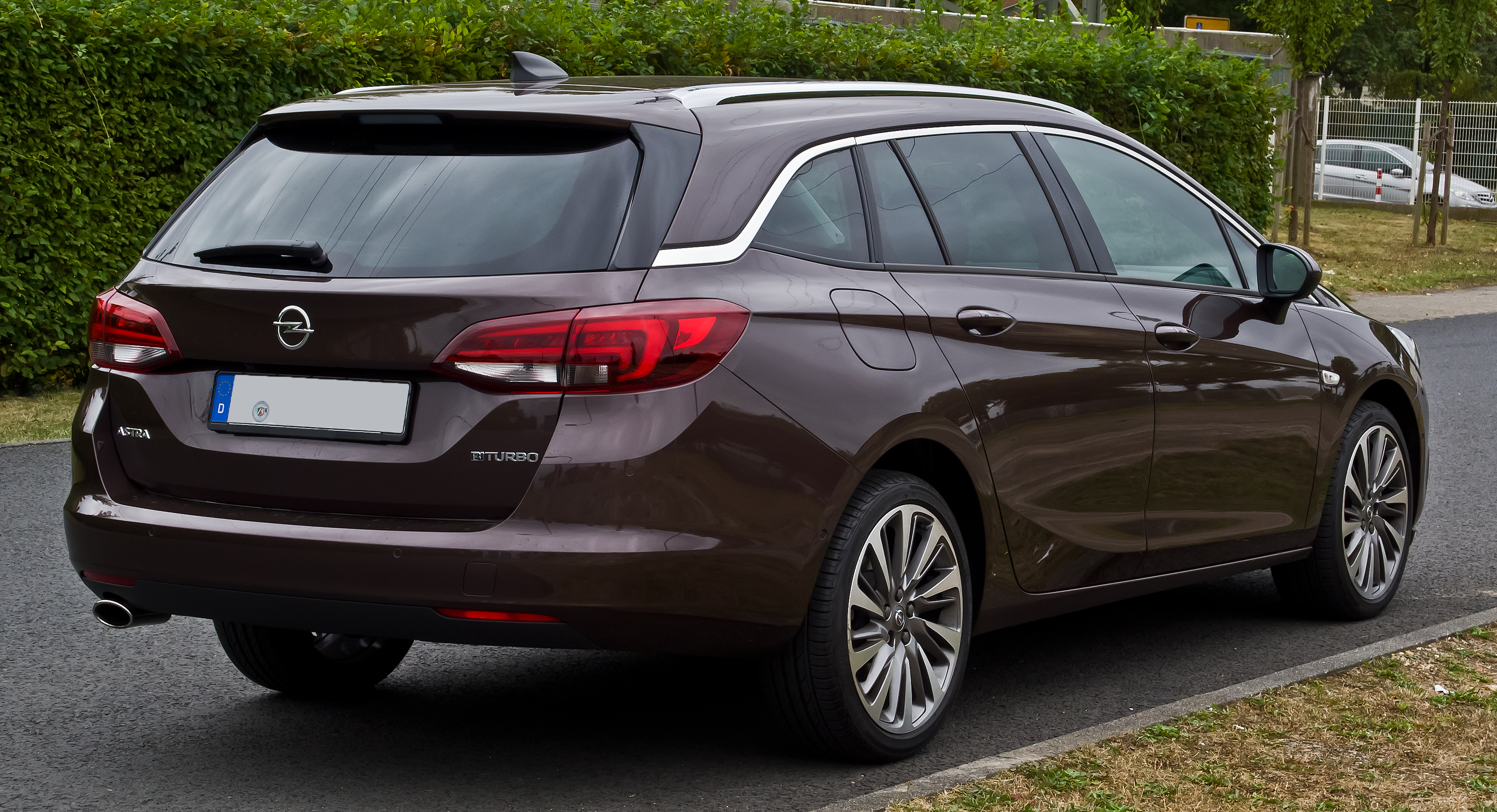
Opel Astra K Tourer hátulja

Az Opel a 2016-os modellévre 2015 szeptemberében a Frankfurti Autószalonon mutatta be az Astra K-t. Az Astra K kisebb (5 cm) és könnyebb (200 kg) az Astra J-hez képest. Bár kívül kisebb, az Opel azt állítja, hogy belül nagyobb, mint az előző Astra J. A modelltől függően felszereltségi szinten akár 200 kilogrammal – legalább 120 kilogrammal – könnyebb, mint elődje. A súlycsökkentésben nagy szerepet játszik a teljesen új járműarchitektúra. Minden alkatrészt ellenőriztek kompakt kialakítás és könnyű anyagok szempontjából. Egyedül a karosszéria súlya 20 százalékkal, 357-ről 280 kilogrammra csökkent. Az alvázzal kapcsolatos további intézkedések további 50 kilogramm súlycsökkenést eredményeztek; ezek közé tartoznak a nagy szilárdságú és ultranagy szilárdságú, kis tömegű acélok, a kompakt segédkeretek, valamint az első és a hátsó tengely súlycsökkentései. A hátsó felfüggesztés torziós gerenda (csak a legjobb motoroknál Watt-rudazattal), elöl pedig MacPherson rugóstagok. Az elérhető motorok 1,0 3 hengeres, 1,4 4 hengeres benzinmotorok és 1,6 literes dízelek. Új, teljes LED-es elülső világítási technikákkal lesz elérhető. A műszerfalban lévő képernyő alapfelszereltség, amely Androidhoz vagy iPhone-hoz csatlakoztatható. Ez a rendszer már elérhető a Corsa E-ben és az Adamben is.

### Hatodik generáció (2021-)
- Opel Astra L Hatchback (5 ajtós kiszerelésben)

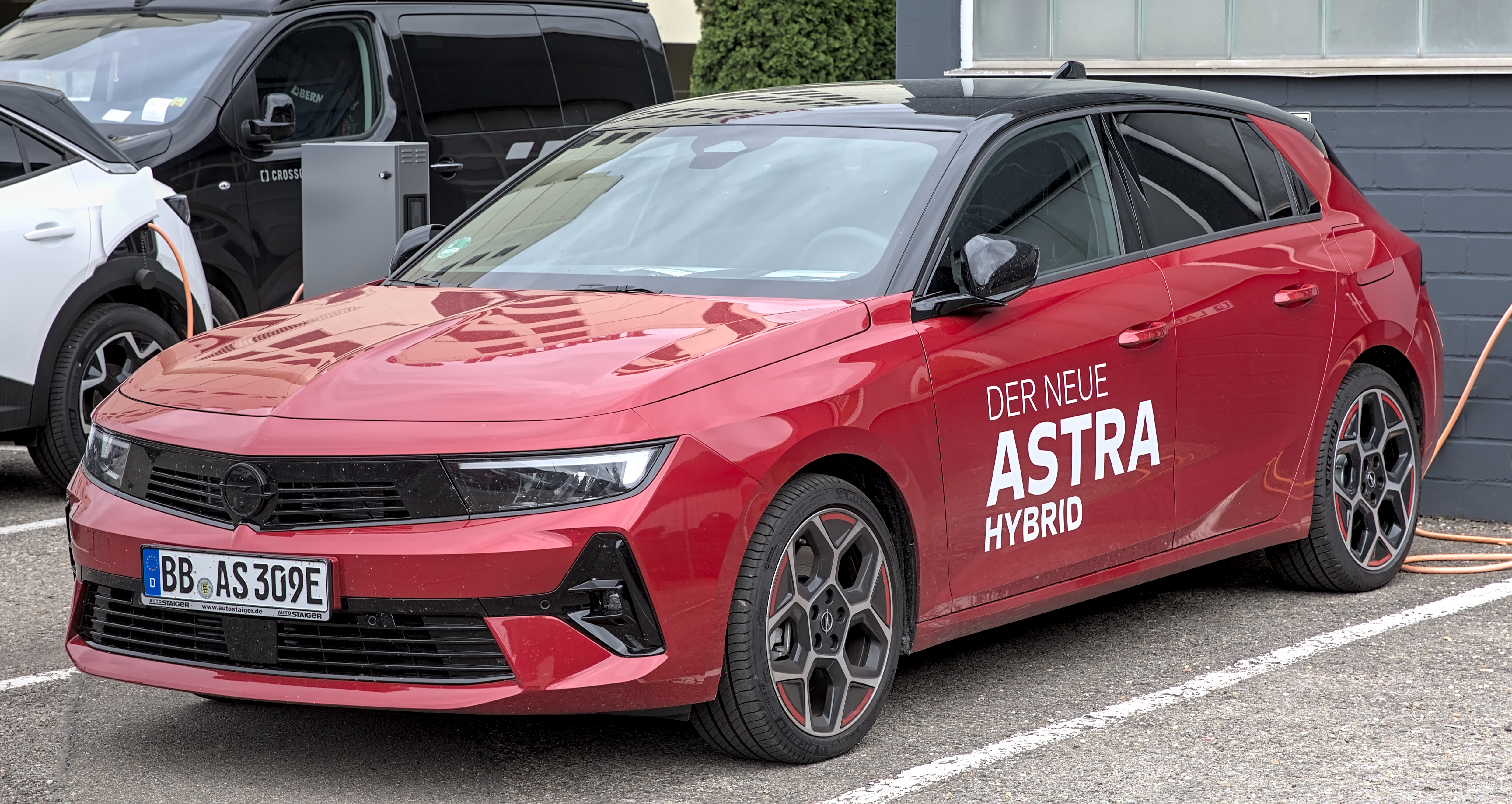
Opel Astra L eleje
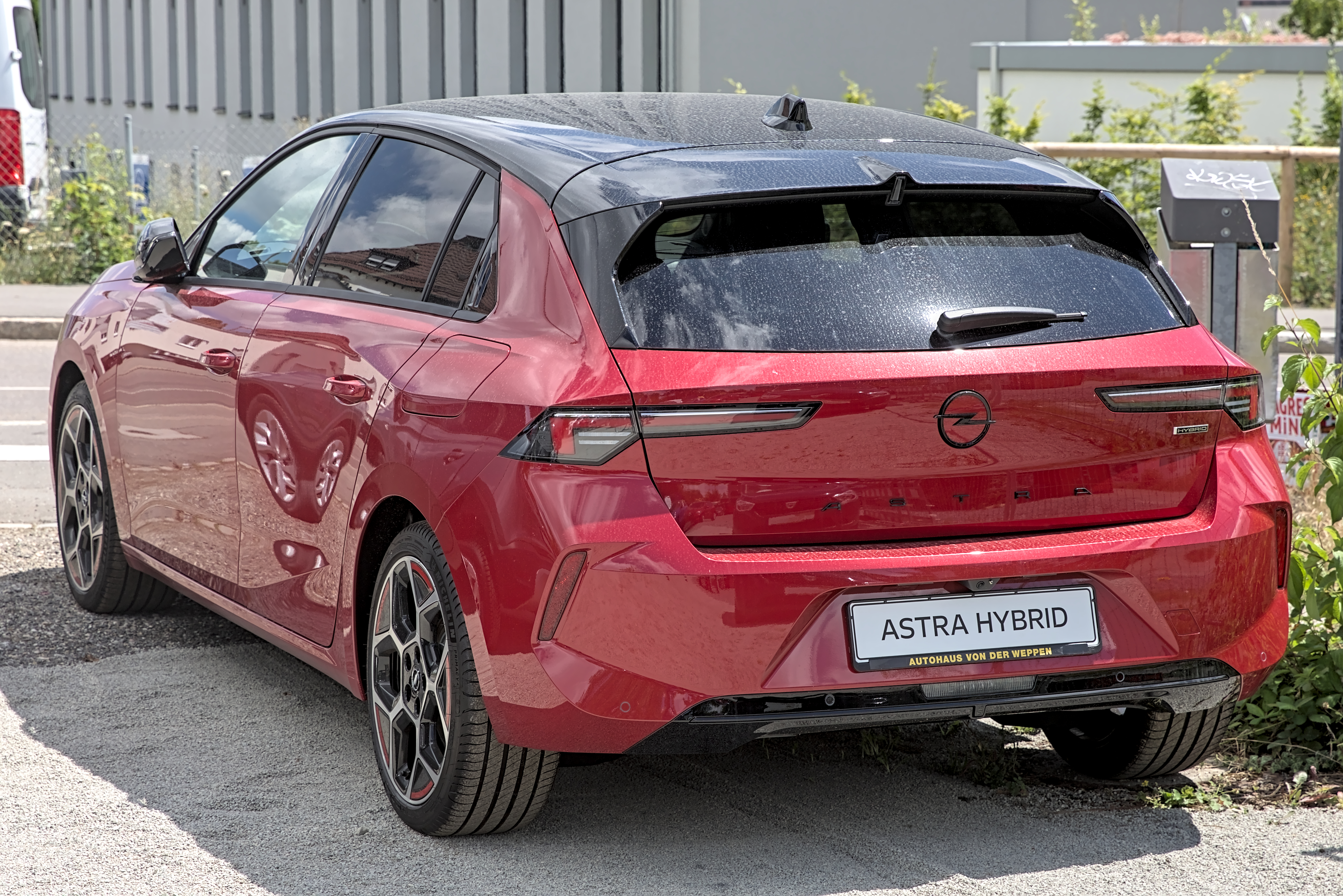
Opel Astra L hátulja
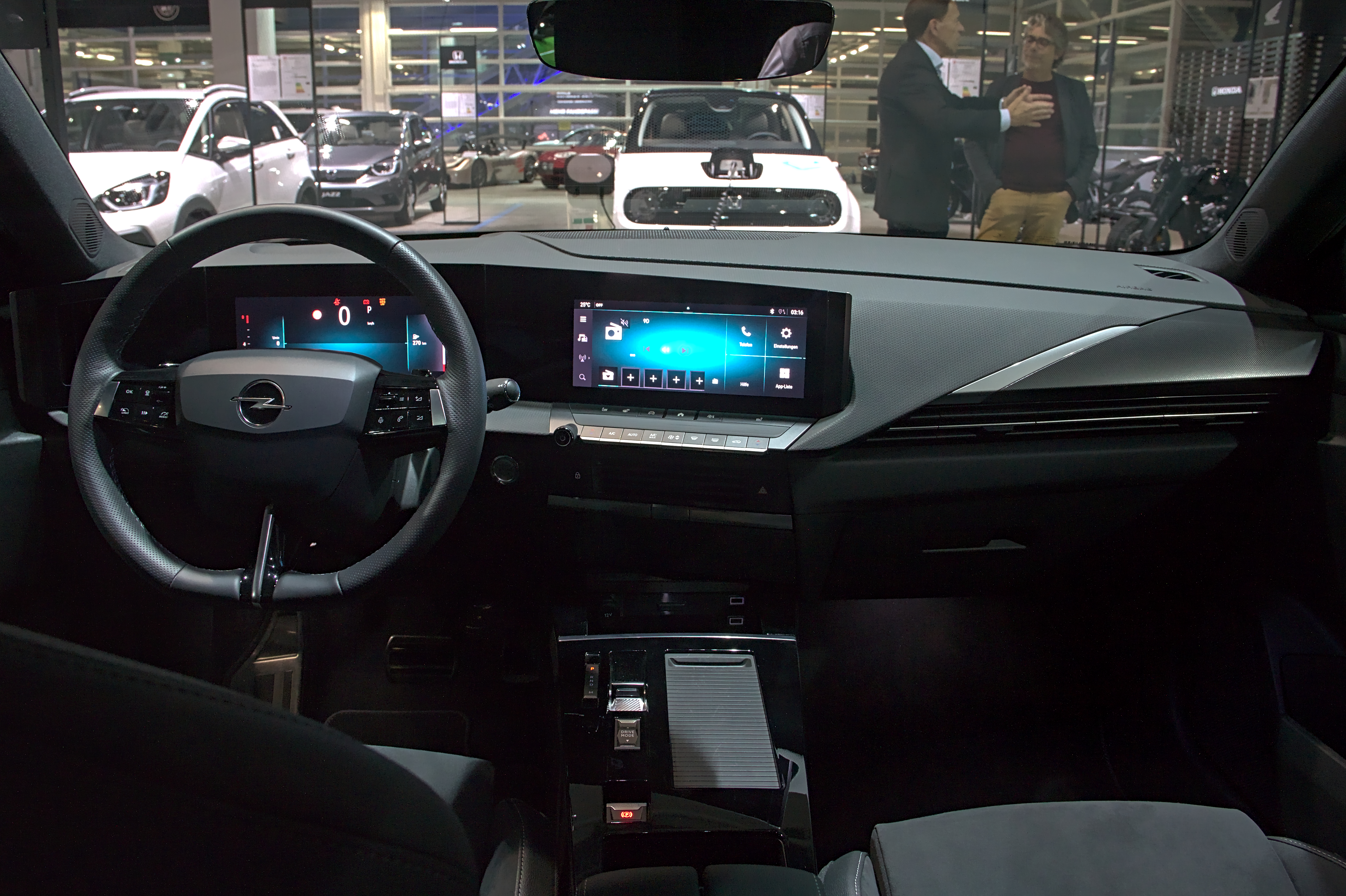
A belseje

A hatodik generációs Astrát 2021. július 13-án mutatták be, és 2021. november 12-én került forgalomba. A PSA Group által kifejlesztett első Astra  az EMP2 platform harmadik generációján alapult, amelynek tengelytávja 55 mm-rel nőtt. Az FCA és a PSA Stellantis megalakítása után tíz hónappal piacra dobott járművet először hibridként kínálták, és 180 lóerős motort mutatnak be. A Peugeot 508-ból és Peugeot 3008-ból átvett 225 lóerős változat a GT-verzión is elérhető lesz.

## Felszereltségi szintek
- Astra L – Business Edition, Elegance, külön GSe
- Corsa F – Corsa, Edition, Elegance, GS
- Mokka – Elegance, GS, Ultimate
- Crossland – Edition, Elegance, GS
- Grandland – Buseiness Edition, GS, külön GSe

### 120 év – felszereltség ( csak a 120. jubileumi évben )
A 120 év – felszereltségi szint egy korlátozott ideig elérhető szint az Opelnél, mellyel a 120 éves autógyártásnak adnak emléket. Nemzetközileg lézetik ilyen felszereltség.

### Exclusive – felszereltség ( 2017 – 2018 )
Az Opel által nyújtott felsőbb kategóriás extrák. Egyedi színkikeverés, egyedi belső. Külön mobil applikációban megtekinthettük saját konfigurációinkat. 

## X modellcsalád
Az "X" modellcsalád az Opel SUV-jainak új jelzése. Célja, hogy egységesítse a városi terepjárók modellkínálatát.
Az első X-es modell a Mokka X volt, melyet 2016-ban mutattak be. Ez a régebbi Mokka facelift változata: egységes "szárny alakú" LED nappali menetfény, hátsó LED lámpa, ergonómikus AGR masszázsülés, átlátható műszerfal. Csomagtere 356 liter. A következő generációs Mokka X már nagyobb lesz, azért, hogy illeszkedjen a többi "X"-es modellcsalád tagjaihoz. Motorikusan még a Genral Motors–Opel fejlesztésű motorok lettek beépítve. 2019 – ben egy teljesen új fejlesztésű modell váltja, mely a PSA által kifejlesztett CMP-platformra épül. Nevét tekintve kétséges, hogy megmarad-e a Mokka megnevezés.
A második bemutatott autó a Crossland X volt. 2017-ben. Méret szerint a Mokka X felé sorolható. Ez az első PSA – Opel fejlesztésű autó (a tervezéskor az Opel még nem volt a PSA tulajdona). Ez az autó is megkapta az Opel "szárny alakú" LED nappali menetfényét. Az egységesnek tekinthető műszerfal is beépítésre került. Csomagtere 410 liter. Motorjai már PSA motorok.
A harmadik bemutatott autó a Grandland X. Ez a legnagyobb SUV az Opel kínálatában. Bemutatására 2017 végéig kellett várni. Ez a második PSA-Opel fejlesztés. Ekkor az Opel már a PSA tulajdona volt. Annak ellenére, hogy a francia konszernnel közösen tervezték, és már az Ő tulajdonuk, több helyen megtalálható a régebbi anyavállalat, a GM logója. Ez az autó is megkapta az Opel "szárny alakú" LED nappali menetfényét. Csomagtere 514 liter.
2023 – ra megszűnt a Mokka, Crossland és Grandland modellek X jelzése. Ezek után X nélkül futnak tovább.

## OnStar rendszer
Az Opel OnStar rendszer egy személyes szolgáltatási és szervizasszisztens, melyet megjelenése óta 2018 elejéig minden Opel modellbe alapfelszereltségként építettek be (Enjoy-Excite felszereltségtől). 2018 óta felárként kérhető, illetve ingyen törölhető opció.
Az OnStar főbb jellemzői:
- 24 órás vészhelyzeti segélyhívó: segítség egészségügyi vészhelyzet vagy műszaki hiba esetén.
- Automatikus baleseti riasztás: Baleset esetén az OnStar-tanácsadó automatikusan ellenőrzi a helyzetet, felveszi Önnel a kapcsolatot, és szükség esetén értesíti a segélyszolgálatokat is.
- Járműdiagnosztika: az OnStar rendszeresen ellenőrzi járműve főbb rendszereit, és akár havonta e-mailt is küldhet az eredményekről.
- Okostelefon-alkalmazás: okostelefonjáról bárhol és bármikor vezérelheti járműve bizonyos funkcióit, illetve ellenőrizheti járműve földrajzi helyzetét és főbb adatait (pl. abroncsnyomás, üzemanyagszint)
- Személyi asszisztens: Gombnyomásra kapcsolatba léphet az OnStar-tanácsadóval, aki számos területen segíthet, ideértve pontos címek megtalálását, szállodafoglalást, vagy parkolóhely-keresést is
- Támogatás eltulajdonított jármű esetén: az OnStar képes meghatározni a jármű helyzetét, és blokkolhatja a gyújtást is, így segít visszaszerezni a járművet.
- Wi-Fi Hotspot: A nagyteljesítményű tetőantennának köszönhetően a beépített Wi-Fi Hotspot stabil és gyors internetelérést tesz lehetővé.

Az OnStar rendszer 2020.12.31-én végleg megszűnik. Ezután egyetlen szolgáltatás sem lesz elérhető.

## PSA-korszak
Az Opel felvásárlása több változást hozott. Az Opel újra nyereséges lett, 20 év után.
- 2020.12.31-től megszűnik az OnStar rendszer. Eddig alapfelszereltségként lehetett kapni, most felárért kérhető, illetve ingyen törölhető. Később egységes PSA asszisztensrendszer kerül bevezetésre
- Eltűnik a Navi 900 IntelliLink elnevezés – helyette bevezetésre került a Navi 5.0 IntelliLink
- Megjelent az IntelliGrip, mely egy–az útviszonyokhoz alkalmazkodó–manuálisan állítható tapadásállító berendezés (ESP-segéd) (egyelőre csak a Grandland X-ben)
- Az Insignia fedélzeti rendszere 2018 júliusában frissült. A navigációs rendszernek–mint korábban is–két típusa maradt: IntelliLink és IntelliLink Gold.
- Az Opel eddig 9 padlólemezt használt, ez ezentúl 2-re csökken (EMP2 és CMP).
- Az Opel eddig 10 motorcsaláddal dolgozott, mely 4-re csökken.
- Ugyan nem változás, de a GM idejében az Opel maga fejlesztette üléseit. Ez a PSA korszakban is így marad.
- Befejeződött a 2.0 literes, összkerékhajtású, turbós, benzines, 260 LE-s motor gyártása, hiszen az új károsanyag – kibocsátási normát nem bírta teljesíteni.
- 2019 – ben befejeződik három Opel modell gyártása : a Corsa – nál kisebb Karl és Adam, valamint a Cascada, az Opel kabriója. Az anyacég, a PSA azért döntött a leállítás mellett, mert nem termelnek annyi hasznot, hogy gazdaságos legyen a legyártásuk.[27]

## Környezetvédelem
A PSA konszern egyik fő célja a károsanyag-kibocsátás csökkentése. Így a Peugeot és a Citroën modelljei mellett az Opel modellekből is lesz a jövőben tisztán elektromos kivitel.
Az Opel Grandland X az első PSA-val közösen tervezett autó, mely megkapja a Plug-In Hibrid hajtásrendszert.
A következő a 6. generációs Corsa lesz, melyből már nem hibrid, hanem tisztán elektromos kivitel készül majd.
Az elektromos Corsával együtt, 2020-ig összesen négy elektromos autót szeretne az Opel a kínálatában tudni. De a távlati tervek között szerepel a 2024-es dátum, amikor már az összes Opel modellből lesz elektromos változat is. Ami még ennél is merészebb: 2025-2026-ban a leányvállalat már csak tisztán elektromos modelleket akar gyártani. Ekkorra a benzines és a dízel motorokat is teljes mértékben leselejtezné a PSA.

## PSA-val közösen tervezett autók
Mivel a PSA konszern felvásárolta a General Motors-tól az Opelt (és a Vauxhall-t), ezért a következő években bemutatott autók kisebb-nagyobb mértékben fognak egyezést mutatni francia társaikkal. (pl. az Opel Grandland X és a Peugeot 3008 azonos padlólemezen nyugszik). Formailag valószínű, nem lesz nagy változás. Az utóbbi években az Opel elrugaszkodott az eddig megszokottól, és új "arccal" van jelen a piacon. 2017 őszén már megjelent két autó, mely már a PSA-val közösen lett tervezve: a Crossland X és a Grandland X. Az utolsó Opelek, melyeket még a GM és az Opel közösen tervezett az Insignia család.
Az Opel 2018-tól PSA-platformra építi modelljeit. Eddig az Opel 9 különböző platformra épített, ezentúl 2-re épül.

## Motorok
Az Opel kizárólag korszerű, a kor igényeinek tökéletesen megfelelő, Euro 6 besorolású motorokat szerel modelljeikbe. Több típus van belőle: 5 sebességes manuális, 5 sebességes easytronic, 6 sebességes manuális, 6 sebességes automata, 8 sebességes automata. Míg az 5 sebességesek a kisebb teljesítményű motorokba kerülnek, addig a 6 sebességesek a nagyobb teljesítményűekbe kerülnek. Választható több modellnél is a 4x4, azaz összkerékhajtás, és egyes modelleknél ekkor "Sport" és "Tour" módot is lehet váltani.
2017-től azonban kezd megváltozni a motorkínálat, ugyanis az újonnan megjelent autókba már PSA eredetű motor kerül. Ez azt jelenti, hogy 1.2 turbós benzines (110 LE ill. 130 LE, manuális vagy automata) és 1.2, 1.2 turbós és 1.6-os (99LE, 120 LE, manuális vagy automata) motorok kerülnek az autókba.
Több hír jelent meg arról, hogy a PSA megszakítana minden kapcsolatot a GM-el, ami azt jelenti, hogy a General Motors eredetű erőforrásokat 100%-ban lecserélnének, és kizárólag az új anyavállalat motorjait építenének be a karosszériába.
Eddig a cég 10 motorcsaláddal rendelkezett, melyet még a General Motors-szal fejlesztett ki. Ezentúl a PSA-val tervezik az erőforrásokat, a régihez hasonlóan, Rüsselsheim-ben marad a fejlesztőközpont. A 10 motorcsalád helyett 4 motorcsalád lesz.

### "Újfajta", PSA eredetű motorok
Benzines erőforrás
- 1.2 (81 Lóerő), 5 sebességes, manuális
- 1.2 Turbo (110 Lóerő, Start/Stop), 5 sebességes manuális
- 1.2 Turbo (110 Lóerő, Start/Stop), 6 sebességes automata
- 1.2 Turbo (130 Lóerő, Start/Stop), 6 sebességes manuális
- 1.2 Turbo (130 Lóerő, Start/Stop), 6 sebességes automata
- 1.6 Turbo (180 Lóerő, Start/Stop), 8 sebességes automata

Dízeles erőforrás
- 1.6 (99 Lóerő), 5 sebességes manuális
- 1.6 (99 Lóerő, Start/Stop), 5 sebességes manuális
- 1.6 (120 Lóerő, Start/Stop), 6 sebességes manuális
- 1.6 (120 Lóerő, Start/Stop), 6 sebességes automata
- 1.5 (130 Lóerő, Start/Stop), 8 sebességes automata
- 2.0 (177 Lóerő, Start/Stop), 8 sebességes automata

## Sport

DTM Astra

Az 1990-es évek-ben Magyarországon az Opel Astra Kupa volt azt első „nyugati” típusra kiírt autóverseny-sorozat.
Az Opel 2005-ben szállt ki a DTM sorozatból.
2015-ben az Opel Motorsport a Kissling Motorsport közreműködésével megépítette a K-Astrán alapuló Astra TCR-t. Ám a PSA vezetése úgy döntött, hogy amíg az Opel nem nyereséges, nem vesz részt a cég különböző motorsportokon.